# Brandenburg
Brandenburg [ˈbʁandn̩ˌbʊʁk] ⓘ (niedersorbisch Bramborska; niederdeutsch Brannenborg; amtlich Land Brandenburg, Abkürzung BB) ist ein Land im Nordosten der Bundesrepublik Deutschland. Die Landeshauptstadt und bevölkerungsreichste Stadt ist Potsdam, weitere wichtige Zentren sind Cottbus, Brandenburg an der Havel und Frankfurt (Oder).
Brandenburg umschließt in seinem Zentrum die deutsche Hauptstadt Berlin und bildet mit ihr die Metropolregion Berlin/Brandenburg, in der rund sechs Millionen Menschen leben. Mehr als ein Drittel der Fläche Brandenburgs sind Naturparks, Wälder, Seen und Wassergebiete.
Als Gründungsjahr der Mark Brandenburg gilt 1157, in dem sich der Askanier Albrecht der Bär mit der Eroberung der Brandenburg das Gebiet aneignete und es zum Bestandteil des Heiligen Römischen Reiches machte. Von 1415 bis 1918 stand die Region unter der Herrschaft der Hohenzollern. Von 1701 bis 1946 entwickelte sich die Mark zum Kernland Preußens. Die 1815 geschaffene Provinz Brandenburg bestand bis 1947. Nach 1945 wurde aus dessen Teil östlich der Elbe und westlich von Oder und Neiße erstmals ein Land Brandenburg, das 1952 auf verschiedene DDR-Bezirke aufgeteilt wurde. Nach der deutschen Wiedervereinigung führte das Ländereinführungsgesetz 1990 zur erneuten Gründung als Land der Bundesrepublik Deutschland.
Zu den wesentlichen Wirtschaftszweigen in Brandenburg gehören die Automobilfertigung, die Stahlindustrie, die Landwirtschaft, die Energiewirtschaft, der Tourismus, die Luftfahrtindustrie und die Filmwirtschaft.

## Geografie

### Lage
Das Land Brandenburg liegt im Nordosten der Bundesrepublik Deutschland. Es grenzt im Süden an Sachsen, im Westen an Sachsen-Anhalt, in der Mitte an Berlin, im Nordwesten an Niedersachsen, im Norden an Mecklenburg-Vorpommern sowie im Osten an die Republik Polen. Brandenburg ist mit einer Gesamtfläche von 29.654 km² das nach der Fläche fünftgrößte Land Deutschlands und mit einer maximalen diagonalen Ausdehnung von 291 km, einer Nord-Süd-Ausdehnung von 244 km und einer Ost-West-Ausdehnung von 234 km gleichzeitig das größte der neuen Länder. Das Kerngebiet Brandenburgs wird auch mit dem historischen Namen Mark Brandenburg bezeichnet.

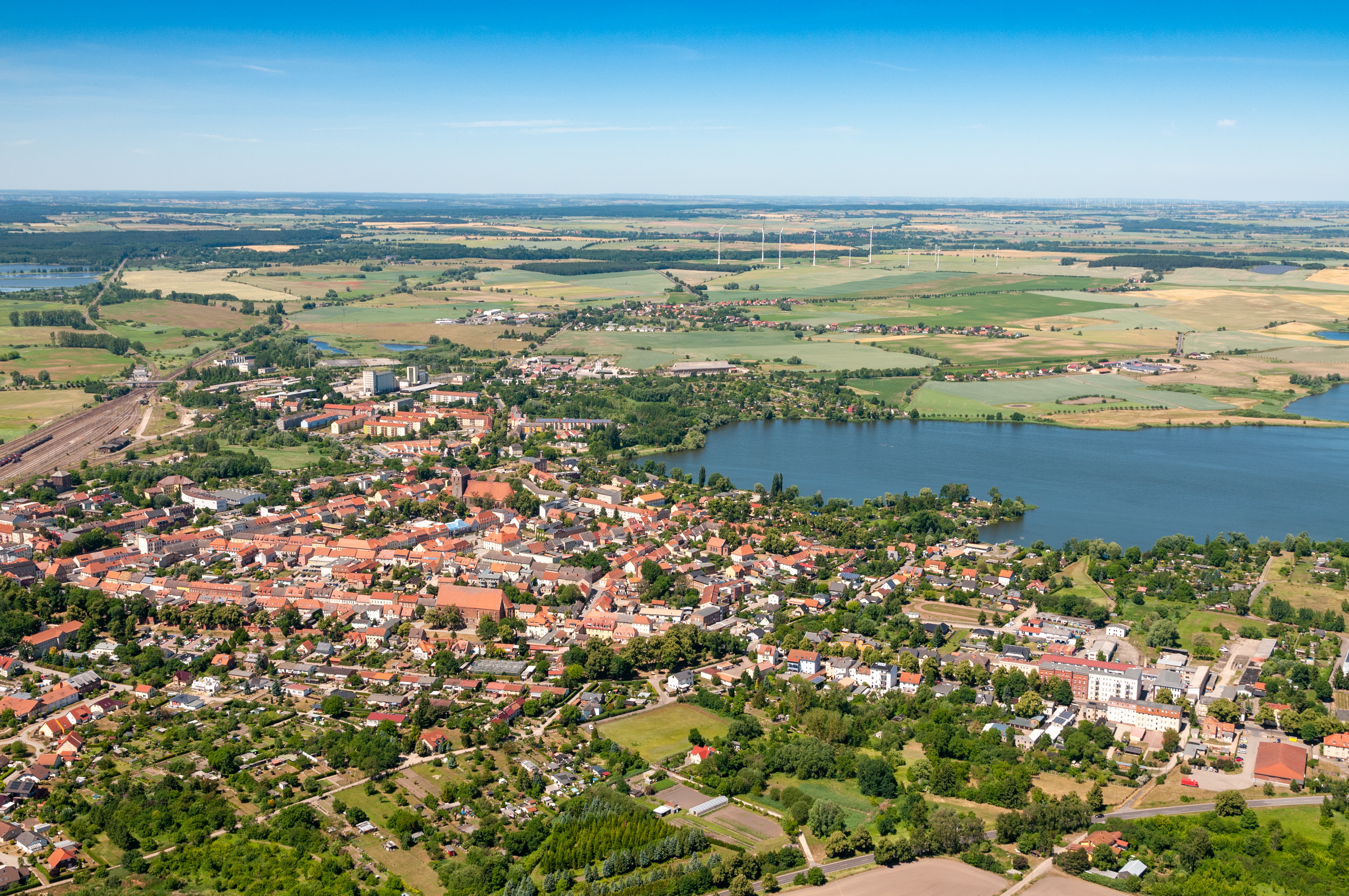
Angermünde in der Uckermark im Nordosten des Landes Brandenburg

Die Länder Berlin und Brandenburg bilden wirtschaftsgeografisch in ihrer Gesamtheit die europäische Metropolregion Berlin/Brandenburg. In dem auch Hauptstadtregion Berlin-Brandenburg genannten Ballungsraum lebten im Jahr 2023 etwa 6,4 Millionen Einwohner. Die Agglomeration Berlin mit 4,8 Millionen Einwohnern (2023), dessen engerer Verflechtungsraum um Berlin als „Speckgürtel“ bekannt ist, umfasst Berlin und Teile Brandenburgs. Dies entspricht der für Brandenburg typischen Ausrichtung der Infrastruktur wie Autobahnen und Hauptbahnstrecken auf die inselförmig im Land gelegene Bundeshauptstadt Berlin.
Außerhalb der größeren Städte wie Brandenburg an der Havel im Westen, Frankfurt (Oder) im Osten und der nach Potsdam einwohnerreichsten Stadt Cottbus im Süden ist das Land relativ dünn besiedelt. Den Süden des Landes bilden die Niederlausitz, kleine Teile der Oberlausitz und das Elbe-Elster-Land. Zum Land Brandenburg gehören westlich das Havelland, südlich von Berlin der Teltow und nordöstlich der Barnim. An den Grenzen liegen im Norden die Oberhavel (mit dem historisch bis 1950 zu Mecklenburg gehörigen Fürstenberger Werder), im Nordwesten die Prignitz, im Nordosten die Uckermark, im Osten das Oderbruch und im Südwesten der Fläming.

### Geologie und Böden

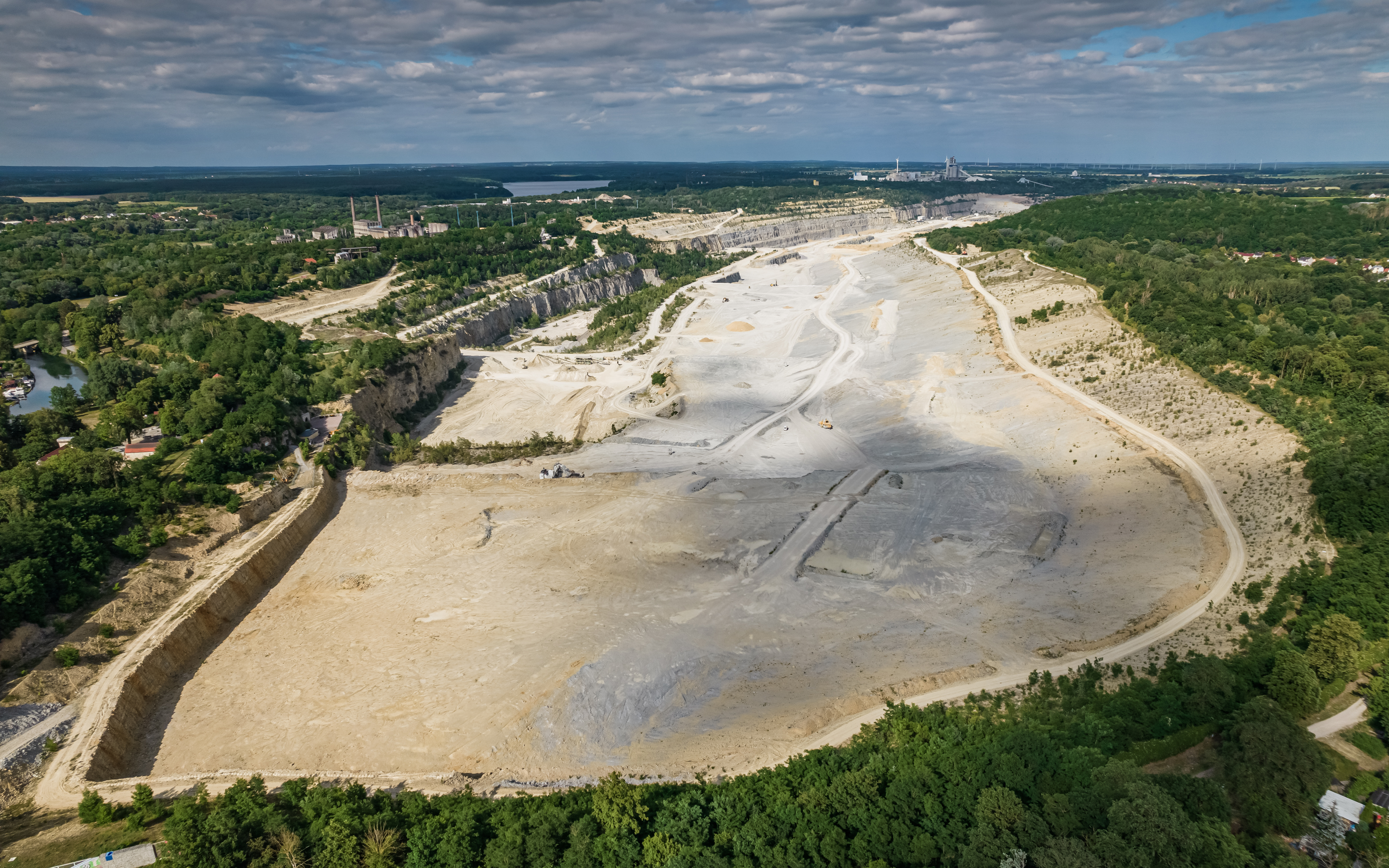
Kalksteinbruch Rüdersdorf

Das Land Brandenburg liegt im Norddeutschen Tiefland und wurde an der Erdoberfläche entscheidend durch die wiederholten Vorstöße des skandinavischen Inlandeises während des Eiszeitalters geprägt. Es stehen daher fast ausschließlich kalt- und warmzeitliche Ablagerungen an. Am verbreitetsten sind Geschiebemergel und Schmelzwassersande. Typisch für die Oberflächenformung sind die Elemente der glazialen Serie. Zu ihren Landschaftsformen zählt das Urstromtal. Diese zeigen hierzulande eine weltweit einmalige Häufung: Netze-Randow-, Thorn-Eberswalder, Warschau-Berliner, Glogau-Baruther und Breslau-Bremer Urstromtal.
Aufgrund der Vielgestaltigkeit der eiszeitlichen Ablagerungen in Brandenburg sind die daraus entstandenen Bodengesellschaften sehr vielfältig. Ihre Ertragsfähigkeit reicht von extrem nährstoffarm und unfruchtbar bis hin zu sehr fruchtbar. Dennoch überwiegen flächenmäßig, vor allem im mittleren und südlichen Brandenburg, die nährstoffarmen Sandböden, die dem Land sein charakteristisches Gepräge geben.

### Landschaften

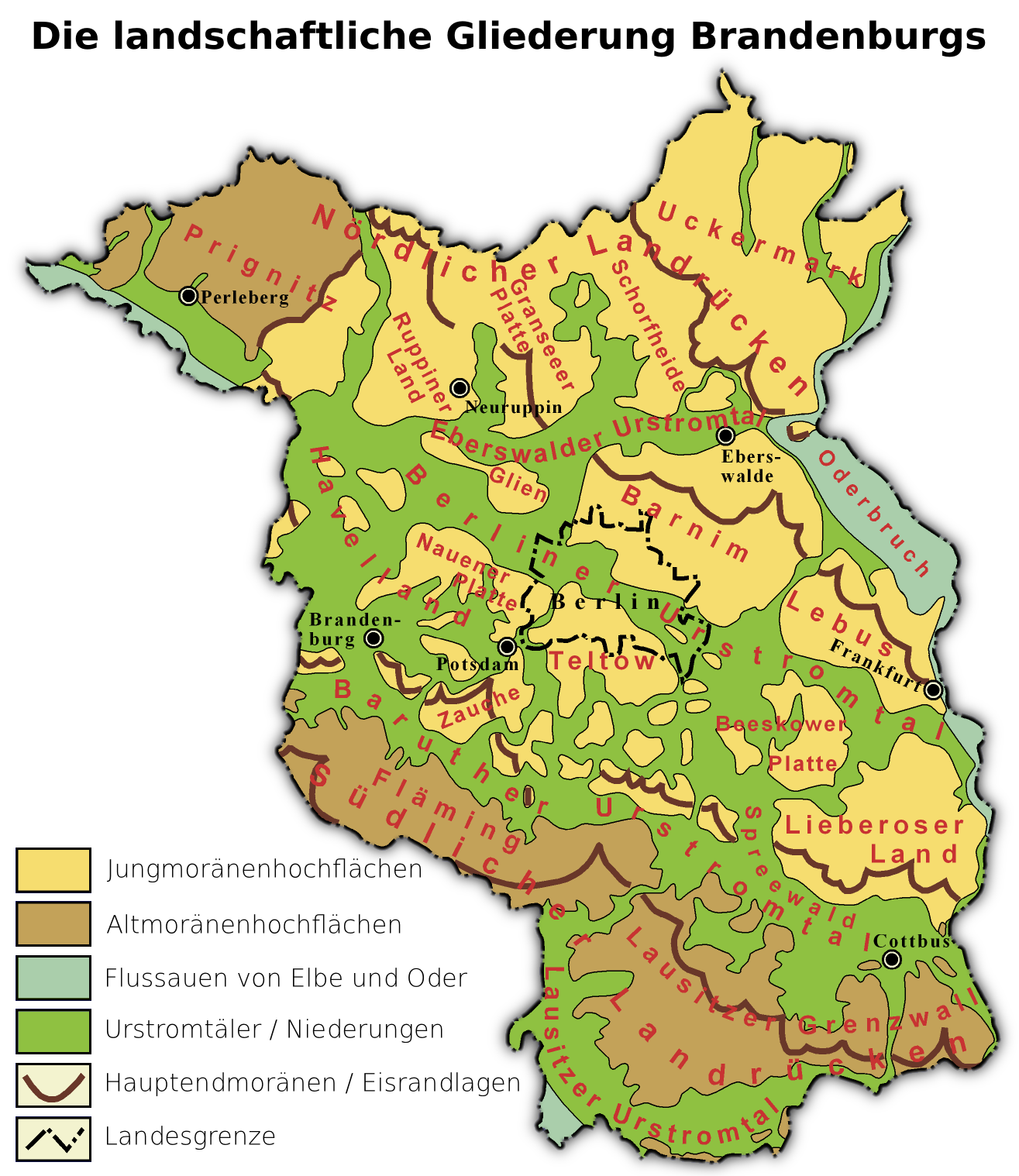
Landschaften Brandenburgs

Die wesentlichen Großlandschaften Brandenburgs sind von Nord nach Süd der Baltische beziehungsweise Nördliche Landrücken, die Zone der Platten und Urstromtäler sowie der Südliche Landrücken.
Auf beiden Landrücken werden Höhen über 100 m erreicht. Dem Südlichen Landrücken, der von den Harburger Bergen bis nach Polen (Katzengebirge) reicht, werden in Brandenburg der Fläming und seine östliche Fortsetzung, der Lausitzer Grenzwall mit dem Muskauer Faltenbogen zugerechnet. Er ist im Durchschnitt höher als der Baltische Landrücken. Jener erstreckt sich von Jütland bis zum Baltikum. Zu ihm gehört die Mecklenburgische Seenplatte, die bis nach Brandenburg hineinragt. In dieser Seenplatte entspringen die Flüsse Havel, Rhin und Dosse. Im Südosten mit dem Lausitzer Urstromtal (Teilstück des Breslau-Bremer Urstromtals) und Nordosten mit tief liegenden Teilen der Uckermark reicht Brandenburg über die erwähnten Höhenzüge hinaus.
Zwischen den Landrücken liegt das Gebiet der mittelbrandenburgischen Platten und Urstromtäler. Ausgedehnte Niederungen wie das Rhinluch, das Havelländische Luch und die Seenkette der mittleren Havel grenzen die inselartig daraus aufragenden Platten wie Barnim, Nauener Platte und die Ländchen voneinander ab. Das Niveau der Urstromtäler und der zugehörigen Nebentäler zeigt ein geringes Gefälle von Südost nach Nordwest. Es reicht von etwa 60 m an der Neiße bis unter 20 m an der Havelmündung. Die durchschnittliche Höhe der Platten nimmt von Ost nach West von über 100 m an der Oder auf 40 m bis 50 m im Westen ab. Besonders tief liegt das Odertal im Nordosten fast auf Niveau des Meeresspiegels.
Landschaftlich fällt der Unterschied zwischen dem Altmoränen- und dem Jungmoränenland auf. Während es im Süden und in der Prignitz nahezu keine natürlichen Seen gibt, ist das jung vergletscherte Gebiet seenreich. Es gibt regionale Unterschiede. Viele hoch gelegene Grundmoränengebiete, wie der Barnim oder das Land Lebus, sind seenarm. Hingegen sind Gebiete wie Teile der westlichen Uckermark, in denen es großflächig zur Verschüttung und Konservierung von Toteisblöcken kam, seenreich.
| - Barnim - Dahmeland - Elbe-Elster-Land - Fläming | - Havelland - Karower Platte - Land Lebus - Land Löwenberg | - Lausitz - Märkische Schweiz - Oderbruch | - Prignitz - Ruppiner Land - Schorfheide | - Teltow - Uckermark - Zauche |

### Gewässer
Überblick
Brandenburg gilt als das gewässerreichste Bundesland Deutschlands. Es gibt über 3000 natürlich entstandene Seen, hinzu kommen zahlreiche künstlich angelegte Teiche, Baggerseen und ähnliche Gewässer. Weiterhin existieren über 33.000 km Fließgewässer, deren größter Teil künstlich angelegte Entwässerungsgräben und andere Kanäle sind. Andererseits wird in Brandenburg aufgrund der Niederschlagsarmut das Grundwasser nur sehr langsam erneuert. Die Verweildauer des Wassers in den Gewässern ist daher recht lang.
Flüsse

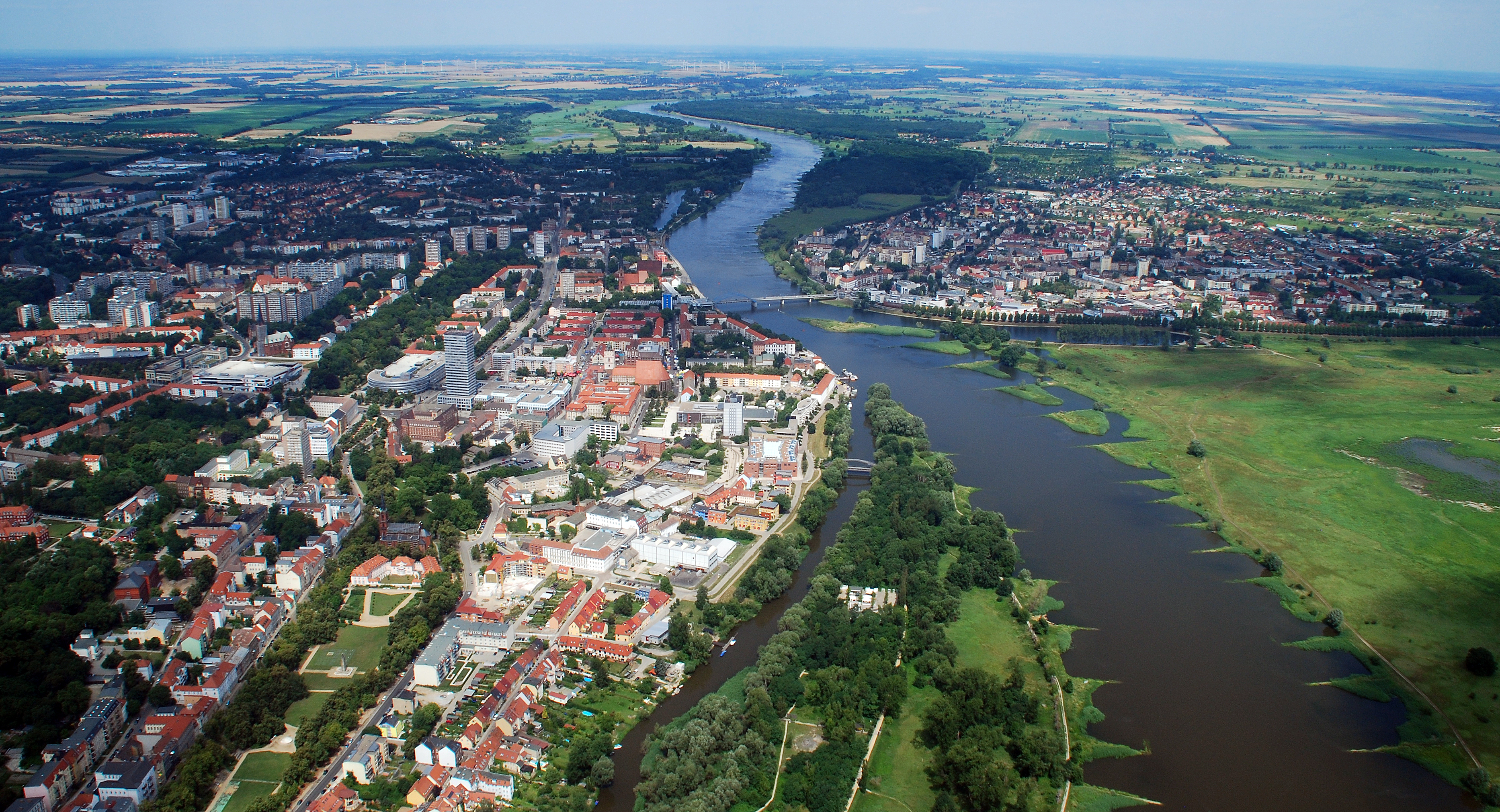
Die Oder bei Frankfurt (Oder)

Größere Flüsse berühren Brandenburg nur an dessen Grenzen. Die Elbe (Gesamtlänge 1091 km) verläuft für wenige Kilometer im äußersten Süd- und Nordwesten Brandenburgs, wo sie fast ausnahmslos die Landesgrenze markiert. Lediglich die zu Mühlberg gehörende 0,5 km² große Gemarkung um die Fähranlegestelle an der Dahle-Mündung einschließlich eines Teilstücks der Bundesstraße 182 verkörpert das einzige linkselbische Gebiet Brandenburgs. Die Oder (Gesamtlänge 866 km) bildet zusammen mit der Neiße als ihrem Nebenfluss die gesamte Ostgrenze Brandenburgs. Einzig die äußersten nordöstlichen Grenzkilometer sind davon ausgenommen.
Die bedeutendsten Binnenflüsse Brandenburgs sind die 334 km lange Havel und die 400 km lange Spree als ihr größter Nebenfluss. Die Spree ist am Zusammenfluss wasserreicher als die Oberhavel, womit Spree und Unterhavel einen 560 km langen überwiegend in Brandenburg verlaufenden Flusslauf bilden (davon 350 km schiffbar). Alle übrigen Fließgewässer Brandenburgs sind kleine Flüsse und Bäche mit regionaler Bedeutung. In Nordbrandenburg sind die Stepenitz, die Dosse, der Rhin, die Ucker und die Finow zu nennen. Im mittleren Teil haben die Plane, die Nieplitz, die Panke, die (Jüterboger) Nuthe, die Notte und die Dahme eine gewisse Bedeutung. Der größte Fluss im Süden von Brandenburg ist die Schwarze Elster. Danach sind Flüsse wie die Kleine Elster, die Oelse oder die Schlaube zu nennen.
Seen

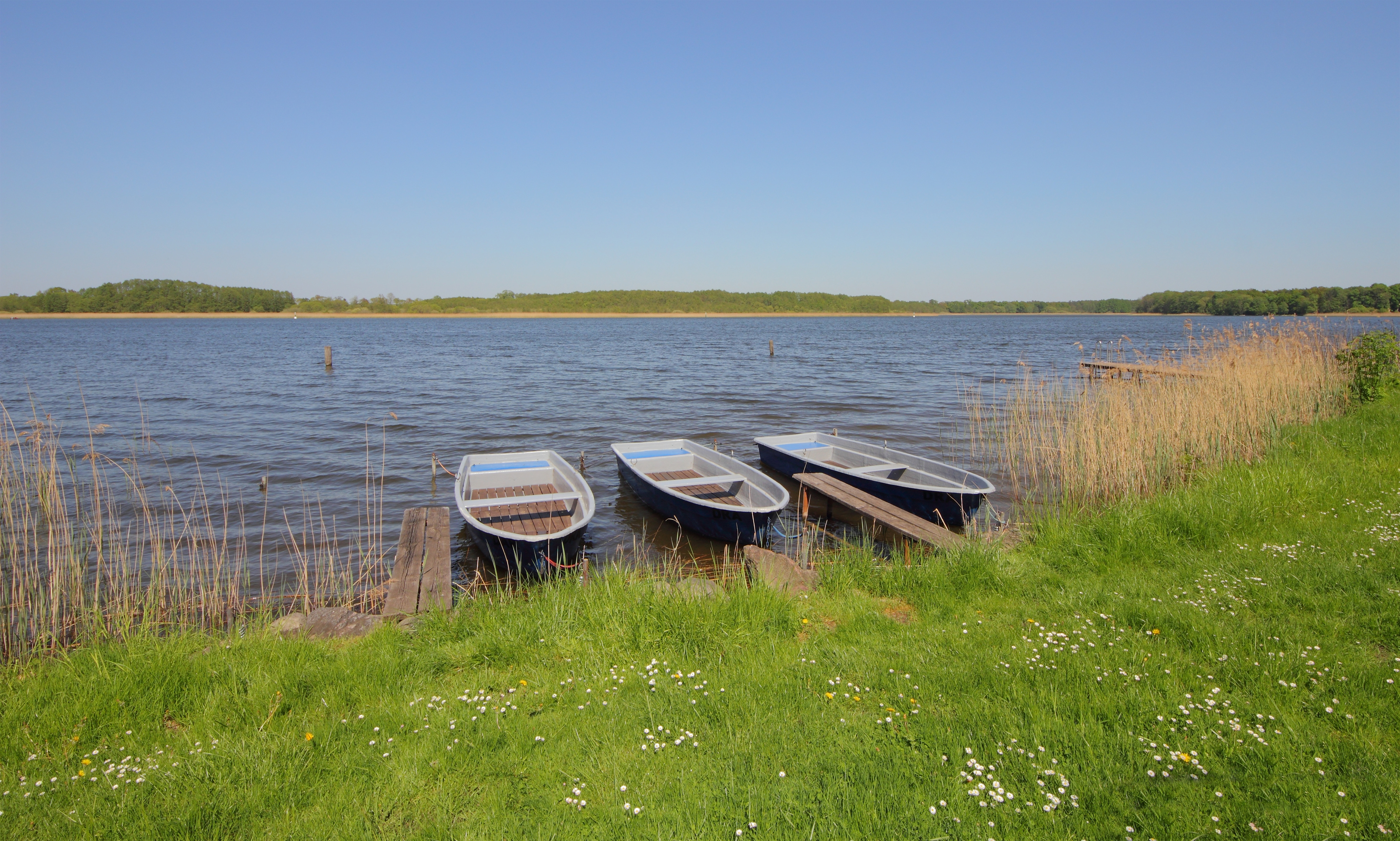
Ruppiner See

Aufgrund seiner eiszeitlichen Entstehungsgeschichte ist Brandenburg extrem reich an natürlich entstandenen Seen. Es existieren mehr als 800 Gewässer mit einer Fläche von mehr als einem Hektar. Der größte natürliche See Brandenburgs ist mit einer Fläche von 13,3 km² der Schwielochsee. Es folgen der Scharmützelsee (12 km²), der Unteruckersee (10,4 km²), der Parsteiner See (10 km²), der Ruppiner See (8,25 km²), der Schwielowsee (7,9 km²), der Werbellinsee (7,8 km²) und der Grimnitzsee (7,8 km²). Mit fast 70 m tiefster See des Landes und gleichzeitig der mit der besten Wasserqualität ist der Große Stechlinsee.
Zu den zahlreichen natürlichen Seengebieten Brandenburgs kommt ein vom Menschen geschaffenes hinzu: Das Lausitzer Seenland entsteht durch die Flutung nicht mehr genutzter Tagebaurestlöcher, es ist Europas größte künstliche Wasserlandschaft und Deutschlands viertgrößtes Seengebiet. Die größten Seen sind der Sedlitzer See (mit 13,3 km² so groß wie der oben genannte Schwielochsee) und der Senftenberger See (13 km²). Die Talsperre Spremberg bildet mit 6,7 km² den größten Stausee in Brandenburg.

### Klima
Das Land Brandenburg befindet sich im Übergangsbereich zwischen ozeanischem Klima in Westeuropa und kontinentalem Klima im Osten. Aufgrund der relativ geringen Höhendifferenzen sind die klimatischen Unterschiede innerhalb des Landes eher gering, jedoch bei bestimmten Wetterlagen zu spüren.
Die Jahresdurchschnittstemperatur liegt um 9 °C. Der kälteste Monat ist mit im Mittel −1 °C der Januar. Wärmster Monat ist der Juli mit einer Durchschnittstemperatur von 18 °C. Bei der Lufttemperatur macht sich bereits von der im Nordwesten gelegenen Prignitz zur im Südosten befindlichen Niederlausitz eine geringe Zunahme der Kontinentalität bemerkbar. Vor allem in den Wintermonaten ist bei windarmen Strahlungswetterlagen die Lausitz meistens deutlich kälter als die Prignitz.

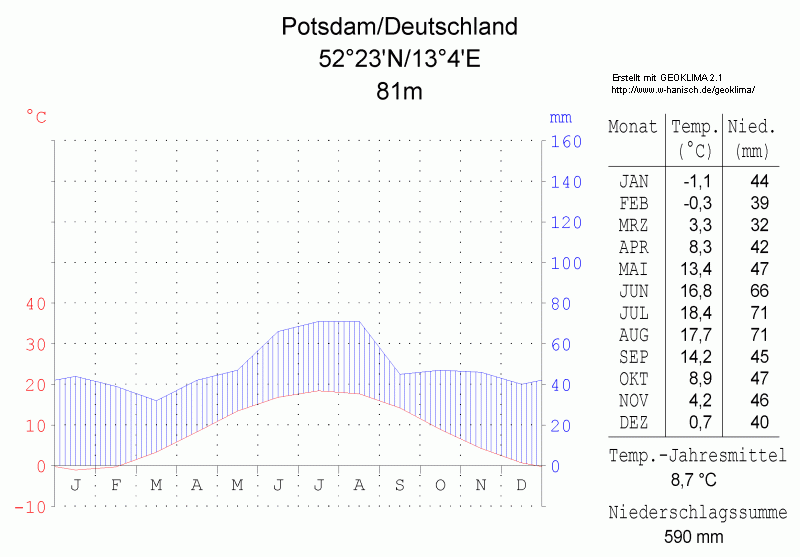
Klimadiagramm von Potsdam (2005)

Mit einer durchschnittlichen Jahresniederschlagssumme von weniger als 600 mm ist Brandenburg eines der trockensten und niederschlagsärmsten deutschen Bundesländer. Meist liegt der durchschnittliche Jahresniederschlag bei 550 mm. Lediglich die im Nordwesten gelegene Prignitz sowie einige Hochgebiete wie der Hohe Fläming und der Hohe Barnim erreichen oder übertreffen im Jahr die 600-mm-Marke. Östlich der Hochgebiete macht sich ein geringer Regenschatten bemerkbar, so ist das tief liegende Oderbruch mit weniger als 500 mm Jahresniederschlag eine der trockensten Regionen Deutschlands.
Während Winter und Frühjahr vergleichsweise trocken sind, fällt der Niederschlag landesweit vor allem in den Sommermonaten. Dennoch können auch in der warmen Jahreszeit ausgeprägte Trockenphasen auftreten. Die Sonne scheint im Jahr durchschnittlich etwa 1600 Stunden.
Von 1881 bis 2018 hat sich die Jahresdurchschnittstemperatur in Brandenburg um 1,3 Grad Celsius erhöht. Dieser Wert könnte unter Beibehaltung des aktuellen Entwicklungspfades zum Ende des Jahrhunderts auf 3,8 Grad steigen. Annahmen zufolge wird Brandenburg häufiger von Trockenperioden und lokal auftretende Starkniederschlagsereignisse betroffen sein. Zudem könnten sich die phänologischen Jahreszeiten verschieben; der Winter verkürzt sich, der Frühling beginnt früher und der Herbst wird länger. Insgesamt wird in Brandenburg im Durchschnitt von einer längeren Vegetationszeit ausgegangen, was Auswirkungen auf den Obst- und Weinanbau, die Landwirtschaft, den Wald sowie auf Lebensgemeinschaften und Arten haben könnte.

## Natur

### Fauna
Im Nationalpark Unteres Odertal sind der Eisvogel sowie der Seggenrohrsänger, der zu den am stärksten gefährdeten Singvögeln Europas zählt, beheimatet. Größere Bestände dieser Singvogelart sind ansonsten nur noch in den weiter östlich gelegenen Sumpf- und Auenlandschaften Osteuropas zu finden. Weißstörche brüten auf den Dächern der umliegenden Dörfer. Sehr versteckt sind die äußerst seltenen Schwarzstörche, von denen es gegenwärtig 3 bis 5 Brutpaare gibt. Seltene Vogelarten wie der Schreiadler haben dort ebenfalls einen Rückzugsort gefunden.
Die im Winter überschwemmten Wiesen bieten zahlreichen Zugvögeln Rastmöglichkeiten. Zu den Vögeln, die sich hier beobachten lassen, zählt beispielsweise der Singschwan. Zu den Brutvögeln dieses Nationalparks gehören so seltene Wiesenbrüter wie der Wachtelkönig, der Kampfläufer und die Uferschnepfe und in den Auwaldungen und den Laubwäldern der Oderhänge nistet der Pirol. Auch die größte Brutkolonie der Trauerseeschwalbe befindet sich im Nationalpark.
Als dauerhafte Arten haben sich in Brandenburg Wildschweine, Fischotter, Biber, Wölfe, Waschbären, Rehe, Rotwild und Seeadler angesiedelt.

### Flora
Im Jahr 2015 sind ca. 11.000 km² bzw. 37 % der Fläche Brandenburgs von Wäldern bedeckt, die vorwiegend aus Kiefern bestehen, die etwa 70 % der Waldfläche ausmachen bzw. auf einer Fläche von ca. 7350 km² stehen. Zudem existieren ca. 346 km² Buchenwälder, die eher im Norden des Landes zu finden sind, wo knapp jeder dritte Baum ein Laubbaum ist. Im Süden Brandenburgs liegt der Laubbaumanteil hingegen unter 20 %.

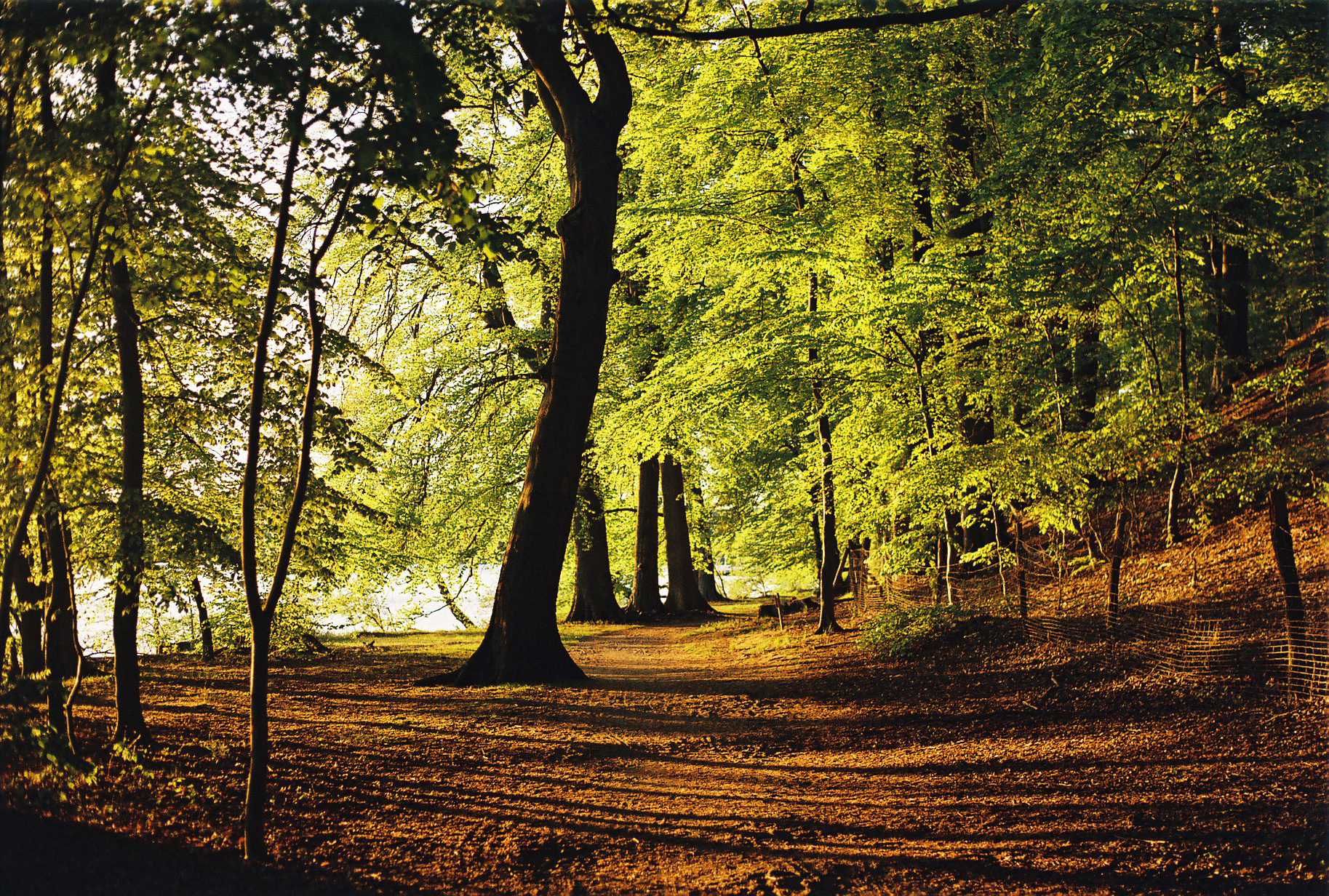
Waldgebiet am Werbellinsee

2011 wurden die Buchenurwälder in die Welterbeliste aufgenommen. Neben anderen ist hierbei der Buchenwald im Grumsiner Forst im Biosphärenreservat Schorfheide-Chorin zum Teil des Weltnaturerbes erklärt worden. Hier befinden sich ausgeprägte Flattergras-Buchenwälder, die als Reste der großflächigen Buchenbestände gelten, die es früher in Mitteleuropa gegeben hat.
Infolge der Waldstruktur mit viel Nadelbaum-Monokulturen auf trockenen Sandböden, die besonders feuergefährdet sind, ist Brandenburg im Sommer von Waldbränden betroffen. In den trockenen Nadelbaumforsten können sich Feuer wegen der vorhandenen brennbaren Schicht aus Nadelstreu sowohl leicht entzünden als auch entstandene Feuer leicht ausbreiten. Es fehlt meist wasserspeicherndes Totholz und feuchtigkeitsspendende Vegetation am Boden.
Das bis dato stärkste Waldbrandjahr war 2018, wo es infolge der außergewöhnlichen Dürre und Hitze in Europa zu 491 Waldbränden kam, die eine Fläche von 1663 Hektar Wald verbrannten (Stand: 2024).
Um den Wald für die Anforderungen des Klimawandels zu stabilisieren, gibt das Land Brandenburg jährlich (Stand 2018) 8,5 Millionen Euro für ein Waldumbauprogramm aus, um unter anderem zu erreichen, dass vermehrt unterschiedlichen Baumarten in mehreren Altersklassen vorhanden sind.

### Naturparks
Insgesamt 15 sogenannte Großschutzgebiete sind in Brandenburg ausgewiesen. Sie nehmen rund ein Drittel der Landesfläche ein. Darunter befindet sich der Nationalpark Unteres Odertal (106 km²) und die drei als Biosphärenreservate der UNESCO ausgewiesenen Gebiete Biosphärenreservat Flusslandschaft Elbe-Brandenburg (533 km²), das Biosphärenreservat Schorfheide-Chorin (1291 km²) und das Biosphärenreservat Spreewald (474 km²). Darüber hinaus bestehen elf Naturparks: Naturpark Barnim (750 km²), Naturpark Dahme-Heideseen (594 km²), Naturpark Hoher Fläming (827 km²), Naturpark Märkische Schweiz (204 km²), Naturpark Niederlausitzer Heidelandschaft (490 km²), Naturpark Niederlausitzer Landrücken (580 km²), Naturpark Nuthe-Nieplitz (623 km²), Naturpark Schlaubetal (225 km²), Naturpark Uckermärkische Seen (895 km²), Naturpark Westhavelland (1315 km²), Naturpark Stechlin-Ruppiner Land (1080 km²).

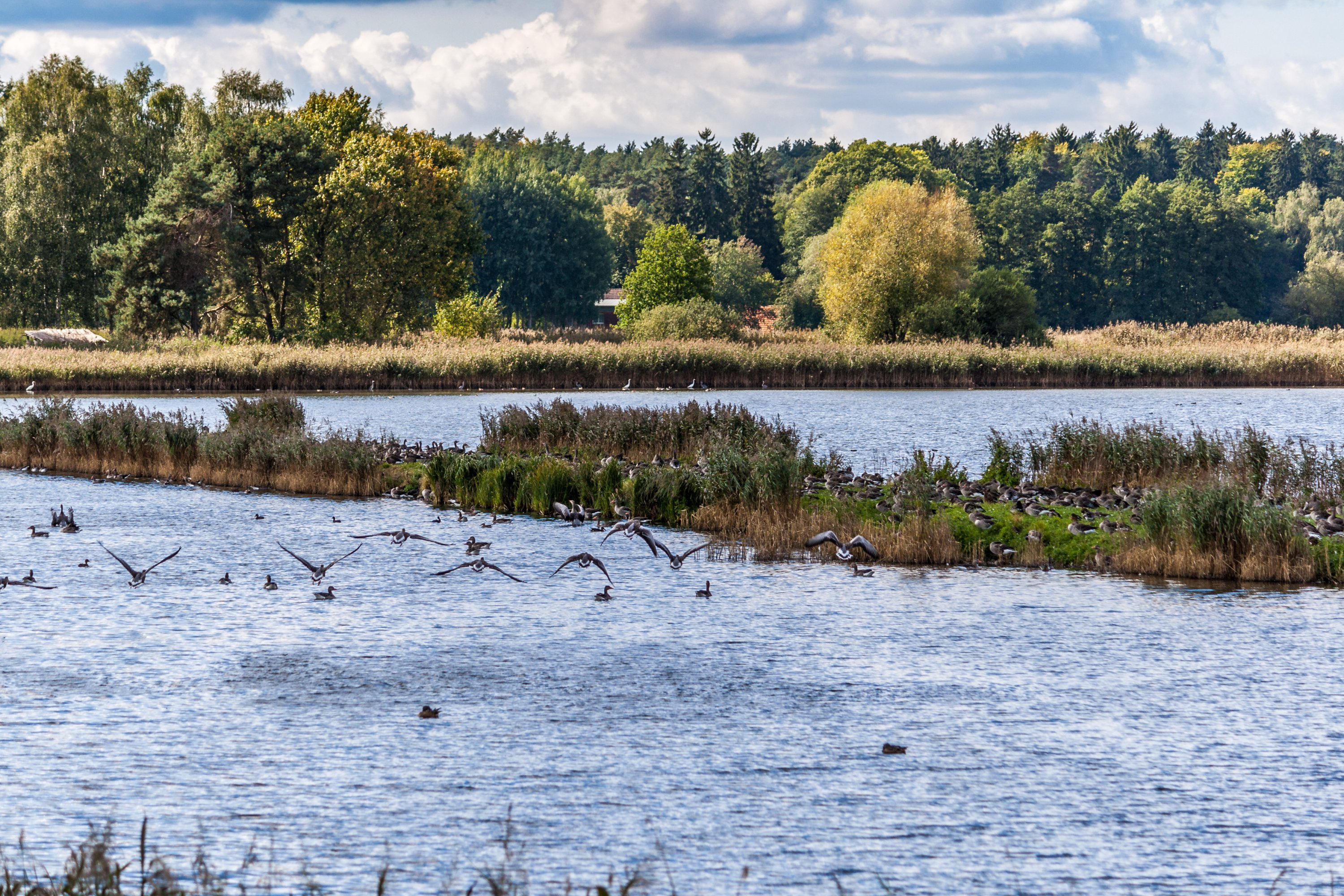
Wildgänse an Fischteichen im Biosphärenreservat Schorfheide-Chorin
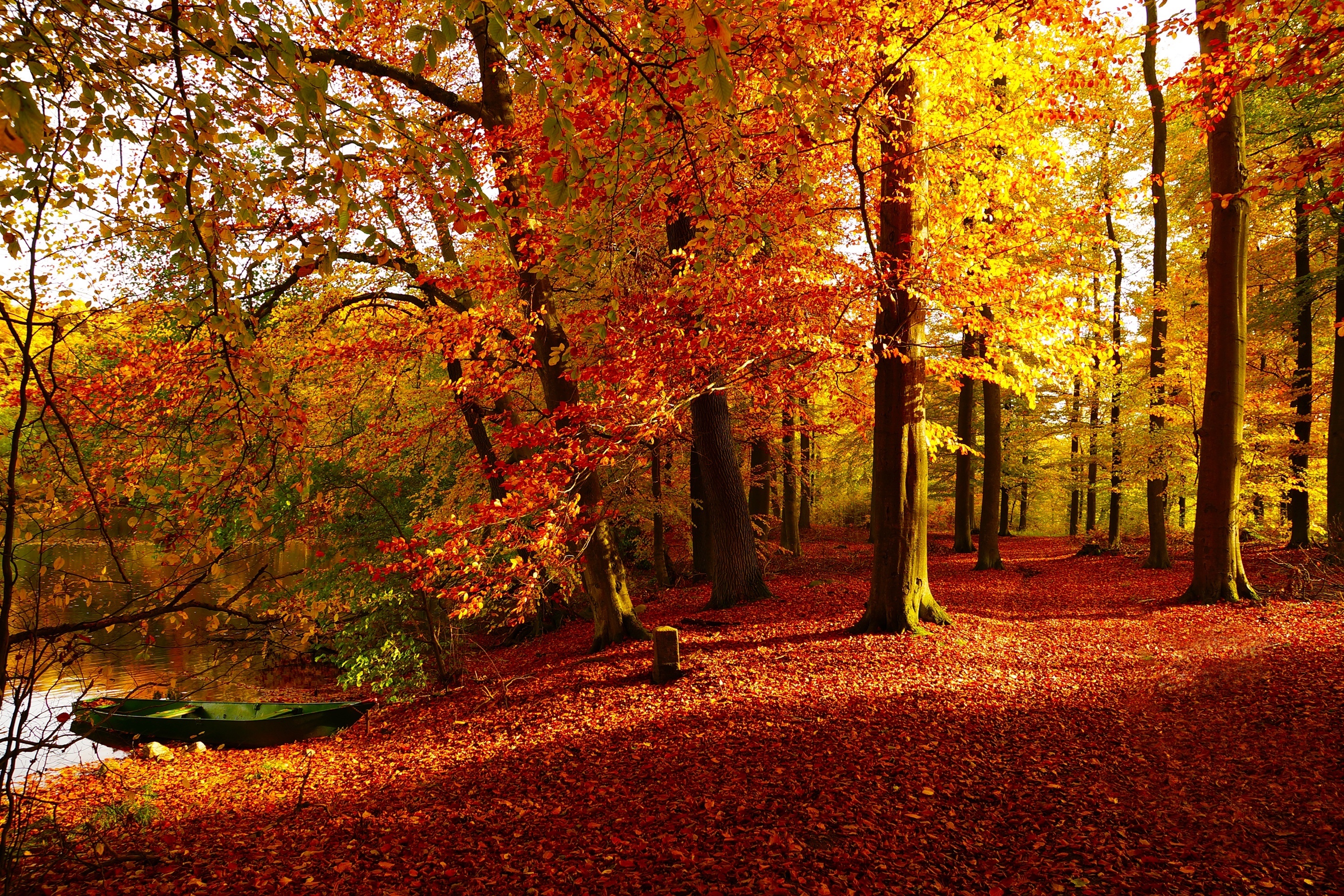
Grumsiner Forst im Herbst
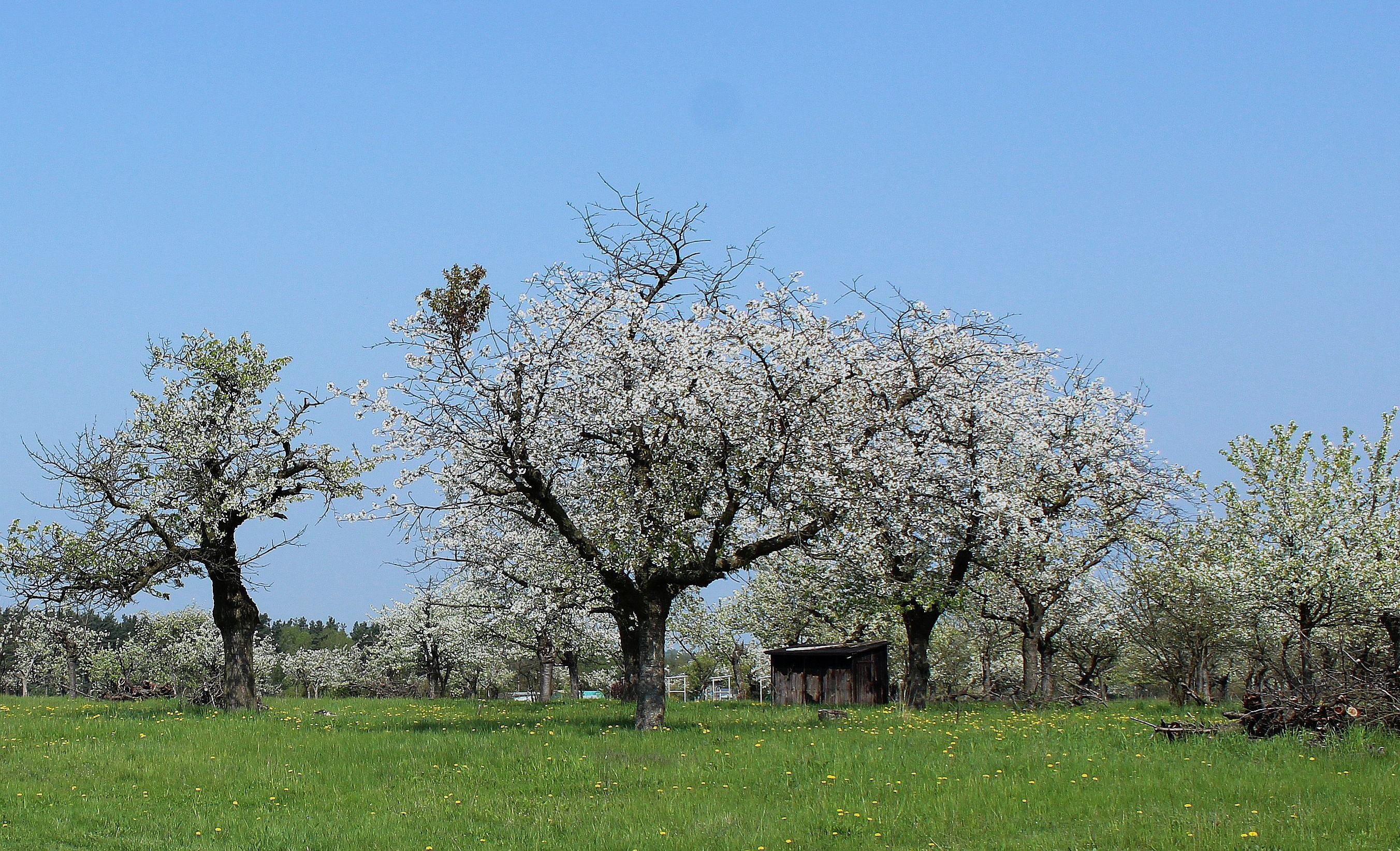
Streuobstwiese im Naturpark Niederlausitzer Heidelandschaft
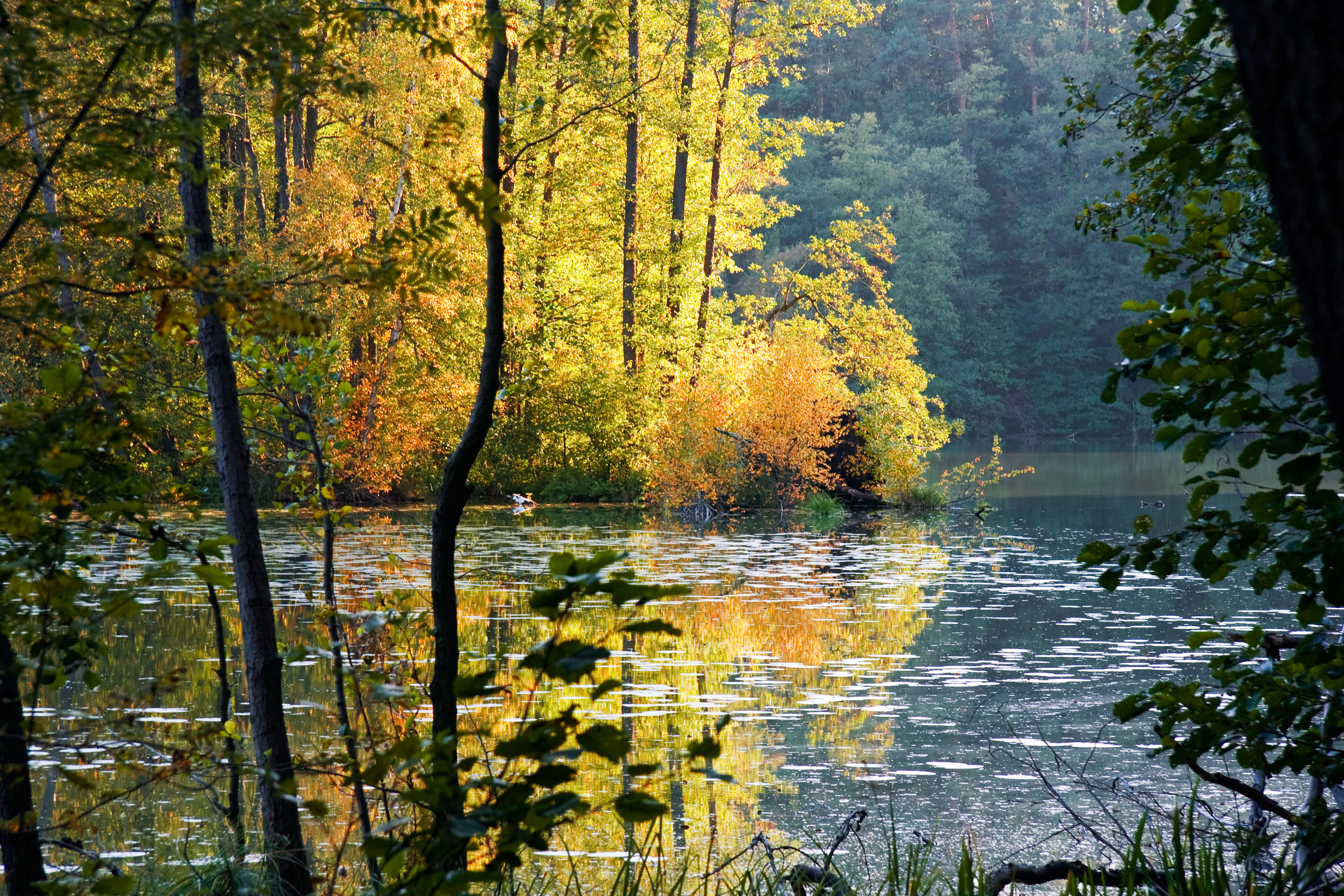
Kleiner Schinkensee im Naturpark Schlaubetal
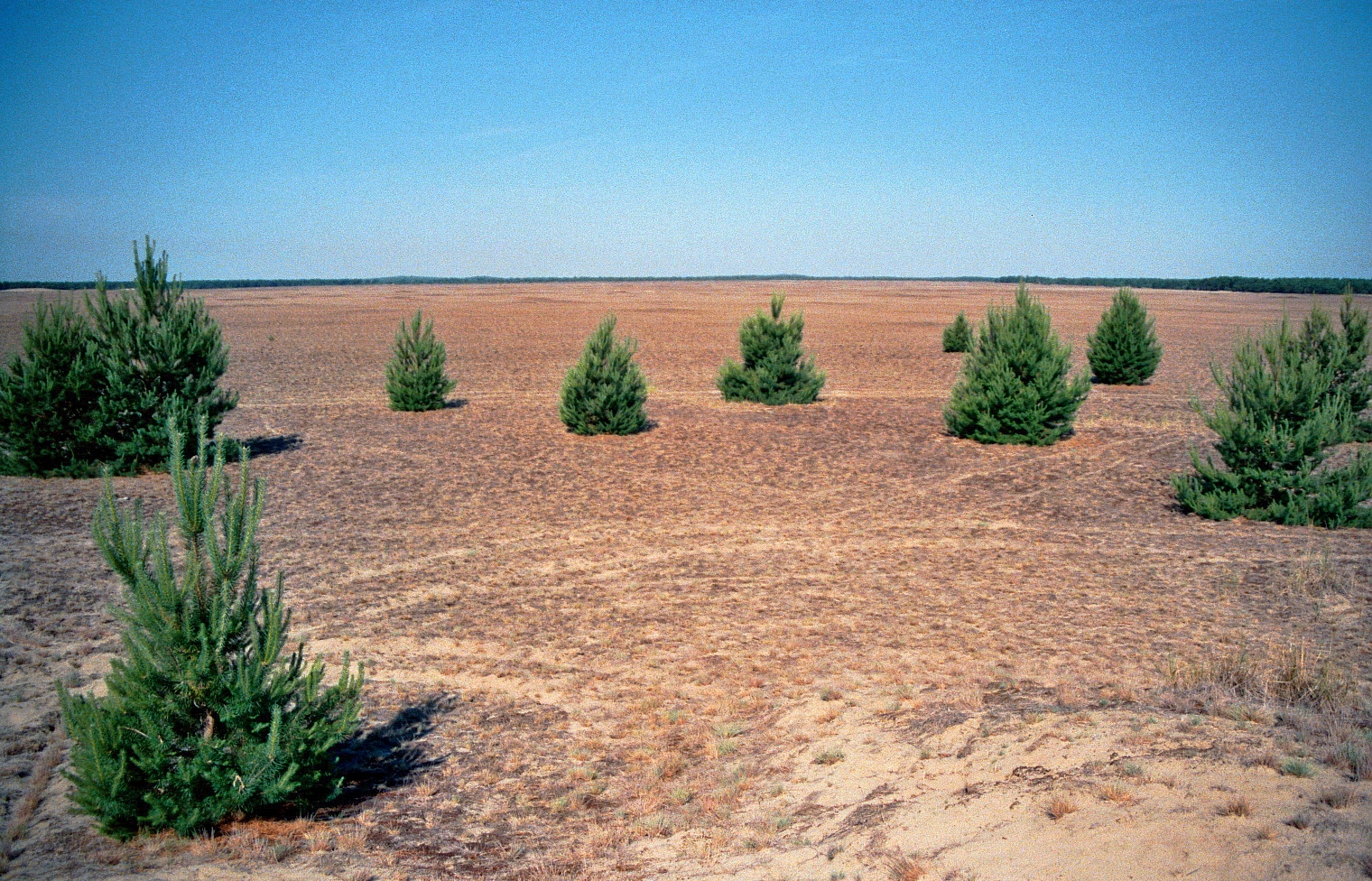
Lieberoser Wüste

## Geschichte

### Die Anfänge Brandenburgs (500–1701)
Die im Gebiet des heutigen Landes Brandenburg siedelnden Germanen verließen im 4. bis 6. Jahrhundert während der Völkerwanderung größtenteils den Raum. Im 7./8. Jahrhundert wanderten in mehreren Wellen Slawen ein. Unter Heinrich I. eroberte im Winter 928/929 ein ostfränkisches Heer die Brandenburg, den Mittelpunkt des Landes der Heveller. Diese waren nun tributpflichtig. Otto I. intensivierte die zuvor lockere Einbindung, errichtete dafür die 937 erwähnte Sächsische Ostmark. Wenige Jahre nach seiner Krönung zum Kaiser des (Heiligen) Römischen Reichs 962 entstanden die Bistümer Brandenburg, Havelberg und Meißen.
Im Jahre 965 wurde die Ostmark aufgeteilt. Der Süden mit u. a. der Mark Lausitz (spätere Niederlausitz) blieb unter deutscher Herrschaft. In der Nordmark endete sie hingegen mit dem Slawenaufstand von 983. Trotz wiederholter Eroberungsversuche stoppten hier Deutsche Ostsiedlung und Christianisierung für über 150 Jahre. (Im Detail sah die Entwicklung differenzierter aus.) Ab dem 1. Drittel des 12. Jahrhunderts rangen Pommern, Polen, Schlesien, Mark Meißen, Erzmagdeburg, deutsches Königs- und sächsische Adelshäuser hier um die Vorherrschaft. Die polnischen Ansprüche manifestierten sich z. B. in der Gründung des Bistums Lebus 1124. Letztlich sollte sich ein Adelsgeschlecht durchsetzten, das seinen Namen von der Burg Aschersleben ableitete.
Albrecht der Bär aus dem Haus Askanien knüpfte eine enge Beziehung zu Pribislaw. Der Hevellerfürst starb kinderlos 1150. Sein Land erbte Albrecht I., der die Brandenburg relativ friedlich übernahm. Jaxa, möglicherweise der unter polnischer Oberhoheit stehende Fürst der Sprewanen, sah sich als Verwandter von Pribislaw enterbt. Im Frühling 1157 öffnete sich ihm mittels Bestechung das Burgtor und er zog handstreichartig mit einem polnischen Heer ein. Die Rückeroberung gelang Albrecht I., unterstützt durch andere sächsische Adelige sowie den Magdeburger Erzbischof Wichmann, am 11. Juni 1157. Dieses Datum gilt allgemein als der Geburtstag der Mark Brandenburg.

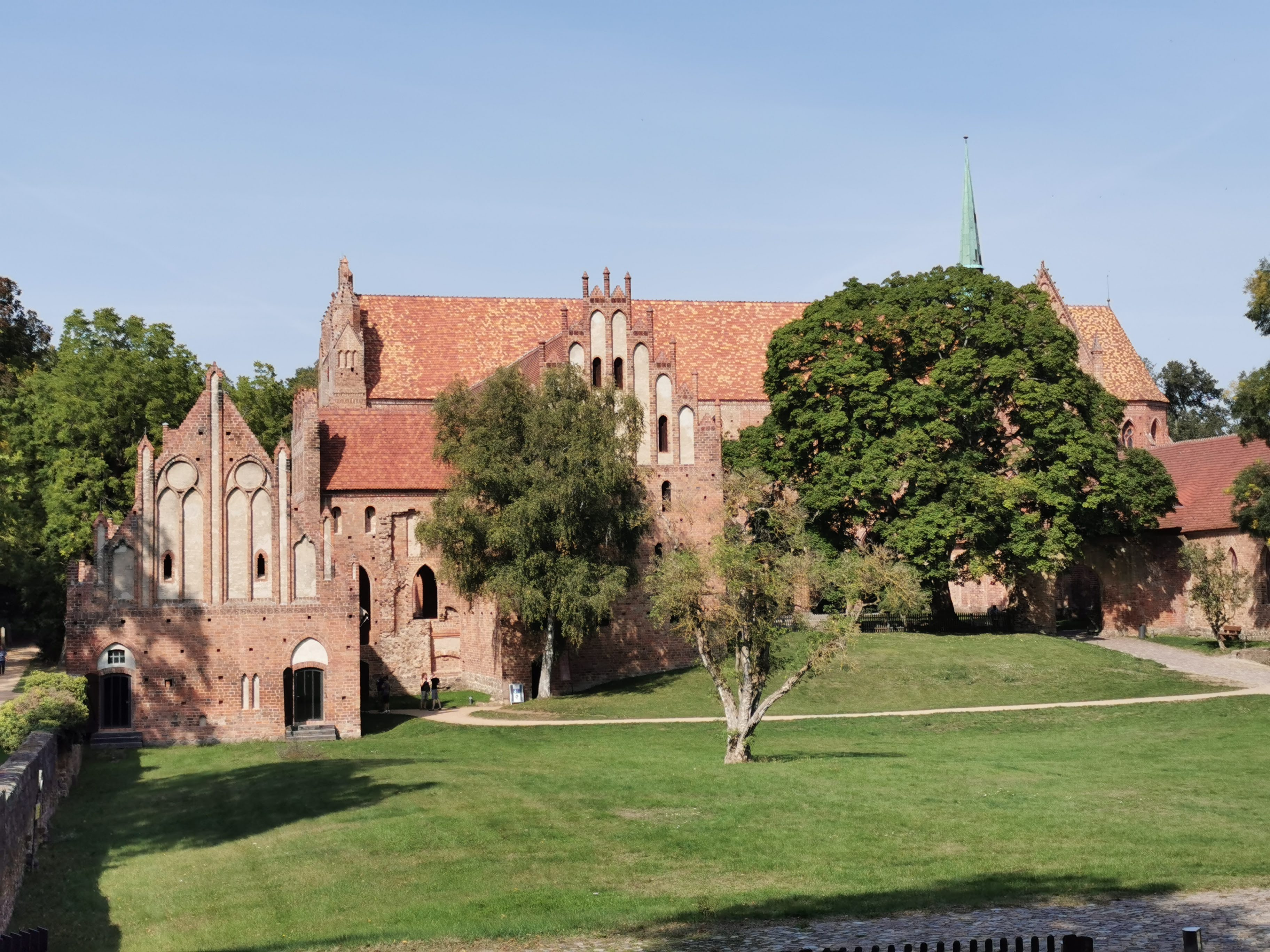
Kloster Chorin, gegründet 1258

Beim schrittweisen Ausbau von Landesherrschaft und -territorium konnten die Askanier ihre Rivalen weitgehend verdrängen oder einbinden. Ihre reichsunmittelbaren Stellungen wahrten mehr oder weniger nur die Herrschaft Ruppin sowie die drei Hochstifte Brandenburg, Havelberg und Lebus. Die Slawen wurden vereinzelt umgesiedelt, so bei der Gründung des Klosters Chorin. In der Regel nahmen sie gleichberechtigt am Landesausbau teil. Zum Ende des 12. Jahrhunderts wuchs mit der Kurwürde die reichspolitische Bedeutung der Markgrafen von Brandenburg. Sie herrschten ab 1302/1304 auch in der Mark Lausitz. Im Jahr 1320 starb die brandenburgische Linie der Askanier aus.
Die Hausmachtpolitik der Wittelsbacher und Luxemburger verknüpfte weiterhin die Geschichte der zwei Marken. Aus markbrandenburgischer Sicht waren die Zeiten der Wittelsbacher (1323–1373) und Luxemburger (1373–1415) eine Phase eher schwacher Landesherren. Lediglich die kurze Stabilisierung unter Karl IV. stach hervor. Unter seiner Regentschaft wurde erst die Mark Lausitz (1370), dann die Mark Brandenburg (1374) in die Länder der Böhmischen Krone eingereiht.
Ab 1411, endgültig ab 1415 unterstand die Mark Brandenburg dem Geschlecht der Hohenzollern. Sie befriedeten erfolgreich das Land und stellten die Zentralmacht wieder her. Die durch den Dreißigjährigen Krieg zerstörte und verarmte Mark Brandenburg wurde seit 1640 durch Friedrich Wilhelm nach und nach wieder aufgebaut. Kurzzeitig unterbrach diesen Prozess der Einfall der Schweden 1674/1675. Der Große Kurfürst sowie General Georg von Derfflinger errangen jedoch entscheidende Siege in den Schlachten bei Rathenow, Nauen und vor allem bei Fehrbellin.
Brandenburg nahm seit 1648 einen kontinuierlichen Aufschwung, auch gestützt durch eine starke brandenburgische Armee. Zu seinem südlichen Nachbarn, dem Kurfürstentum Sachsen unterhielt das Land im 17. Jahrhundert enge und kooperative Beziehungen.

### Preußen (1701–1947)

Provinz Brandenburg im Deutschen Kaiserreich (1871–1918)

Von 1701 bis 1946 teilte die Mark Brandenburg die politische Geschichte des preußischen Gesamtstaats. 1701 krönte sich der Kurfürst Friedrich III. von Brandenburg zum König in Preußen. Durch die Rangerhöhung des Kurfürsten änderte sich zunächst nur die Bezeichnung gesamtstaatlicher Institutionen wie Armee, Botschafter und der Behörden von „kurfürstlich-brandenburgisch“ in „königlich-preußisch“. Die Bedeutung der Zentralprovinz Mark Brandenburg mit der Residenzlandschaft um Berlin und Potsdam wuchs umso mehr an, als Brandenburg-Preußen sich zu einem zentralen, absolutistischen Staat mit deutschland- und europapolitischen Ambitionen entwickelte. Unter König Friedrichs I. Herrschaft von 1688 bis 1713 vergrößerte sich die Bevölkerungszahl der Mark um etwa ein Drittel auf mehr als 730.000 Einwohner im Jahre 1713. Die Zahl der Städte stieg auf 120. Darunter erreichten die Städte Brandenburg an der Havel und Frankfurt an der Oder die Einwohnerzahl von 10.000.
Im Siebenjährigen Krieg 1756 bis 1763 wurde die Mark erneut zum Kriegsschauplatz. Österreichische und russische Truppen drangen wiederholt in die Mark vor und besetzten zeitweise Berlin.
Friedrich II. widmete sich in der zweiten Hälfte seiner Regierungszeit besonders dem Wiederaufbau und der Entwicklung der Mark. Im Rhingebiet, an der Dosse und Netze ließ er Entwässerungsgräben bauen und den Plauer- und Finowkanal als Verbindung zwischen Elbe und Oder ausheben. Dem märkischen Sumpf, Bruch und Luch wurde festes Land abgerungen und Einwanderern aus Böhmen und Veteranen zur Ansiedlung übergeben. Von 1770 bis 1786 wurden in der Kurmark und Neumark 412 Dörfer gegründet und 124.720 Kolonisten fanden eine neue Heimat. Allein im Oderbruch entstanden 50 Dörfer.
Brandenburg bildete zusammen mit Berlin (das Teil Brandenburgs war) das Kernland Preußens. In den preußischen Verwaltungsreformen nach dem Wiener Kongress 1815 wurde die Provinz Brandenburg gebildet, wobei die Altmark außen vor blieb und dafür vormals sächsische Gebiete der Lausitz dazukamen. Zu dieser Zeit erreichte Brandenburg seine größte territoriale Ausdehnung. Berlin schied mit dem Groß-Berlin-Gesetz von 1920 aus der Provinz Brandenburg aus.
In der Endphase des Zweiten Weltkrieges besetzte nach schweren Abwehrkämpfen die Rote Armee das Territorium und die Provinz Brandenburg wurde 1945 Teil der Sowjetischen Besatzungszone (SBZ), jedoch ohne die Gebiete östlich der Oder-Neiße-Linie (Neumark), die an Polen fielen (siehe auch Deutsch-polnischer Grenzvertrag 1990) und deren deutsche Bevölkerung vertrieben wurde. Im Herbst 1946 trat erstmals der Landtag Brandenburg zusammen.

### Deutsche Demokratische Republik (1949–1990)

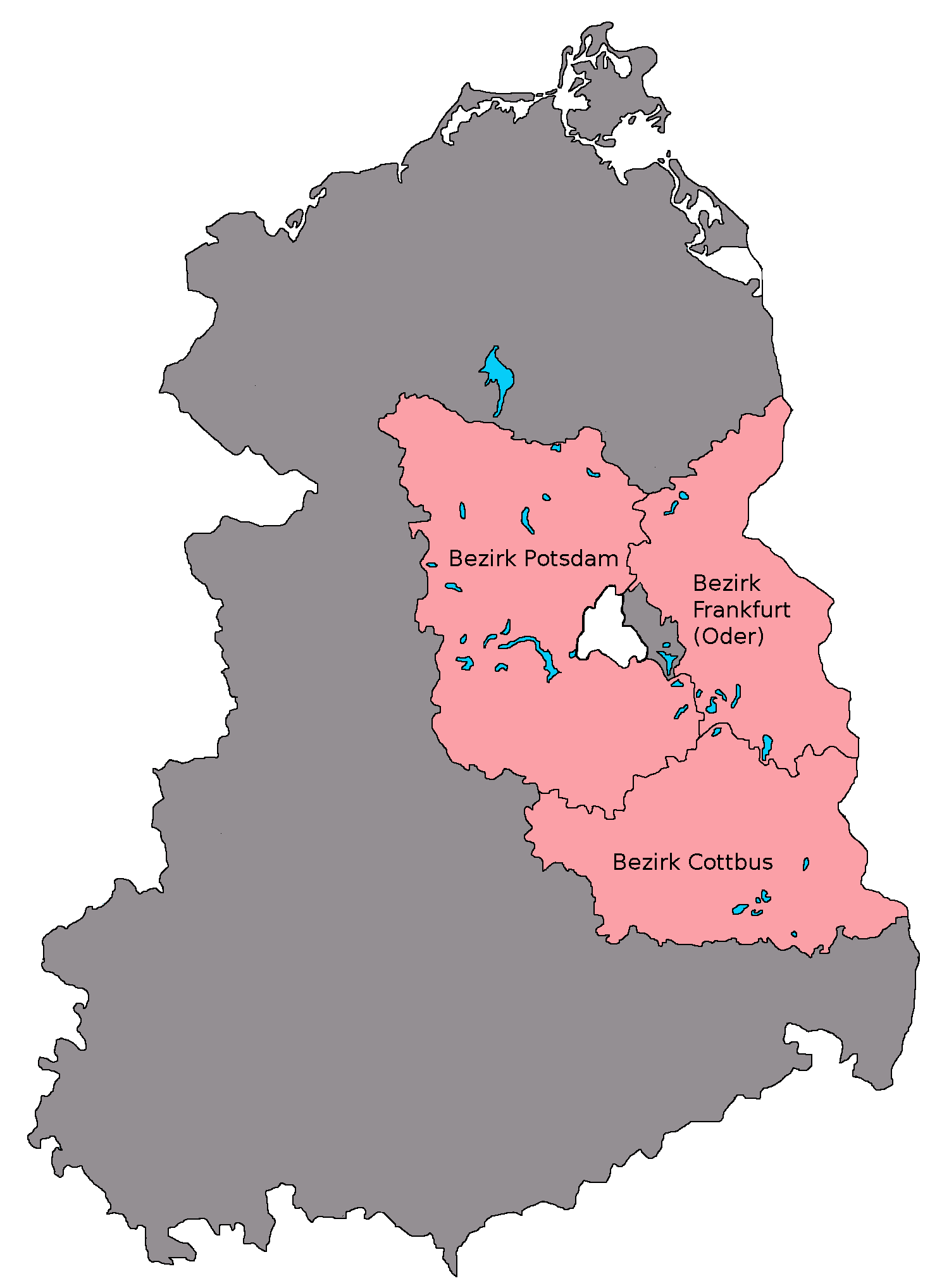
Bezirke Potsdam, Frankfurt (Oder) und Cottbus in der DDR

Am 6. Februar 1947 ging die Provinz im neuen Land Brandenburg auf, das als Gliedstaat der zukünftigen Deutschen Demokratischen Republik (DDR) errichtet worden war. Der Freistaat Preußen wurde am 25. Februar 1947 durch das Kontrollratsgesetz Nr. 46 aufgelöst. Das Land hatte eine Fläche von 27.612 Quadratkilometern. Bereits 1949 verloren die Institutionen des Landes mit der Gründung der DDR weitgehend ihre Funktionen.
1952 wurde das Land im Rahmen der Verwaltungsreform von 1952 aufgelöst und im Wesentlichen auf die drei neuen Bezirke Cottbus, Frankfurt (Oder) und Potsdam aufgeteilt. Der Kreis Perleberg fiel an den Bezirk Schwerin, die Kreise Prenzlau und Templin an den Bezirk Neubrandenburg.
Wirtschaftlich veränderten sich die traditionell agrarisch geprägten Gebiete der einstigen Mark in den 40 Jahren der DDR grundlegend. So entstanden unter anderen das Niederlausitzer Industriegebiet, darunter die Braunkohlekraftwerke zur Energieerzeugung mit einer gleichzeitigen Ausweitung der Braunkohleförderung südlich und östlich von Cottbus, wo sich 2/3 der Brennstoffproduktion der DDR befand. In Ludwigsfelde gab es eine bedeutende LKW-Produktion, in Teltow Elektroindustrie, in Schwedt/Oder Erdöl- und Papierindustrie, in Brandenburg/Havel und Eisenhüttenstadt Stahlindustrie, in Wildau Schwermaschinenbau, in Rathenow (seit 1801) optische Industrie in Wittstock/Dosse und in Premnitz Textilindustrie.

### Bundesrepublik Deutschland (seit 1990)

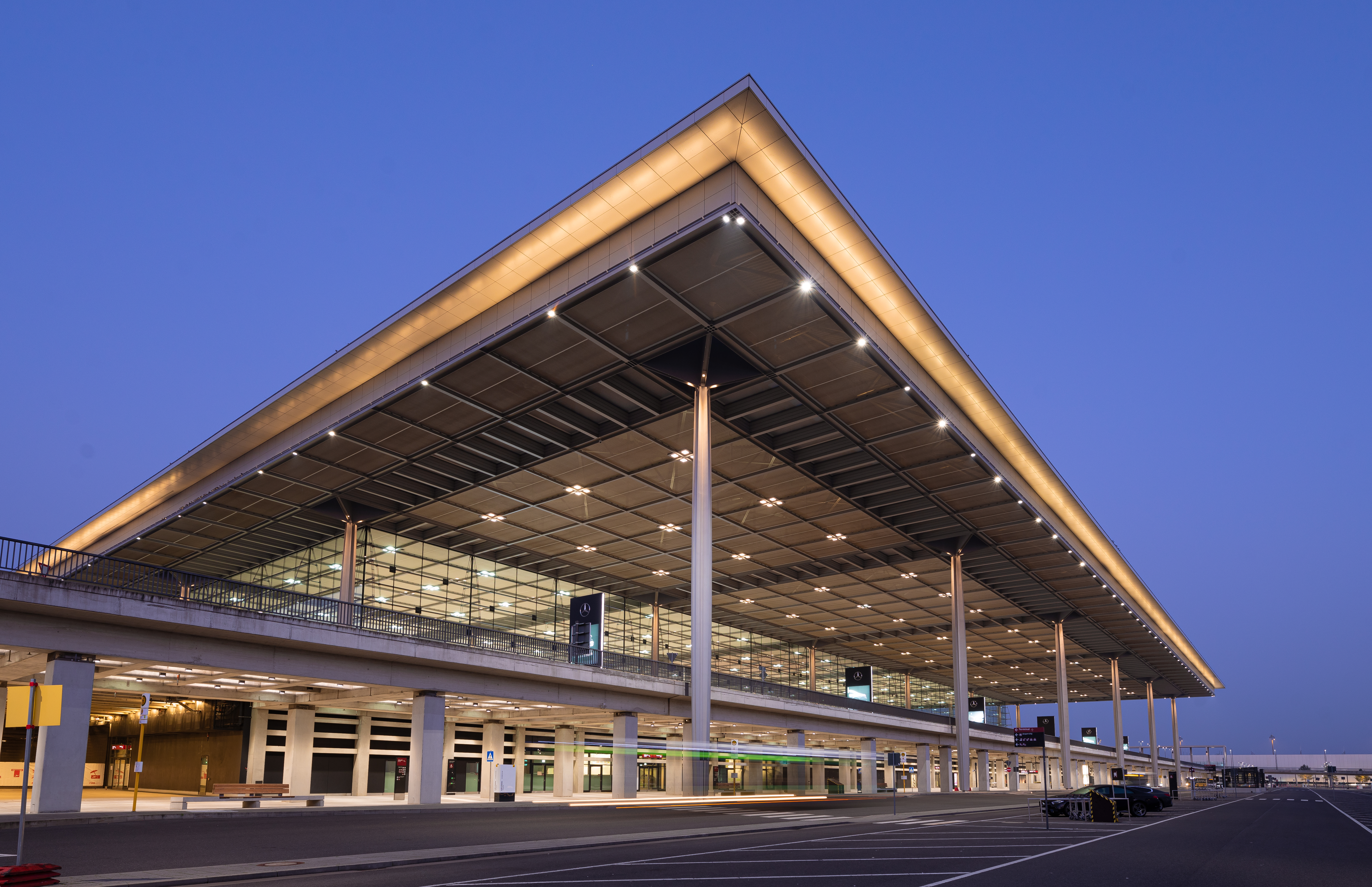
Flughafen Berlin Brandenburg im Jahr der Eröffnung 2020

Am 3. Oktober 1990 wurde das Land Brandenburg durch Zusammenlegung der Bezirke Cottbus (ohne die Landkreise Hoyerswerda, Jessen und Weißwasser), Frankfurt (Oder) und Potsdam zuzüglich der Landkreise Perleberg, Prenzlau und Templin neu gegründet. Am 26. Oktober 1990 trat der am 14. Oktober gewählte neue Landtag Brandenburg zu seiner ersten Sitzung zusammen. Das Partnerland Brandenburgs zum Aufbau der neuen Strukturen war Nordrhein-Westfalen.
Von 1990 bis 2002 prägte Ministerpräsident Manfred Stolpe die politische Entwicklung Brandenburgs. Er bildete 1990 die erste Ampelkoalition in Deutschland. Von 1994 bis 1999 regierte die SPD allein, von 1999 bis 2002 koalierte Stolpe mit der CDU. Im Jahr 1996 entschieden sich die Brandenburger bei einer Volksabstimmung mit 62,72 % gegen eine Vereinigung der Länder Berlin und Brandenburg. Die erforderliche Mindestzustimmung von 25 % der Wahlberechtigten wurde ebenfalls nicht erreicht, beide Länder blieben eigenständig.
Von 2002 bis 2013 war Matthias Platzeck Ministerpräsident. Bis 2009 führte er die Koalition mit der CDU fort, von 2009 bis 2013 regierte er mit der Linkspartei. 2004 wurde in Frankfurt (Oder) die EU-Erweiterung mit Vertretern aus Deutschland und dem Nachbarland Polen symbolisch gefeiert. Unter Abkehr der Wirtschaftsförderung nach dem Gießkannenprinzip begann die brandenburgische Landesregierung 2004 die Förderung neu auszurichten. Nur noch zukunftsfähige Branchen, die in den einzelnen Regionen bereits Fuß gefasst hatten und Wachstumspotenziale versprachen, sollten gefördert werden. Unter Einbeziehung von 26 Städten und Gemeinden wurden 15 Regionale Wachstumskerne geschaffen und für jeden die förderfähigen Branchenkompetenzfelder festgelegt.
Seit 2013 ist Dietmar Woidke Ministerpräsident, der wie Stolpe und Platzek der SPD angehört. Bis 2019 setzte er die Koalition mit der Linkspartei fort, von 2019 bis 2024 regierte er mit der CDU und den Grünen. Nach der Wahl im September 2024 bildete er am 11. Dezember 2024 die deutschlandweit erste Koalition mit dem BSW.

## Bevölkerung

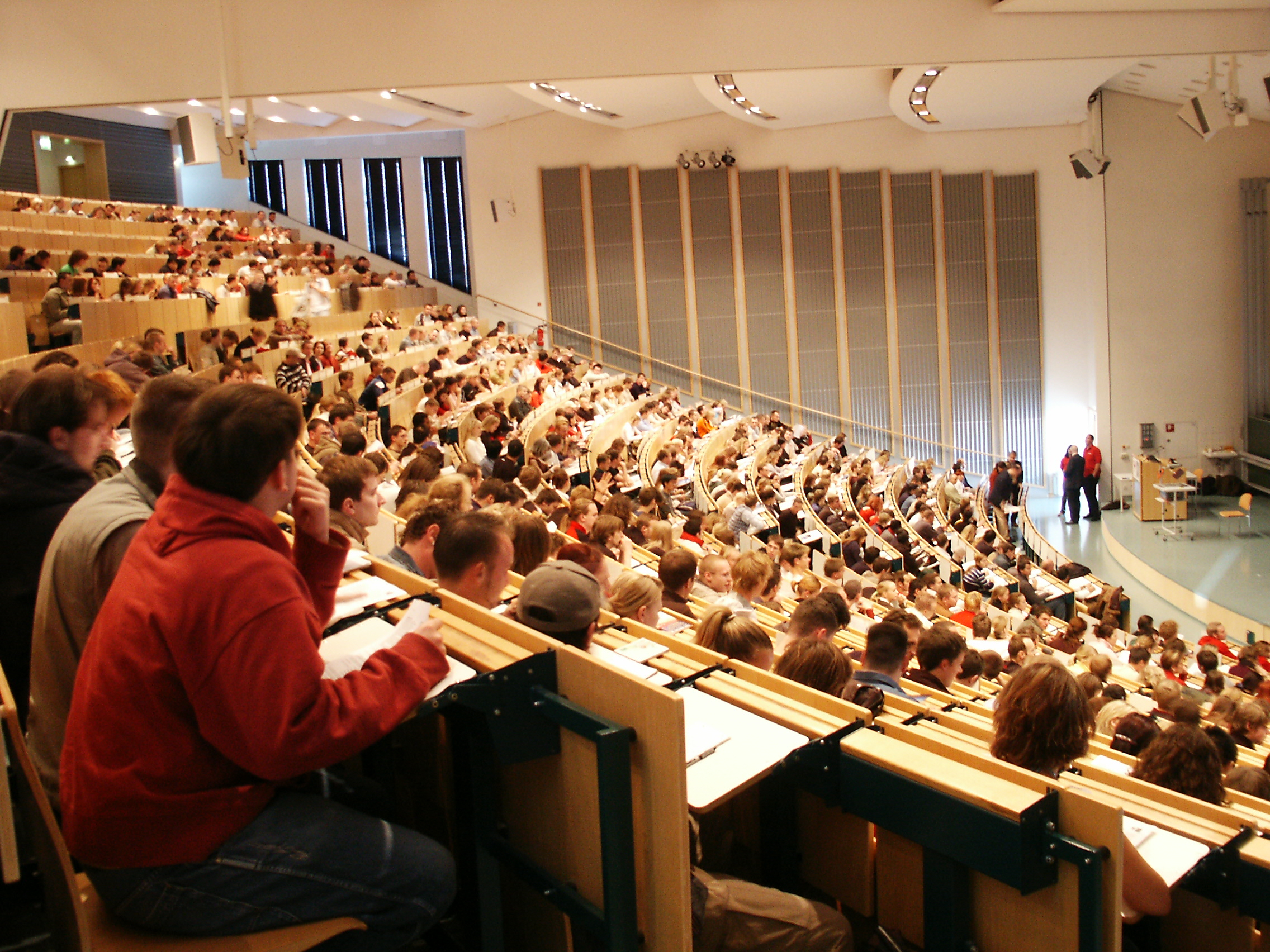
Studenten der BTU Cottbus-Senftenberg

### Statistiken
Das Land Brandenburg zählt 2.556.747 Einwohner (31. Dezember 2024). Damit liegt Brandenburg im Vergleich der Bundesländer auf Platz zehn. Mit einer Bevölkerungsdichte von 86 Einwohnern je Quadratkilometer ist es nach Mecklenburg-Vorpommern das am wenigsten besiedelte deutsche Bundesland. Etwa eine Million Einwohner leben in der Agglomeration Berlin. Die weiter außerhalb liegenden Gebiete haben eine deutlich geringere Bevölkerungsdichte von teilweise unter 25 Einwohnern pro Quadratkilometer. Im Land Brandenburg ist die Hauptstadt Potsdam die einzige Großstadt. 2014 wurden nach Angaben des Statistikamts 19.339 Kinder (+5,3 Prozent) im Land geboren. Brandenburg hatte mit 1,64 Kindern pro Frau im Jahr 2017 die höchste Zusammengefasste Fruchtbarkeitsziffer unter den deutschen Bundesländern.
Im Jahr 2023 betrug der Anteil der ausländischen Bevölkerung im Land 7,5 % (Deutschland: 15,2 %). Rund 10 % der Bürger hatten im selben Jahr einen Migrationshintergrund (Deutschland: 30 %). Die größten in Brandenburg gemeldeten Gruppierungen nicht-deutscher Staatsangehörigkeit sind aus der Ukraine (35,685), Polen (29,460), Syrien (22,320), Russland (12,100), Afghanistan (12,070), Rumänien (8,945), Türkei (6,420), Vietnam (4,215), Bulgarien (3,815), Indien (3,695) und Iran (3,395). In den südöstlich gelegenen Landkreisen und in Cottbus leben etwa 20.000 Sorben.
Die durchschnittliche Lebenserwartung lag im Zeitraum 2015/17 bei 77,6 Jahren für Männer und bei 83,1 Jahren für Frauen. Die Männer belegen damit unter den deutschen Bundesländern Rang 11, während Frauen Rang 7 belegen. Regional hatten 2013/15 Potsdam (Erwartung der Gesamtbevölkerung: 81,7 Jahre), Potsdam-Mittelmark (81,6) und Dahme-Spreewald (81,2) die höchste; Oberspreewald-Lausitz (79,1) und Prignitz (79,1) die niedrigste Lebenserwartung.

### Bevölkerungsentwicklung
Die Gesamtzahl der Einwohner auf dem Gebiet des heutigen Landes Brandenburg war in der zweiten Hälfte des 20. Jahrhunderts relativ konstant. Nach 1945 pendelte die Einwohnerzahl der heutigen brandenburgischen Region, die ab 1952 im Wesentlichen den drei Bezirken Cottbus, Frankfurt (Oder) und Potsdam entsprach, stets um die Marke von 2,6 Millionen Einwohnern. So ging die Bevölkerung zunächst zwischen 1955 und 1964 von 2,7 auf 2,6 Millionen Menschen zurück. Nach einem leichten Anstieg betrug die Bevölkerungszahl bis Ende der 1980er Jahre rund 2,65 Millionen. Während die kommunalen Zentren wie die Bezirksstädte Potsdam, Frankfurt (Oder) und Cottbus einen Bevölkerungszuwachs erfuhren, fielen die Einwohnerzahlen im ländlichen Raum kontinuierlich ab.
- Bevölkerungsentwicklung in den heutigen Grenzen 1875–2020

Einwohnerdichte in Berlin-Brandenburg, 2015
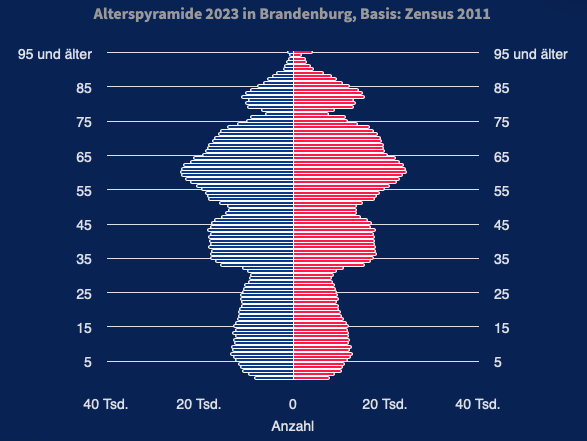
Altersstruktur in Brandenburg, 2023

Die 1989 eintretende Öffnung der innerdeutschen Grenze brachte der brandenburgischen Region bis zum Jahresende 1989 einen Bevölkerungsschwund von 100.000 Einwohnern bis 1995. Zahlreiche Berliner zogen in den 1990er Jahren in das zu Brandenburg gehörende Berliner Umland.
Seit 2000 zeigen sich starke regionale Unterschiede in der Bevölkerungsentwicklung. Der brandenburgische Verflechtungsraum in der Agglomeration Berlin wuchs von 1994 bis 2005 um rund 27 Prozent auf eine Million Einwohner, während weiter abgelegene Städte und Gemeinden Einwohner verloren.
Durch den Zensus 2011 wurden die Bevölkerungszahlen um etwa 50.000 nach unten korrigiert. Die Berlin nahen Gebiete in Brandenburg erleben aufgrund des Wachstums der Agglomeration Berlin seit 2010 einen Bevölkerungsanstieg.

### Bevölkerungsreichste Städte

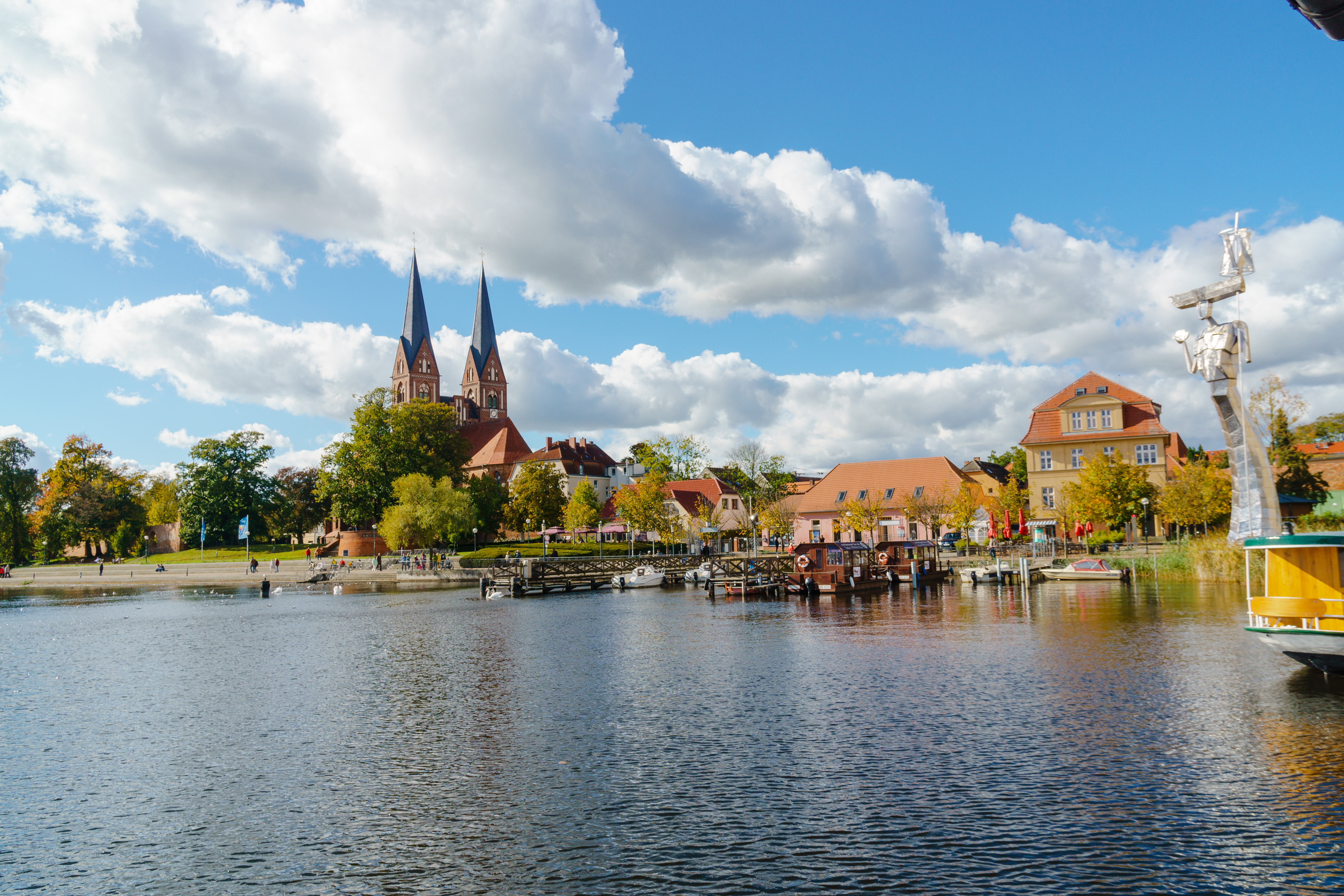
Neuruppin

Das Land Brandenburg weist mit Potsdam mindestens eine Großstadt (mindestens 100.000 Einwohner) auf. Die Stadt Cottbus hatte Ende 2023 auf Basis des Zensus 2011 nach Angaben des Landesamtes für Statistik 100.010 Einwohner und pendelte im Jahresverlauf an der Grenze zwischen einer Groß- und einer Mittelstadt. Bei der Neuberechnung auf Basis des Zensus 2022 wurde die Einwohnerzahl auf 94.778 nach unten korrigiert, nach Angaben des Einwohnermeldeamtes vom 31. Dezember 2024 hatte Cottbus an diesem Stichtag 100.275 Einwohner.
Die Einwohnerentwicklung in Brandenburg ist in der folgenden Tabelle beispielhaft für Städte und Gemeinden mit mehr als 30.000 Einwohnern (Stand: 31. Dezember 2023) aufgeführt.
| Stadt/Gemeinde           | Landkreis          | Einwohner 2022 (Zensus) | Einwohner 2023 | Ballungsraum Berlin |
| ------------------------ | ------------------ | ----------------------- | -------------- | ------------------- |
| Potsdam                  | kreisfreie Stadt   | 182.806                 | 184.290        | Ja                  |
| Cottbus                  | kreisfreie Stadt   | 093.926                 | 094.778        |                     |
| Brandenburg an der Havel | kreisfreie Stadt   | 073.552                 | 073.939        |                     |
| Frankfurt (Oder)         | kreisfreie Stadt   | 055.841                 | 057.065        |                     |
| Oranienburg              | Oberhavel          | 047.608                 | 048.844        | Ja                  |
| Falkensee                | Havelland          | 044.683                 | 044.839        | Ja                  |
| Bernau bei Berlin        | Barnim             | 043.164                 | 044.327        | Ja                  |
| Eberswalde               | Barnim             | 040.607                 | 041.180        |                     |
| Königs Wusterhausen      | Dahme-Spreewald    | 038.400                 | 038.949        | Ja                  |
| Schwedt/Oder             | Uckermark          | 034.469                 | 033.646        |                     |
| Fürstenwalde/Spree       | Oder-Spree         | 031.851                 | 032.135        | Ja                  |
| Neuruppin                | Ostprignitz-Ruppin | 031.421                 | 031.951        |                     |

### Sprachen

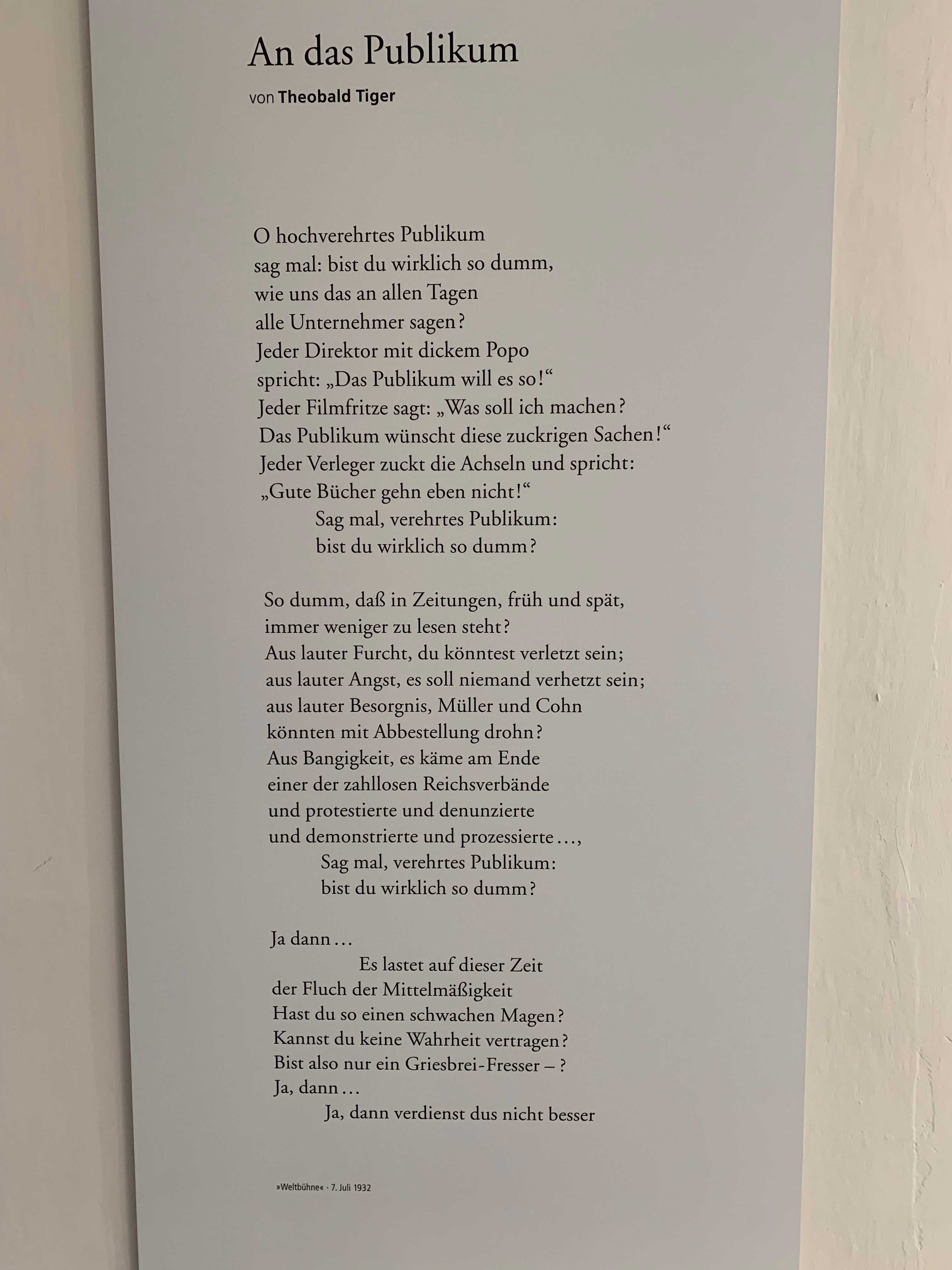
Text im Kurt-Tucholsky-Literaturmuseum

Amtssprache in Brandenburg ist Deutsch. Darüber hinaus werden im Bundesland – im Rahmen der Sprachencharta des Europarats – das Sorbische und das Niederdeutsche offiziell anerkannt und geschützt.
Neben Standarddeutsch werden in Brandenburg vorwiegend Hochdeutsche Dialekte des Nordobersächsisch-Südmärkischen gesprochenen (z. B. Berlinisch, Eberswalder Kanaldeutsch und lausitzische Dialekte). Die zur niederdeutschen Sprache gehörenden Dialekte in Brandenburg gehören zum Mittel- und Nordmärkischen. Der Wortschatz der Dialekte in Brandenburg ist erfasst und beschrieben im Brandenburg-Berlinischen Wörterbuch und (für den Südteil des Landes) im Wörterbuch der obersächsischen Mundarten.
In einigen Teilen der Niederlausitz wird Niedersorbisch, eine westslawische Sprache, von etwa 8000 Menschen gesprochen und hat im dortigen Siedlungsgebiet der Sorben/Wenden den Status einer zweiten Amtssprache. Durch verschiedene Zuwanderungswellen ab dem Jahr 2000 ist in Haushalten der neuen Bürger noch die Muttersprache gebräuchlich. Die am häufigsten verwandten Sprachen der Einwanderer sind Ukrainisch, Polnisch, Arabisch und Russisch (Stand: 2024).
Englisch wird an brandenburgischen Universitäten vereinzelt als Unterrichtssprache eingesetzt.

### Religionen und Weltanschauungen
Etwa 80 % der Einwohner Brandenburgs waren im Jahr 2011 ohne religiöses Bekenntnis. Ende 2023 hatte Brandenburg 2.581.667 Einwohner; davon waren 12,5 % evangelisch, 3,4 % katholisch und 84,0 % hatten entweder eine andere oder keine Religionszugehörigkeit.
Christentum

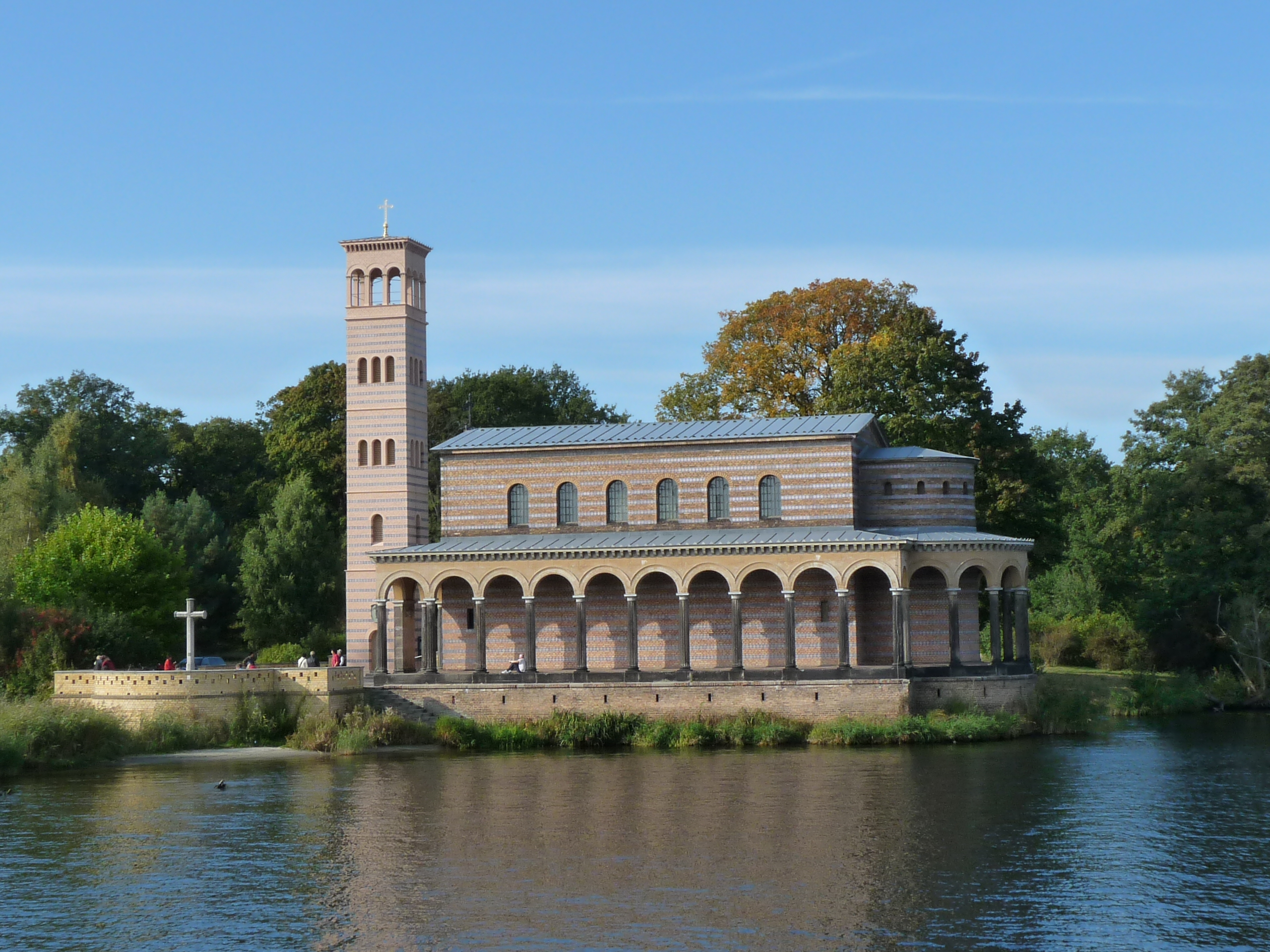
Heilandskirche am Port von Sacrow

2014 waren etwa 17 Prozent der Einwohner Brandenburgs Mitglieder einer evangelischen Landeskirche, der größte Teil davon in der Evangelischen Kirche Berlin-Brandenburg-Schlesische Oberlausitz. Da die Grenzen der Landeskirchen von denen der heutigen Bundesländer abweichen, sind einzelne Gemeinden im Westen und Südwesten Brandenburgs der Evangelischen Kirche in Mitteldeutschland zugeordnet. Etliche Gemeinden im Nordosten Brandenburgs (Landkreis Uckermark) gehörten zur Pommerschen Evangelischen Kirche und jetzt zur 2012 gegründeten Evangelisch-Lutherischen Kirche in Norddeutschland. In einigen Teilen Brandenburgs ist die Selbständige Evangelisch-Lutherische Kirche mit Kirchengemeinden vertreten, die vorher zur Evangelisch-Lutherischen (altlutherischen) Kirche gehörten und unter der Bezeichnung „Altlutheraner“ in der Region bekannt sind. Die konfessionell lutherischen Kirchengemeinden gehören zum Kirchenbezirk Berlin-Brandenburg der Selbständigen Evangelisch-Lutherischen Kirche.
Der römisch-katholischen Kirche gehörten Ende 2010 3,1 Prozent der Einwohner an. Der überwiegende Teil des Landesgebiets gehört zum Erzbistum Berlin; die Niederlausitz gehört zum Bistum Görlitz, der südwestliche Teil Brandenburgs zum Bistum Magdeburg.
Weiterhin ist auch die Neuapostolische Kirche vertreten. Die Gebietskirche Nord- und Ostdeutschland umfasst das gesamte Gebiet des Landes Brandenburg. Zum neuapostolischen Glauben bekennen sich in Berlin und Brandenburg nach kircheneigenen Angaben derzeit etwa 23.000 Menschen.
Im Bundesland Brandenburg leben mehrere tausend orthodoxe Christen. Eine große Bedeutung für sie hat das Kloster des heiligen Georg des Siegreichen in Götschendorf. Es besteht seit dem Jahr 2006 und betreut viele Einwanderer aus der ehemaligen GUS, orthodoxe Deutsche und andere Gläubige.
Judentum
Durch den Zuzug jüdischer Kontingentflüchtlinge aus der ehemaligen Sowjetunion verzeichneten die jüdischen Gemeinden ein Wachstum. Gegenwärtig gibt es sieben jüdische Gemeinden in Brandenburg, darunter in Potsdam und Frankfurt (Oder). Sie sind im Landesverband der Jüdischen Gemeinden Brandenburg zusammengeschlossen.
Islam
2024 lebten in Brandenburg zwischen 35.000 und 40.000 Muslime.
Humanismus
Genaue Zahlen darüber, wie viele Brandenburger sich als Humanisten betrachten, liegen nicht vor. Jedoch gab es in Brandenburg eine Initiative, die im Jahr 2007 zur Etablierung des Schulfaches Humanistische Lebenskunde (gemäß § 9 Abs. 2 und 8 des Brandenburgischen Schulgesetzes) führte. Hierbei soll das Spektrum religiöser Weltanschauungen um eine nichtreligiöse Komponente erweitert werden. Die wenigsten Humanisten in Brandenburg sind organisiert, jedoch tritt insbesondere mit dem Humanistischen Verband Berlin-Brandenburg, dem Humanistischen Regionalverband Ostbrandenburg und den Jungen Humanisten sowie den Evolutionären Humanisten Berlin-Brandenburg eine Reihe organisierter Gruppierungen auf.

## Politik und Verwaltung

### Verfassung
Die Brandenburgische Verfassung wurde am 14. April 1992 vom Landtag als Entwurf verabschiedet. Per Volksentscheid wurde der Entwurf von der brandenburgischen Bevölkerung am 14. Juni 1992 angenommen. Sie trat daraufhin mit der Verkündung am 20. August 1992 in Kraft.
Verfassungsorgane sind der Landtag Brandenburg, die Brandenburgische Landesregierung und das Verfassungsgericht des Landes Brandenburg. Landeshauptstadt von Brandenburg ist Potsdam.

### Landtag

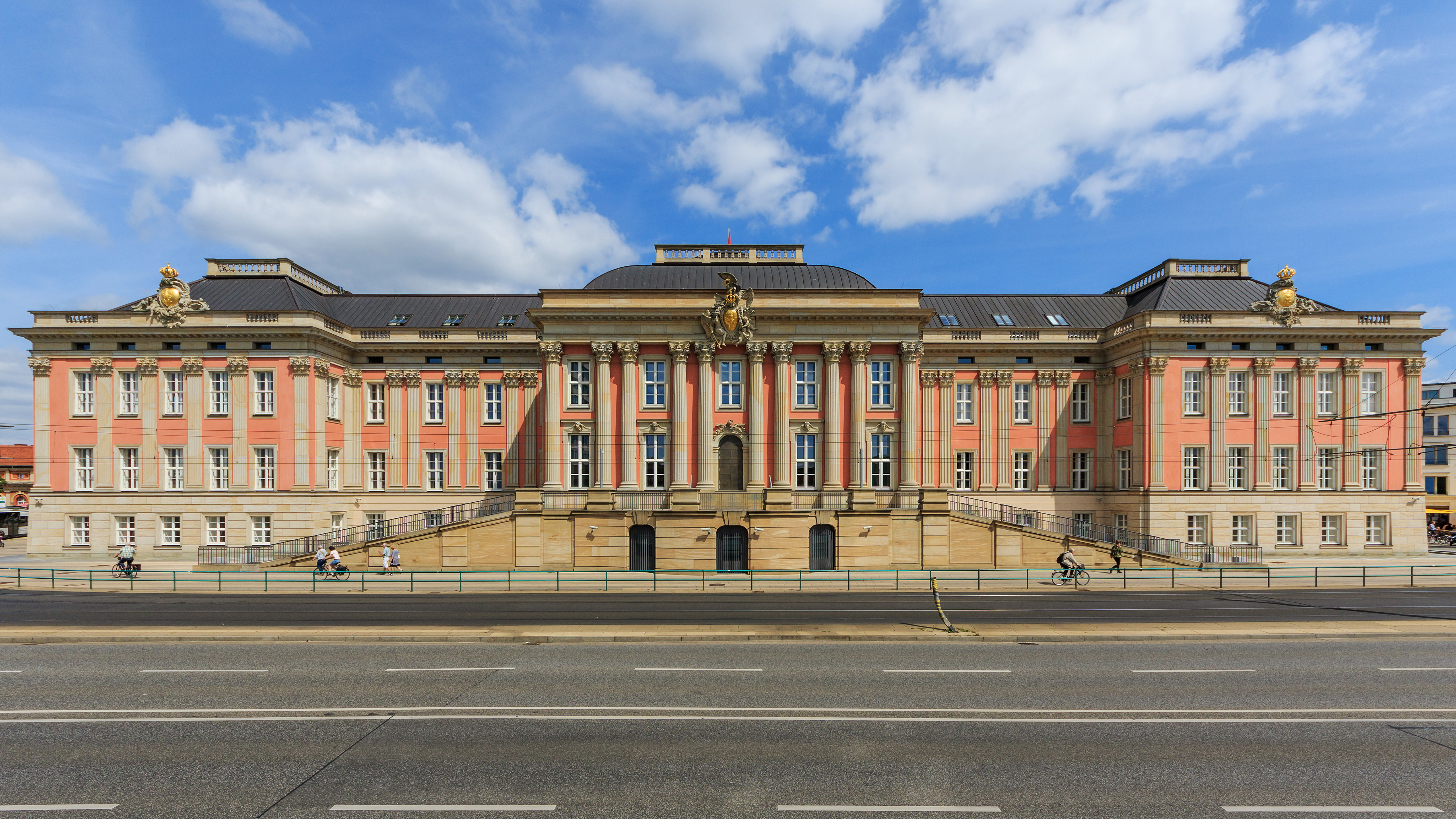
Stadtschloss in Potsdam, Sitz des Landtages Brandenburg

Sitz des Landtags Brandenburg ist das Stadtschloss in Potsdam. Das Gebäude böte 150 Abgeordneten Platz. Damit ist es auf ein vergrößertes Parlament eines mit dem heutigen Land Berlin wiedervereinigten Bundeslandes vorbereitet. Der aktuelle Landtag Brandenburg hat 88 Abgeordnete, die jeweils für fünf Jahre gewählt werden.
Im am 22. September 2024 gewählten achten Landtag sind vier Parteien vertreten. Die SPD ist mit 32 Sitzen stärkste Fraktion; die AfD ist mit 30 Sitzen im Landtag vertreten. Das BSW ist neu im Landtag und kommt auf 14 Mandate, während die CDU nur 12 Sitze besetzt. Landtagspräsidentin ist Ulrike Liedtke (SPD).

### Landesregierung

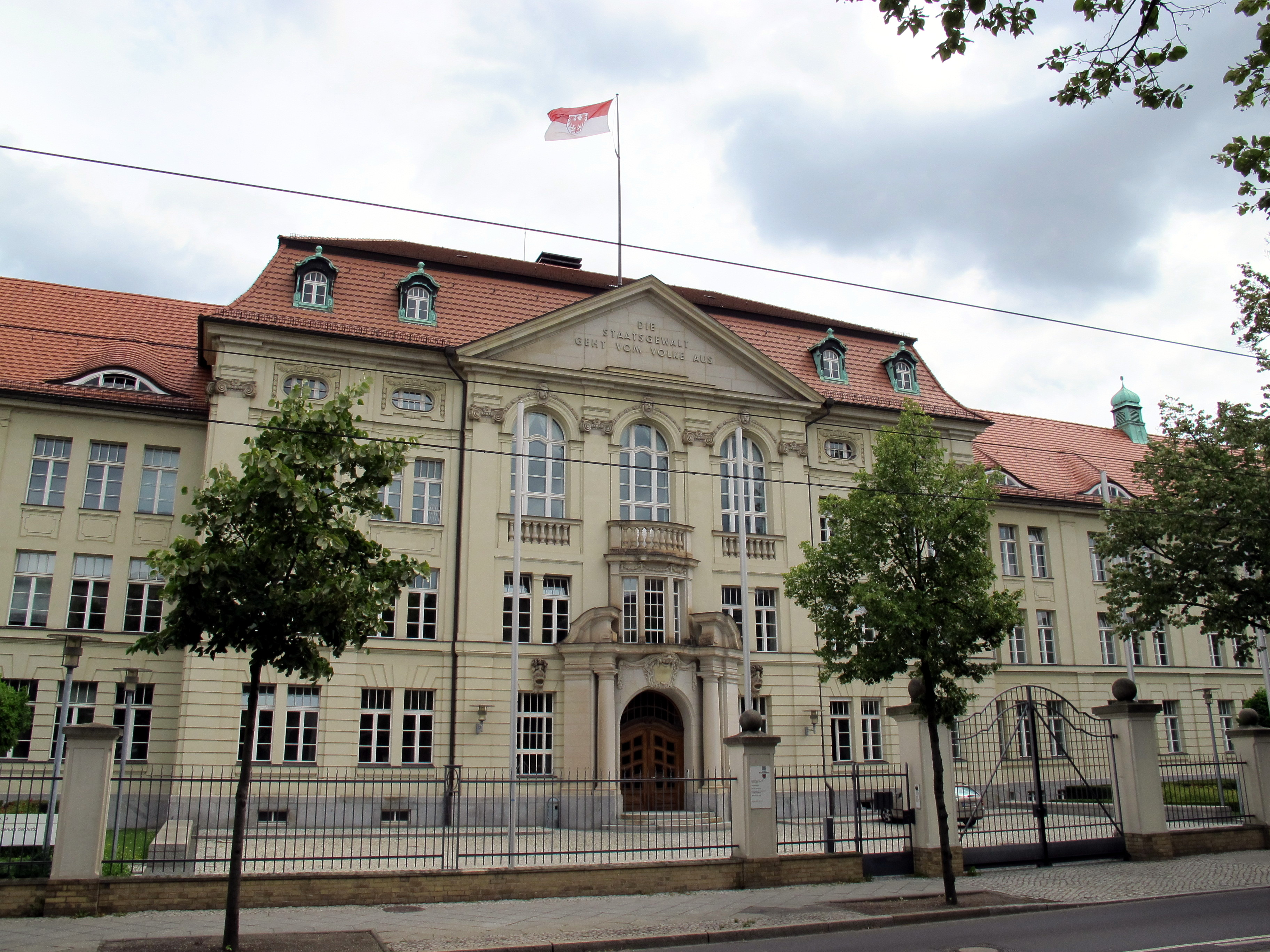
Brandenburgische Staatskanzlei in der Potsdamer Heinrich-Mann-Allee

Die Landesregierung gehört zu den Obersten Landesbehörden und zählt zur ersten Stufe der Verwaltung in Brandenburg. Die gewählte Landesregierung und der Ministerpräsident haben ihren Sitz in der Staatskanzlei in Potsdam. Die aktuelle Regierung aus SPD und BSW ist seit dem 11. Dezember 2024 im Amt und teilt sich in die folgenden Ressorts auf.
- Ministerium der Finanzen und Europa (MdFE)
- Ministerium des Innern und für Kommunales (MIK)
- Ministerium der Justiz und für Digitalisierung (MdJD)
- Ministerium für Wirtschaft, Arbeit, Energie und Klimaschutz (MWAEK)
- Ministerium für Wissenschaft, Forschung und Kultur (MWFK)
- Ministerium für Infrastruktur und Landesplanung (MIL)
- Ministerium für Land- und Ernährungswirtschaft, Umwelt und Verbraucherschutz (MLEUV)
- Ministerium für Bildung, Jugend und Sport (MBJS)
- Ministerium für Gesundheit und Soziales (MGS)
- Staatskanzlei

Die Landesregierung unterliegt der wirtschaftlichen Kontrolle durch den Landesrechnungshof (LRH).

### Landesgerichte

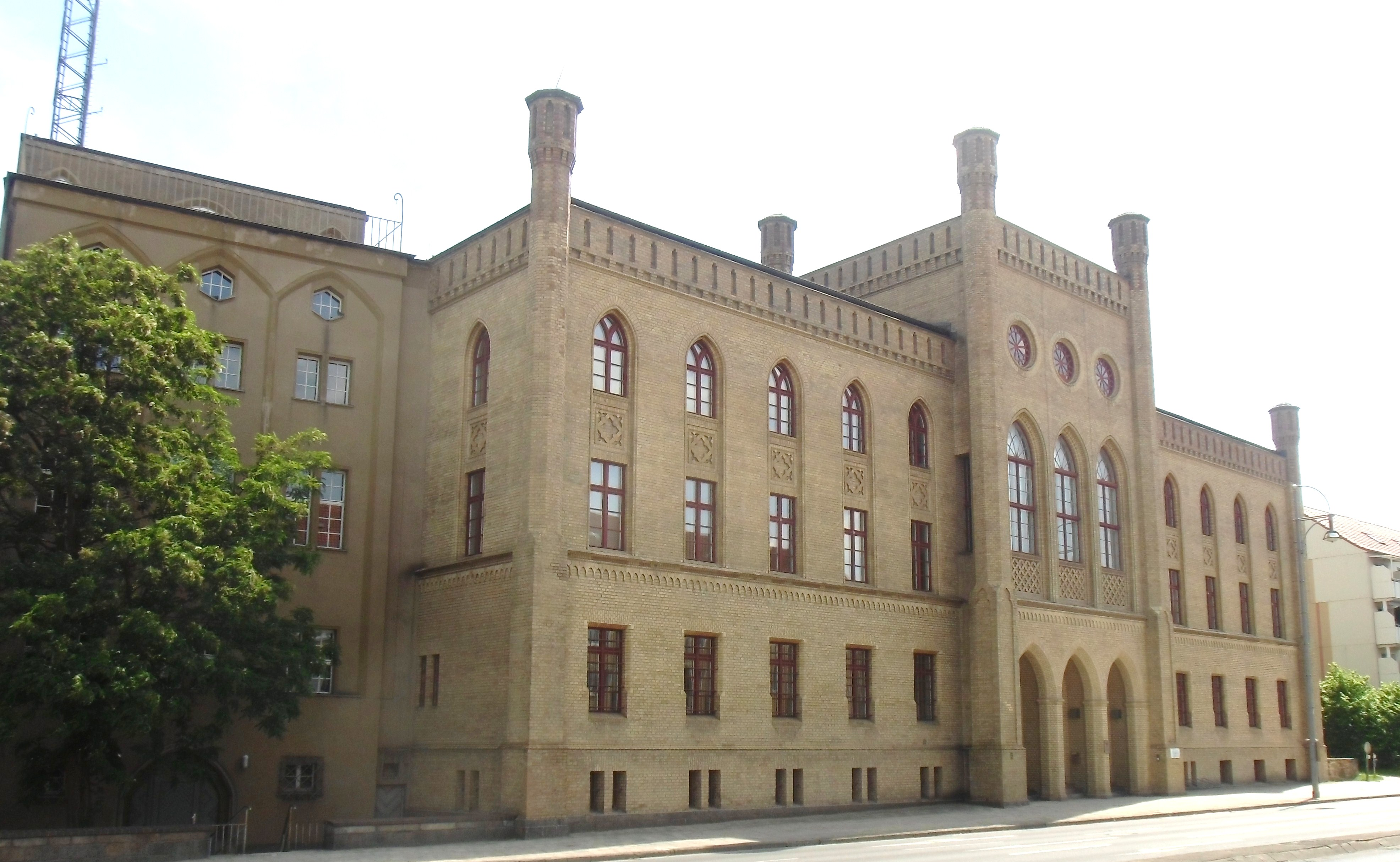
Amtsgericht Prenzlau

Das oberste brandenburgische Gericht ist das Verfassungsgericht des Landes Brandenburg, das seinen Sitz in Potsdam hat.
Dem Brandenburgischen Oberlandesgericht mit Sitz in Brandenburg an der Havel unterstehen die Landgerichte Cottbus, Frankfurt an der Oder, Neuruppin und Potsdam, denen insgesamt 24 Amtsgerichte untergeordnet sind. Sitz und Bezirk der Gerichte der ordentlichen Gerichtsbarkeit sowie der Staatsanwaltschaften werden durch das Brandenburgische Gerichtsorganisationsgesetz von 2011 geregelt.
Weitere Gerichte sind das Landesarbeitsgericht Berlin-Brandenburg (dem im Gebiet des Landes Brandenburg sechs Arbeitsgerichte untergeordnet sind), das Finanzgericht Berlin-Brandenburg, das Landessozialgericht Berlin-Brandenburg (dem im Gebiet des Landes Brandenburg vier Sozialgerichte zugehören) und das Oberverwaltungsgericht Berlin-Brandenburg (mit drei brandenburgischen Verwaltungsgerichten).

### Wappen und Flagge
Nach der Brandenburgischen Verfassung (Artikel 4) ist der rote märkische Adler auf weißem Feld das Wappen des Landes Brandenburg. Die Landesflagge ist Rot-Weiß mit zentriertem Landeswappen. Er ist zudem Bestandteil der Wappen vieler Gemeinden und Städte auf dem Gebiet der ehemaligen Mark Brandenburg. Der märkische Adler zeigt sich freischwebend von vorn mit ausgebreiteten Schwingen und nach rechts blickend. Er ist in der Farbe Rot gehalten, golden bewehrt und rot gezungt. Die Fänge sind geöffnet und seine Schwingen sind je mit einem goldenen Kleestängel belegt. Der Schild des Wappens ist weiß.
Der märkische Adler und das Wappen stammen aus dem 12. Jahrhundert, er tritt erstmals in dem Standbildsiegel des Askaniers Ottos I., des Sohnes Albrechts des Bären, von 1170 auf. Nach der Wiedervereinigung wurden dem Wappen seine früheren Beigaben (Kurhut, silbernes Schwert, blauer Herzschild mit aufrecht gestelltem goldenem Zepter) entfernt, die noch bis zum Ende des Zweiten Weltkriegs Teil des Wappens waren.
Die inoffizielle Hymne Brandenburgs ist das Lied Märkische Heide, märkischer Sand („Steige hoch, du roter Adler“). Das Lied wurde 1923 von dem Heimatdichter Gustav Büchsenschütz verfasst.
| Offizielle Beflaggung der brandenburgischen Landesgebäude: |  |              |  |              |
| Europaflagge                                               |  | Bundesflagge |  | Landesflagge |

### Länderkooperation

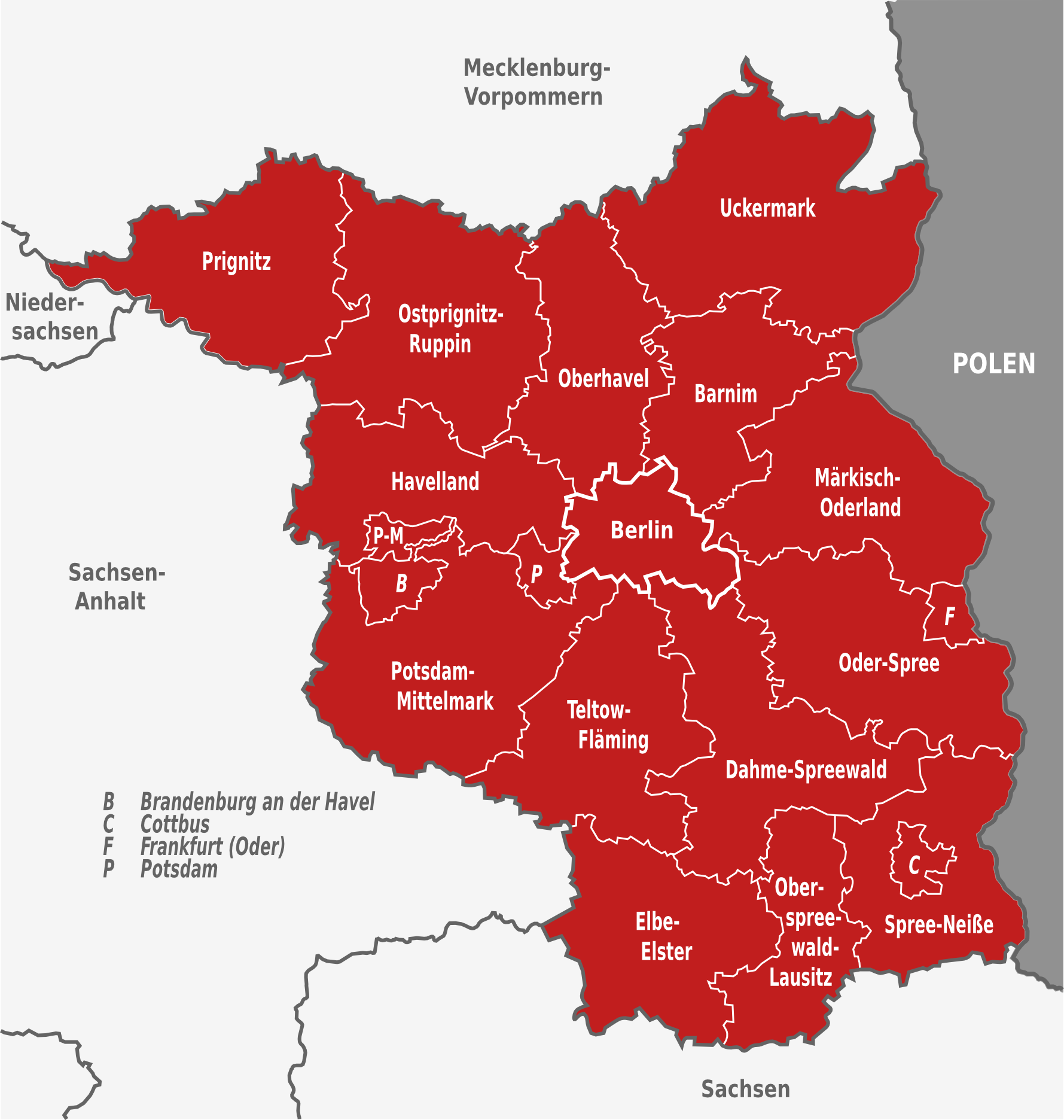
Metropolregion auf der Gesamtfläche der Länder Berlin und Brandenburg

Brandenburg arbeitet auf unterschiedlicher institutioneller Ebene mit den angrenzenden Ländern zusammen. So hat z. B. die Gemeinsame Landesplanungsabteilung Berlin-Brandenburg 1996 ihre Arbeit als gemeinsame oberste Landesplanungsbehörde aufgenommen. Einige Landeseinrichtungen werden gemeinsam durch Brandenburg und Berlin betrieben. Mit dem RBB haben beide Bundesländer eine gemeinsame Landesrundfunkanstalt.
Des Weiteren wurden die Oberverwaltungsgerichte beider Länder zum Oberverwaltungsgericht Berlin-Brandenburg und die statistischen Landesämter zum Amt für Statistik Berlin-Brandenburg zusammengelegt. Die Lehrkräftefortbildung (LISUM) und die sozialpädagogische Fortbildung (SFBB) wurden in gemeinsame Landesinstitute überführt.
Berlin und Brandenburg engagieren sich darüber hinaus seit 2006 gemeinsam in der Oder-Partnerschaft, einem informellen Kooperationsnetzwerk von je vier an der deutsch-polnischen Grenze gelegenen Ländern und Woiwodschaften.

### Landesverwaltung und Haushalt
Die unmittelbare Landesverwaltung bilden in Brandenburg die Behörden, Einrichtungen und Landesbetriebe, für die das Land Brandenburg selbst zuständig ist. Gegenüber den tätigen Mitarbeitern ist das Land „unmittelbar“ Dienstherr oder Arbeitgeber. Demgegenüber werden zur mittelbaren Landesverwaltung alle anderen Rechtsträger gerechnet, die eine eigene Rechtspersönlichkeit besitzen. Das sind Anstalten und Stiftungen des öffentlichen Rechts sowie privatrechtliche Gesellschaften. Die unmittelbare Landesverwaltung untergliedert sich in die Bereiche, die der Landesregierung zugeordnet sind. Die Landtagsverwaltung, der Landesrechnungshof, die Beauftragte für den Datenschutz und das Recht auf Akteneinsicht sowie die Landesbeauftragte zur Aufarbeitung der Folgen der kommunistischen Diktatur (LAkD) sind unmittelbare Landesverwaltung, aber rechtlich dem Landtag zugeordnet. Die Organisation der unmittelbaren brandenburgischen Landesverwaltung, die der Landesregierung zugeordnet ist, regelt das Landesorganisationsgesetz (LOG).
Die brandenburgische Landesverwaltung ist zweistufig. Die erste Stufe der Landesverwaltung bilden gemäß § 8 LOG die Obersten Landesbehörden (Landesregierung und Ministerien). Auf der zweiten Stufe befinden sich die Landesoberbehörden, die Unteren Landesbehörden, die Einrichtungen und die Landesbetriebe. Alle Behörden, Einrichtungen und Landesbetriebe der zweiten Stufe unterstehen unmittelbar der Dienst- und Fachaufsicht der Obersten Landesbehörden.
Gemäß § 11 Abs. 2 LOG sind die Landräte und Oberbürgermeister allgemeine untere Landesbehörden. Im Wege der Organleihe können ihnen staatliche Aufgaben der Landesverwaltung zur Wahrnehmung übertragen werden.
Die Landesverwaltung, bestehend aus dem Land Brandenburg und den Kommunen, ist der größte Arbeitgeber in Brandenburg. 2023 gab es insgesamt 128.505 Angestellte im öffentlichen Dienst. Im kommunalen Bereich wurden 55.990 Personen beschäftigt.
Die größten Gruppen unter den Beschäftigten bildeten die Lehrer und Polizisten.
Gemäß dem Gesetz über die Feststellung des Haushaltsplanes des Landes Brandenburg für die Haushaltsjahre 2023 und 2024 (Haushaltsgesetz 2023/2024 – HG 2023/2024) ist im Haushaltsplan für das Haushaltsjahr 2024 ein Volumen von 16.359.191.300 Euro veranschlagt.

### Behörden

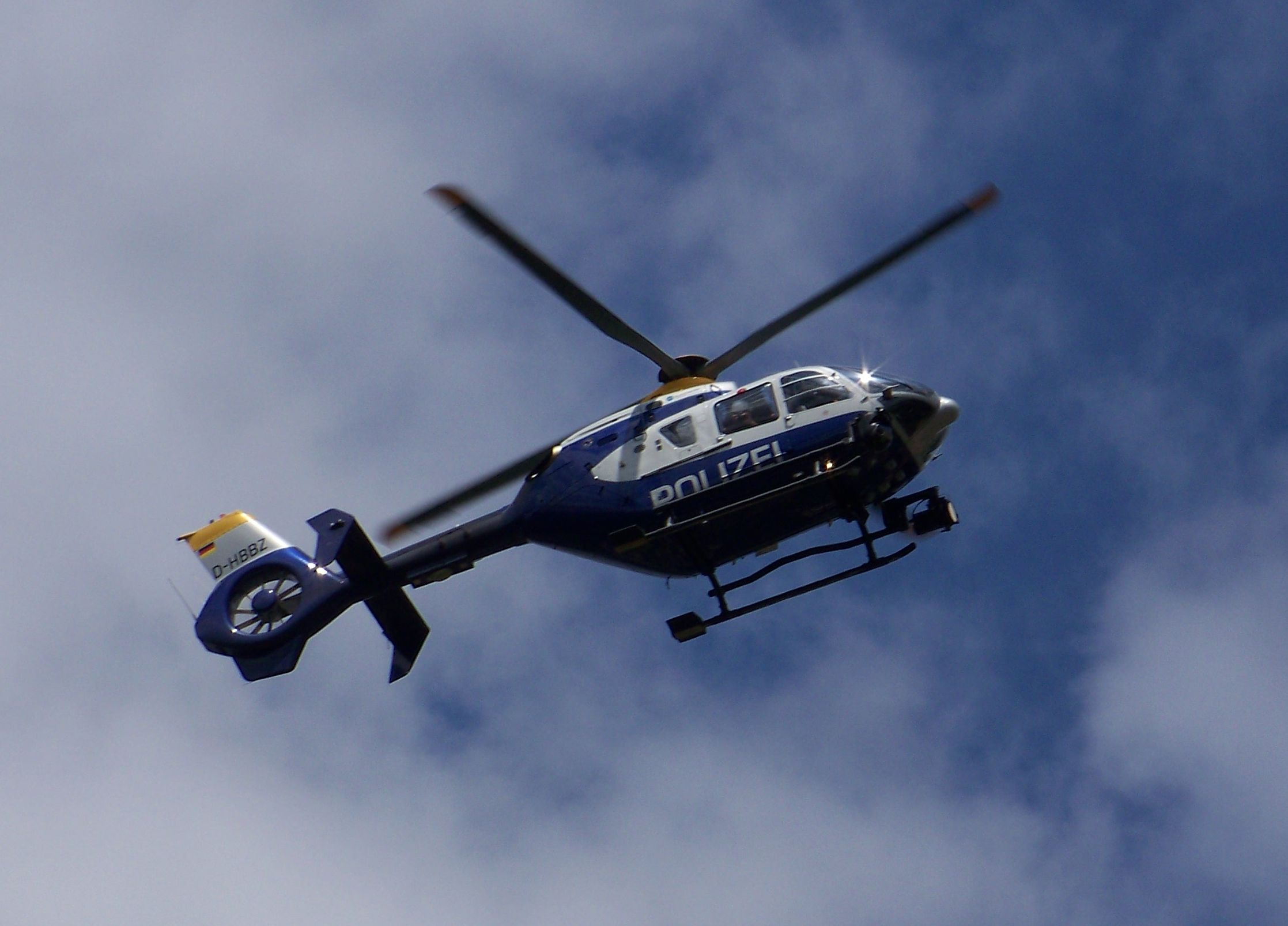
Hubschrauber der Polizei Brandenburg

Die zweite Stufe der Landesverwaltung bilden die Landesoberbehörden, die Unteren Landesbehörden, die Einrichtungen und die Landesbetriebe.
Landesoberbehörden
Die Landesoberbehörden sind das Polizeipräsidium (seit 2011), die Zentrale Ausländerbehörde, die Landeshauptkasse, das Landesamt zur Regelung offener Vermögensfragen, das Landesamt für Mess- und Eichwesen Berlin-Brandenburg, das Landesamt für Bergbau, Geologie und Rohstoffe, das Landesamt für Soziales und Versorgung, das Landesamt für Arbeitsschutz, das Landesamt für Ländliche Entwicklung, Landwirtschaft und Flurneuordnung, das Landesjugendamt, das Landesamt für Umwelt Brandenburg, das Landesamt für Bauen und Verkehr, das Landesamt für Denkmalpflege und Archäologisches Landesmuseum und das Landesamt für Schule und Lehrerbildung.
Untere Landesbehörden
Untere Landesbehörden unterscheiden sich von Landesoberbehörden dadurch, dass sie nicht für das gesamte Landesgebiet zuständig sind (§ 11 Abs. 1). Die Bezeichnungen „Landesoberbehörde“ und „Untere Landesbehörde“ suggerieren zwar ein Stufenverhältnis, das jedoch weder rechtlich noch tatsächlich gegeben ist. Landesoberbehörden üben grundsätzlich keine Dienst- und Fachaufsicht über Untere Landesbehörden aus, sondern stehen ihnen gleichwertig auf der zweiten Verwaltungsstufe. Neben den allgemeinen unteren Landesbehörden (14 Landräte und vier Oberbürgermeister) gibt es die sonstigen unteren Landesbehörden.
Nach Errichtung eines neuen Polizeipräsidiums für das Land Brandenburg mit Wirkung zum 1. Januar 2011 und des Landesamtes für Schule und Lehrerbildung am 1. Oktober 2014 verfügt Brandenburg nur noch über einen Typ von sonstigen unteren Landesbehörden: die Finanzämter (14 Finanzämter und das Technische Finanzamt).
Landesbetriebe

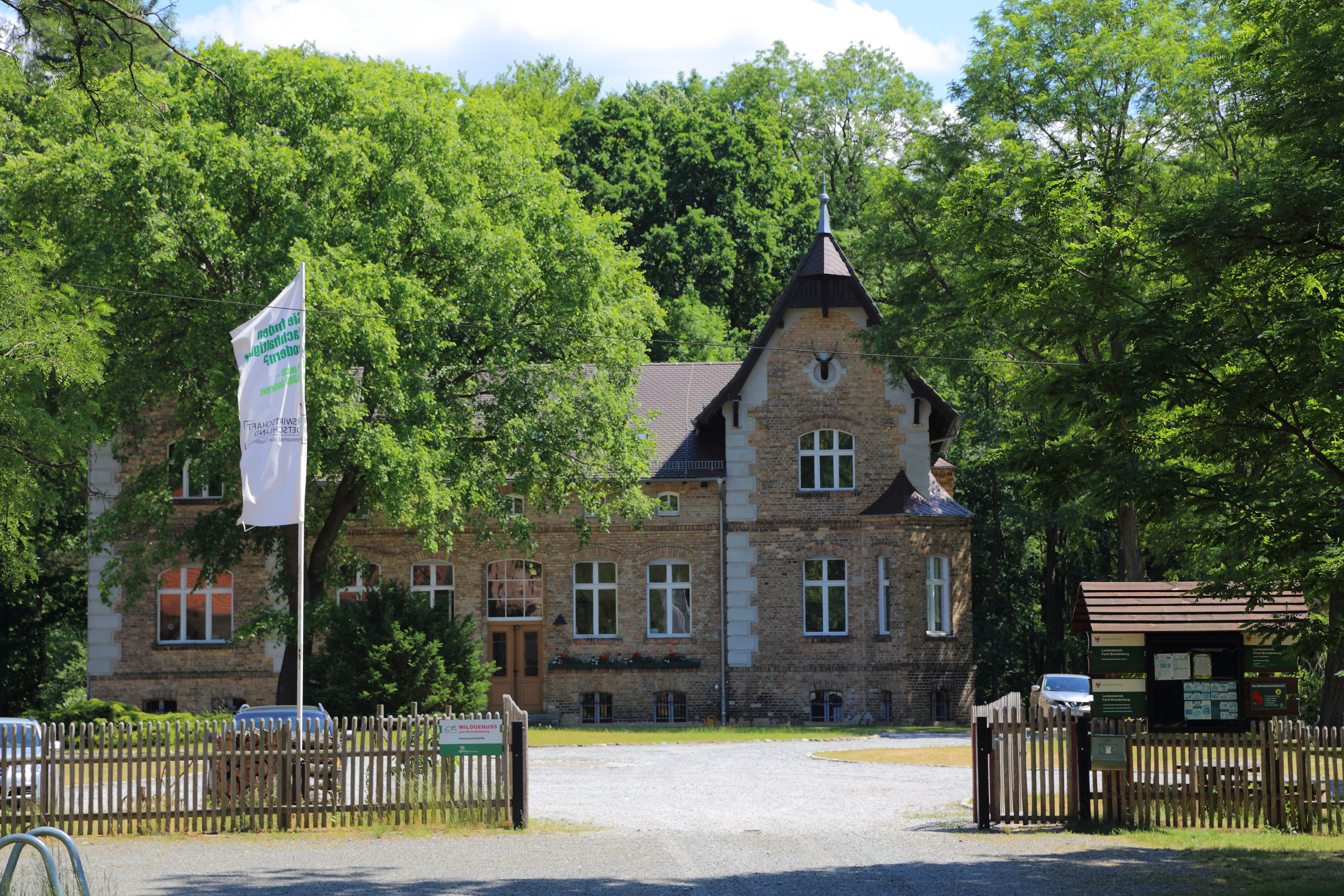
Oberförsterei Hammer

Seit Ende der 1990er Jahre wurden einige Landesbehörden und Einrichtungen in Landesbetriebe gemäß § 14 LOG umgewandelt. Landesbetriebe sind Einrichtungen (Errichtung ohne Mitwirkung des Parlaments), die mit betriebswirtschaftlichen Instrumenten arbeiten und über einen Wirtschaftsplan verfügen. Errichtet wurden die Landesvermessung und Geobasisinformation Brandenburg (LGB), der Brandenburgische Landesbetrieb für Liegenschaften und Bauen (BLB), ein Brandenburgischer IT-Dienstleister (ZIT-BB), der Landesbetrieb Forst Brandenburg (LFB) und der Landesbetrieb Straßenwesen (LS).
Einrichtungen
Einrichtungen des Landes sind gemäß § 13 LOG rechtlich unselbstständige, organisatorisch abgesonderte Teile der Landesverwaltung auf der zweiten Stufe. Ihre Tätigkeit ist vorrangig auf die Unterstützung der Behörden im Land ausgerichtet. Seit sie auch hoheitliche Aufgaben wahrnehmen können, unterscheiden sie sich faktisch nur noch dadurch von den übrigen Landesbehörden, dass sie ohne Mitwirkung des brandenburgischen Landtags errichtet werden können. Zur Landesverwaltung gehören inzwischen eine Vielzahl von sehr kleinen Einrichtungen, wie der gemäß der EG-Dienstleistungsrichtlinie eingerichtete Einheitliche Ansprechpartner für das Land Brandenburg (EAPBbg) mit fünf Mitarbeitern, zudem größere Einrichtungen wie die sechs Justizvollzugsanstalten des Landes.

### Bundesaufgaben

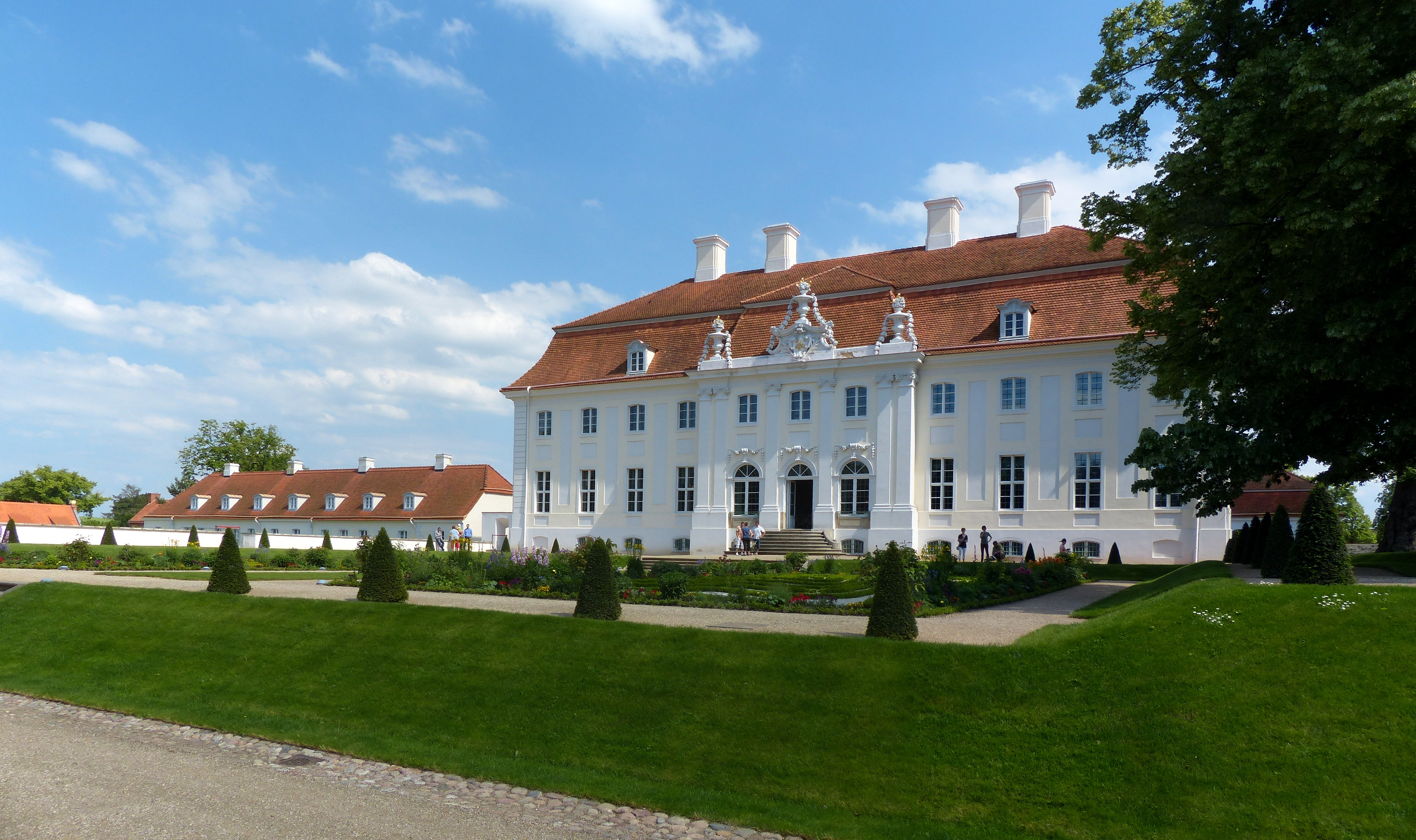
Schloss Meseberg, Gästehaus der Bundesregierung

Der Hauptsitz des Bundespolizeipräsidiums befindet sich seit 2008 in Potsdam. Die Bundesoberbehörde ist dem Bundesministerium des Innern unmittelbar nachgeordnet. Es übt die Dienst- und Fachaufsicht über die Bundespolizei aus und ist für die polizeilich-strategische Steuerung zuständig. Es wird vom Präsidenten des Bundespolizeipräsidiums und seinen beiden Vizepräsidenten geleitet.
In Ahrensfelde (Landkreis Barnim) befindet sich ein bedeutender Standort der Bundespolizei. Zum einen hat dort die deutschlandweit größte Bundespolizeiabteilung mit rund 860 Mitarbeitern (davon 750 Polizeivollzugsbeamte) ihren Sitz, zum anderen ist dort die Bundespolizei-Fliegerstaffel Ost mit mehr als 100 Mitarbeitern (fliegendes und technisches Personal) stationiert. Die 18 dort stationierten Hubschrauber der Typen EC 135, EC 155, Puma und Super Puma dienen unter anderem der Sicherung von Grenzen und Bahnanlagen, der Beförderung des Bundespräsidenten, von Mitgliedern der Bundesregierung und Staatsgästen sowieso der Unterstützung in Katastrophenfällen in Berlin.
Seit 2001 befindet sich das Einsatzführungskommando der Bundeswehr im Wildpark Potsdam. Es ist das Führungskommando für alle Auslandseinsätze der Bundeswehr. Von dort werden die Einsätze der ISAF, EUFOR, KFOR, OEF Marine, UNIFIL und die deutsche Beteiligung an Missionen der UN auf operativer Ebene geführt.
Das Schloss Meseberg wird als Gästehaus der deutschen Bundesregierung genutzt. Es liegt rund 70 Kilometer nördlich von Berlin in einem Ortsteil der Stadt Gransee.

### Landkreise und kreisfreie Städte
Brandenburg unterteilt sich in 14 Landkreise und vier kreisfreie Städte. Acht Landkreise sind Sektoralkreise, die (mit Ausnahme von Dahme-Spreewald) von der Grenze zu Berlin bis an die äußere Landesgrenze reichen. Die Namen der brandenburgischen Landkreise und Kreisstädte und ihre Kfz-Kennzeichen lauten:
| Gebietskörperschaft                              | Kreisstadt         | Bevölkerungs- reichste Stadt | Einwohner |
| ------------------------------------------------ | ------------------ | ---------------------------- | --------- |
| Landkreis Barnim (BAR, BER, EW)                  | Eberswalde         | Bernau bei Berlin            | 194.169   |
| Landkreis Dahme-Spreewald (LDS, KW, LC, LN)      | Lübben (Spreewald) | Königs Wusterhausen          | 178.793   |
| Landkreis Elbe-Elster (EE, FI, LIB)              | Herzberg (Elster)  | Finsterwalde                 | 97.967    |
| Landkreis Havelland (HVL, NAU, RN)               | Rathenow           | Falkensee                    | 170.834   |
| Landkreis Märkisch-Oderland (MOL, FRW, SEE, SRB) | Seelow             | Strausberg                   | 197.817   |
| Landkreis Oberhavel (OHV)                        | Oranienburg        | Oranienburg                  | 217.690   |
| Landkreis Oberspreewald-Lausitz (OSL, CA, SFB)   | Senftenberg        | Senftenberg                  | 107.793   |
| Landkreis Oder-Spree (LOS, BSK, EH, FW)          | Beeskow            | Fürstenwalde/Spree           | 179.817   |
| Landkreis Ostprignitz-Ruppin (OPR, KY, NP, WK)   | Neuruppin          | Neuruppin                    | 99.152    |
| Landkreis Potsdam-Mittelmark (PM)                | Bad Belzig         | Teltow                       | 221.268   |
| Landkreis Prignitz (PR)                          | Perleberg          | Wittenberge                  | 75.595    |
| Landkreis Spree-Neiße (SPN, FOR, GUB, SPB)       | Forst (Lausitz)    | Spremberg                    | 109.635   |
| Landkreis Teltow-Fläming (TF, JB, LUK, ZS)       | Luckenwalde        | Ludwigsfelde                 | 177.688   |
| Landkreis Uckermark (UM, ANG, PZ, SDT, TP)       | Prenzlau           | Schwedt/Oder                 | 117.432   |
| Stadt Brandenburg an der Havel (BRB)             | –                  | –                            | 74.113    |
| Stadt Cottbus (CB)                               | –                  | –                            | 95.123    |
| Stadt Frankfurt (Oder) (FF)                      | –                  | –                            | 57.107    |
| Landeshauptstadt Potsdam (P)                     | –                  | –                            | 184.754   |

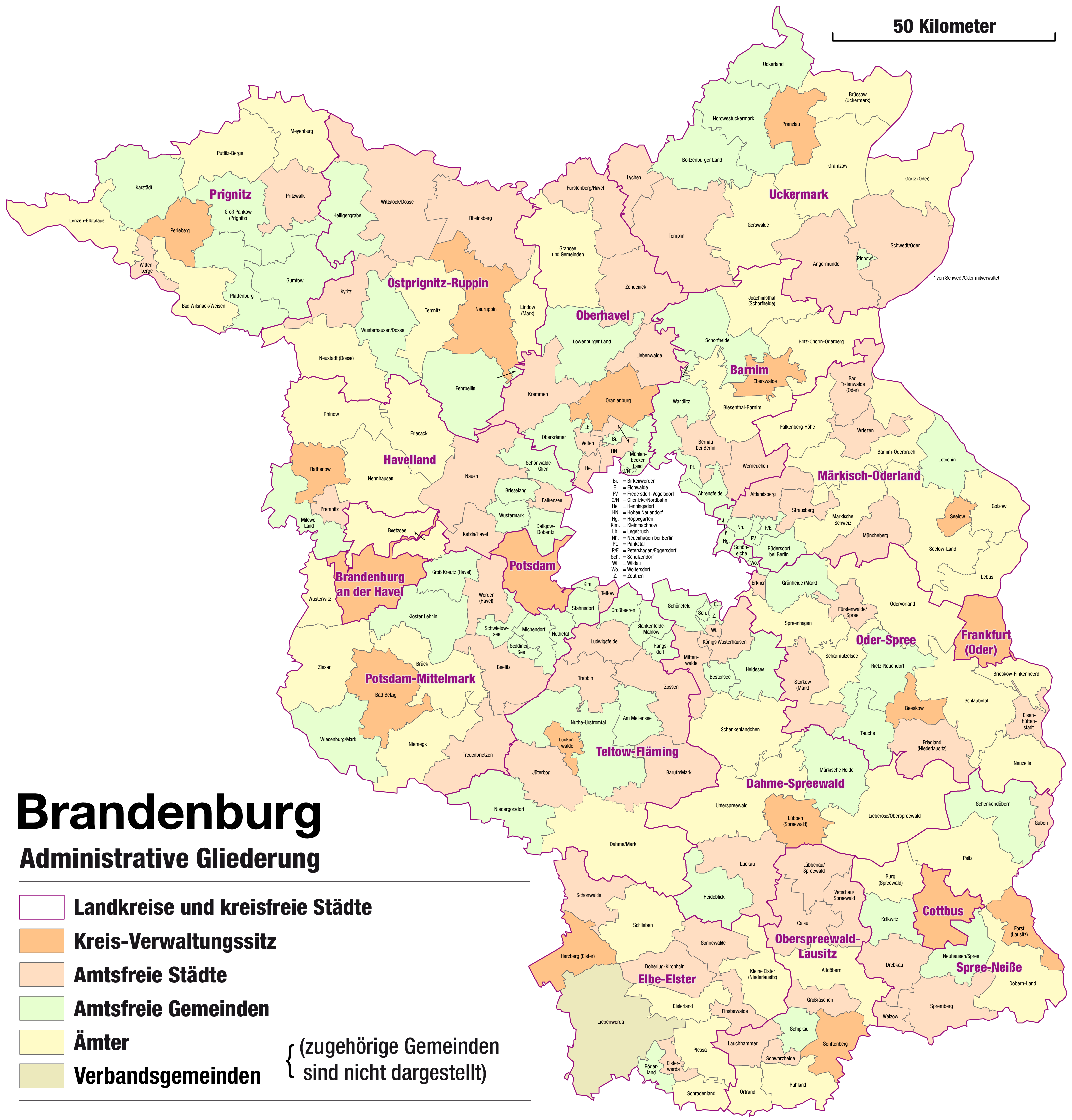
Karte der Ämter, amtsfreien Städte und Gemeinden in Brandenburg

Bei der Kreisreform am 6. Dezember 1993 wurde die Zahl der Landkreise von 38 auf die heutigen 14 verringert. Die bis dahin kreisfreien Städte Eisenhüttenstadt und Schwedt/Oder wurden in den neuen Landkreis Oder-Spree bzw. den neuen Landkreis Uckermark eingegliedert. Die übrigen vier kreisfreien Städte Brandenburg an der Havel, Cottbus, Frankfurt (Oder) und Potsdam wurden durch Eingemeindungen gestärkt und behielten ihren Status.
Für das Jahr 2019 war eine weitere Verwaltungsstrukturreform geplant. Von diesem Vorhaben wurde nach Protesten aus der Bevölkerung 2017 Abstand genommen.

### Städte und Gemeinden
Das Land Brandenburg gliedert sich in insgesamt 413 Gemeinden, darunter 113 Städte, von denen vier Städte kreisfrei sind (Stand 19. April 2022).
Nach 1990 gab es einige Gebietsänderungen gemäß dem Staatsvertrag vom 9. Mai 1992, der am 1. Juli 1992 in Kraft trat. Die Gemeinden Bagemühl, Grünberg, Nechlin, Woddow, Wollschow-Menkin und die Stadt Brüssow des Kreises Pasewalk sowie die Gemeinden Fahrenholz, Güterberg, Jagow, Lemmersdorf, Lübbenow, Milow, Trebenow, Wilsickow, Wismar und Wolfshagen des Kreises Strasburg wurden in den bestehenden Gemeinde- und Gemarkungsgrenzen aus dem Land Mecklenburg-Vorpommern ausgegliedert und in das Land Brandenburg eingegliedert. Zudem wurden die Gemeinden Besandten, Eldenburg, Lanz, Lenzen (Elbe), Mellen und Wootz in den bestehenden Gemeinde- und Gemarkungsgrenzen aus Mecklenburg-Vorpommern ausgegliedert und in das Land Brandenburg eingegliedert. Die Gemeinden Dambeck und Brunow sowie die Ortsteile Pampin und Platschow der Gemeinde Berge wurden in den bestehenden Gemeinde- und Gemarkungsgrenzen aus dem Land Brandenburg ausgegliedert und in das Land Mecklenburg-Vorpommern eingegliedert, Pampin und Platschow wurden zu Ortsteilen von Ziegendorf.

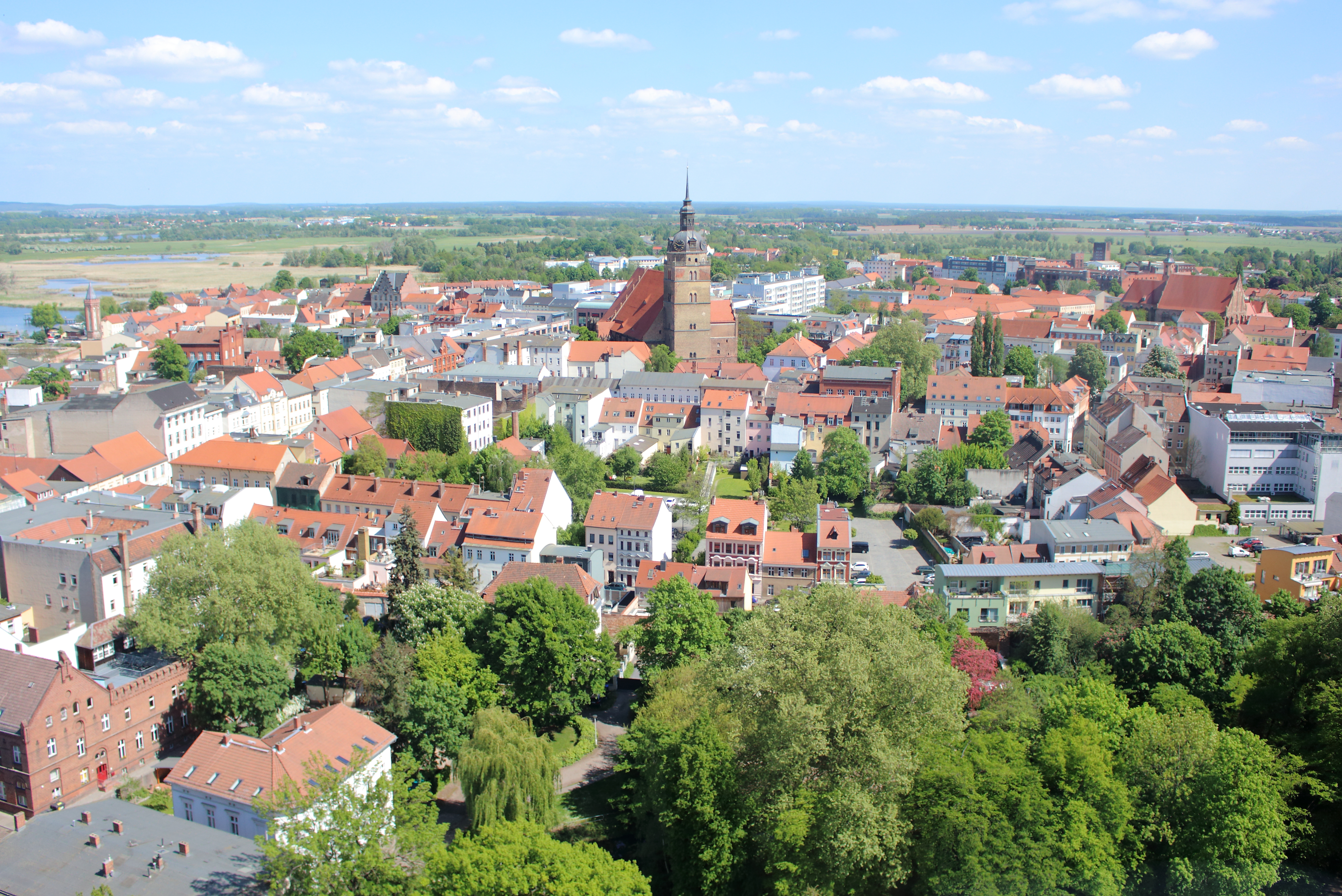
Brandenburg an der Havel
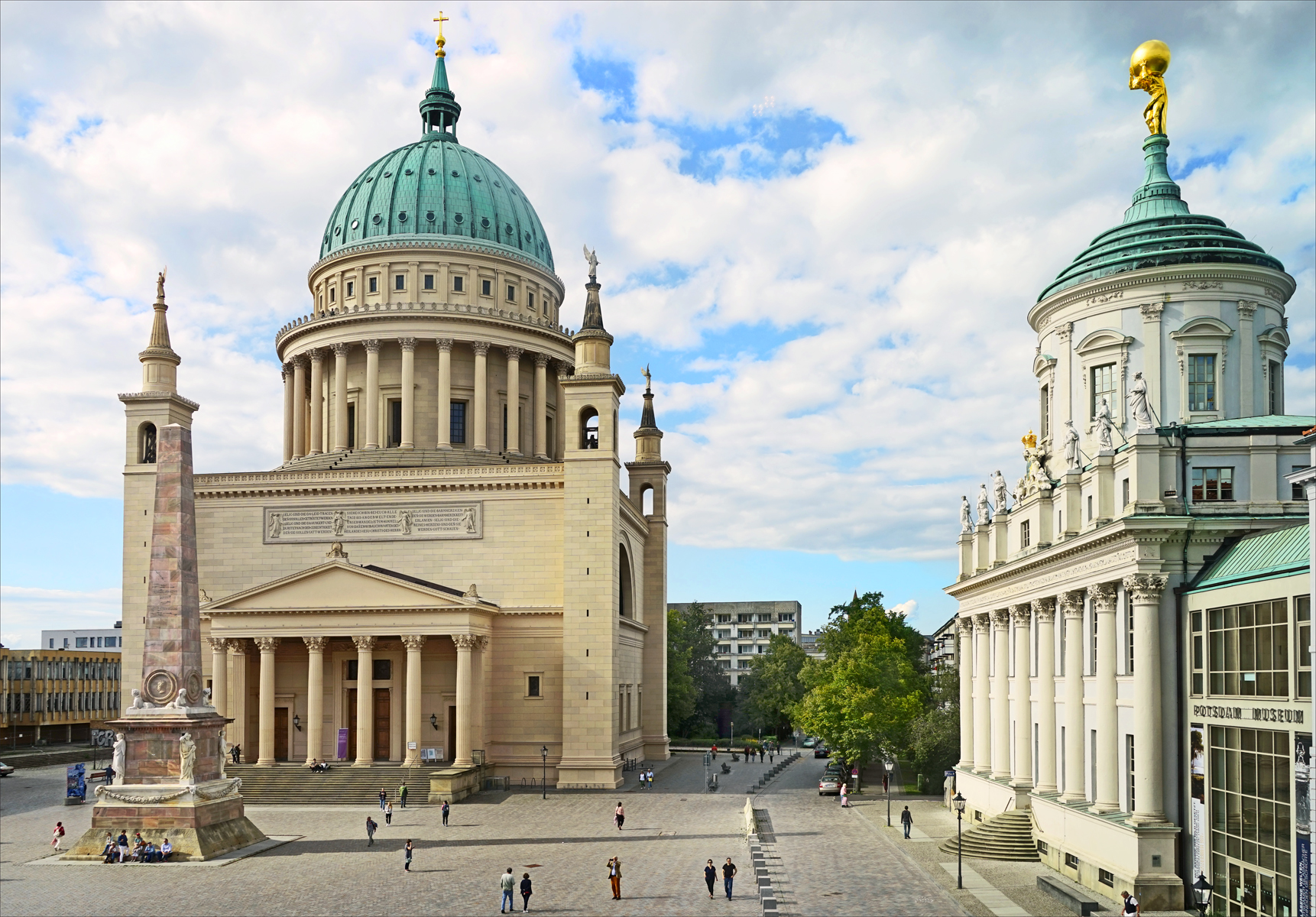
Landeshauptstadt Potsdam
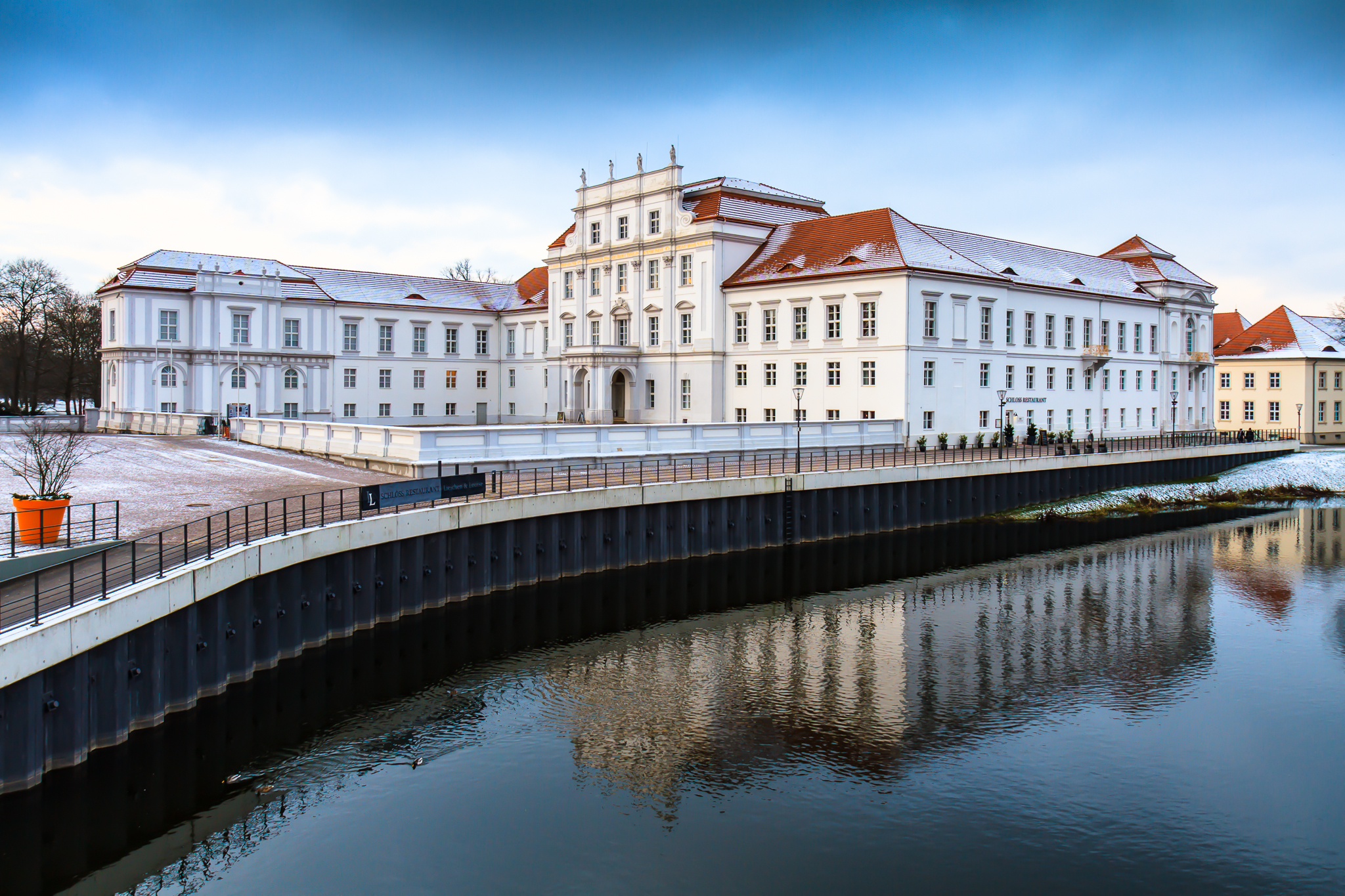
Oranienburg
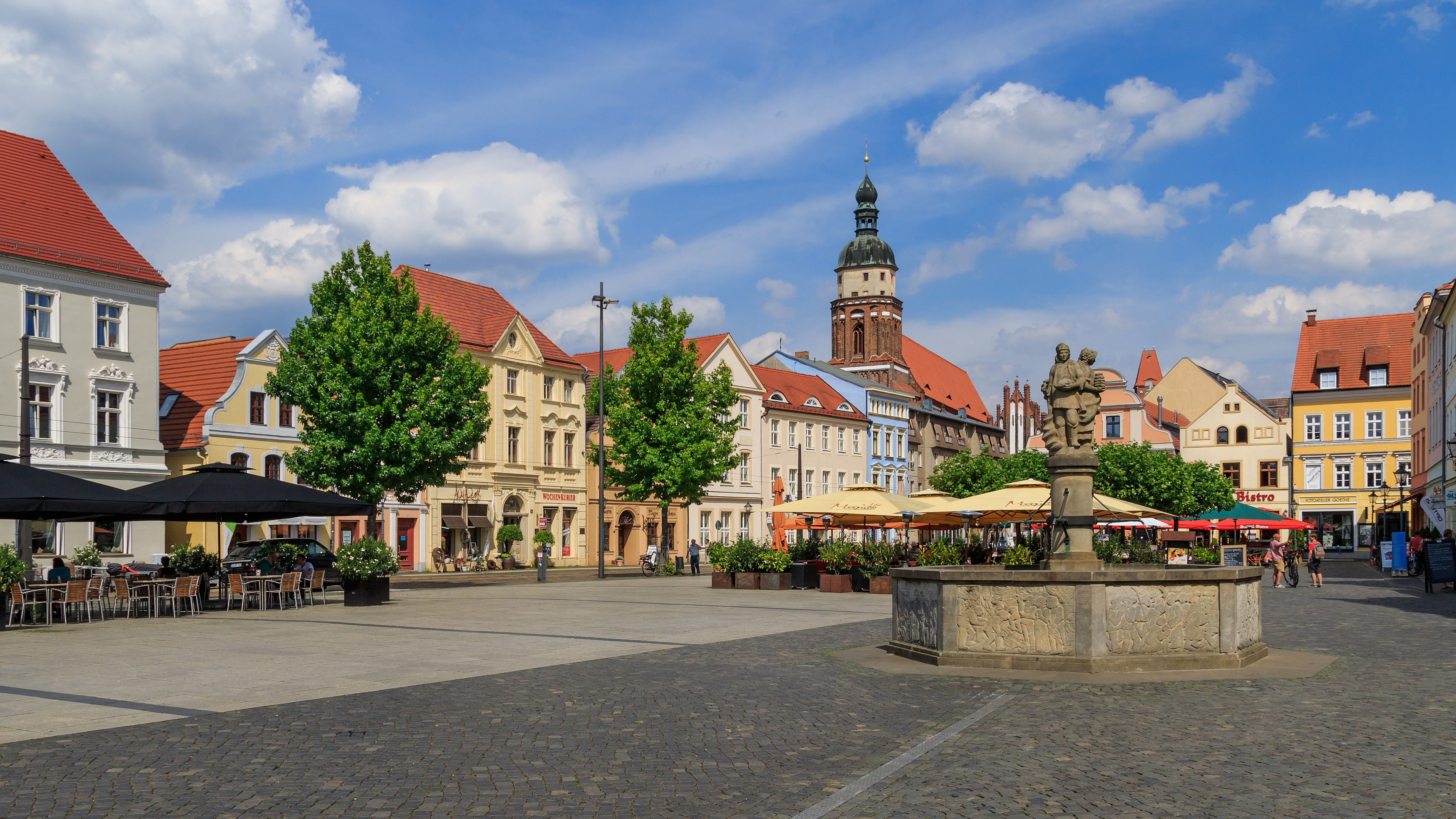
Cottbus
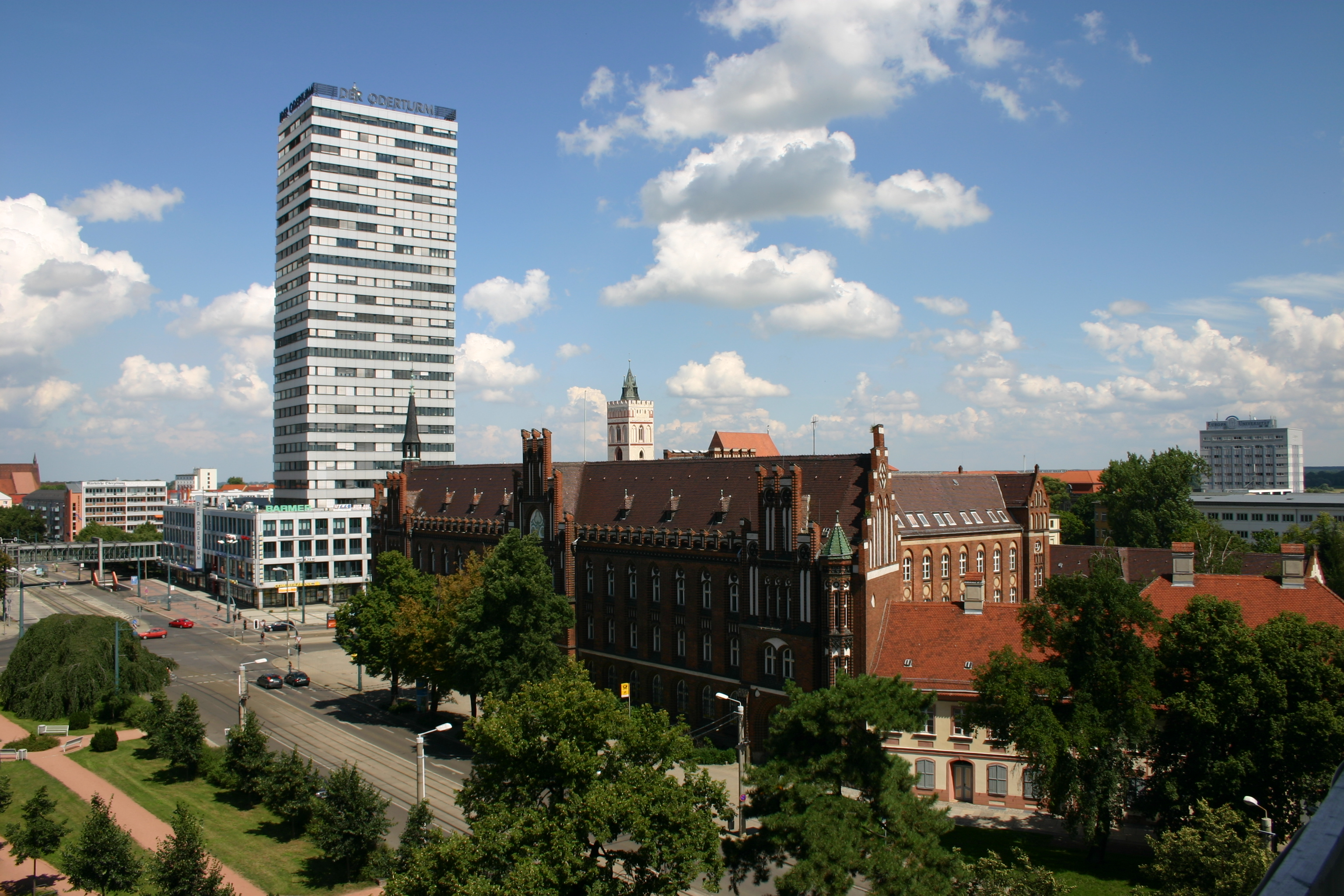
Frankfurt (Oder)

## Wirtschaft

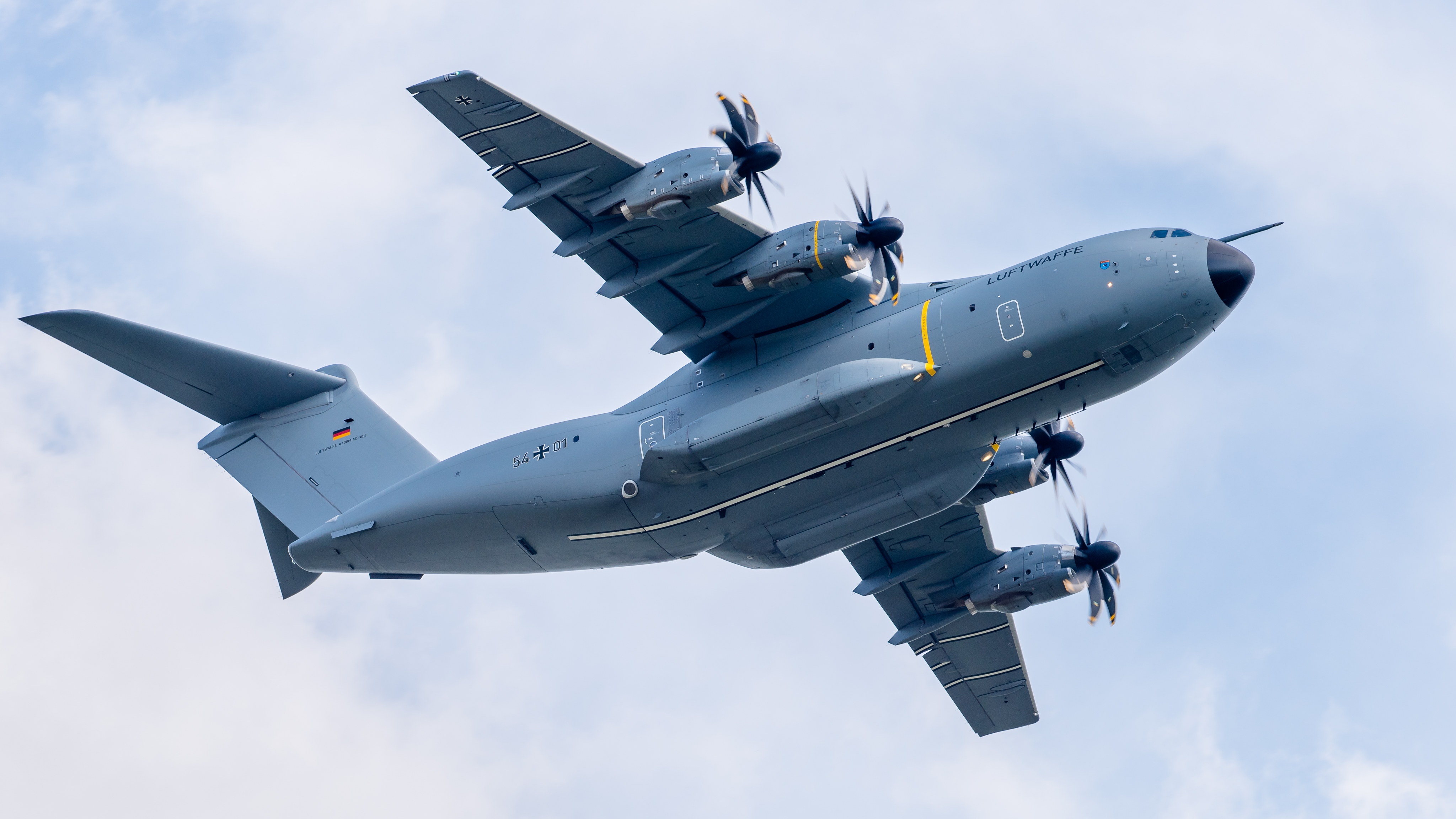
Airbus A-400M bei der ILA in Schönefeld

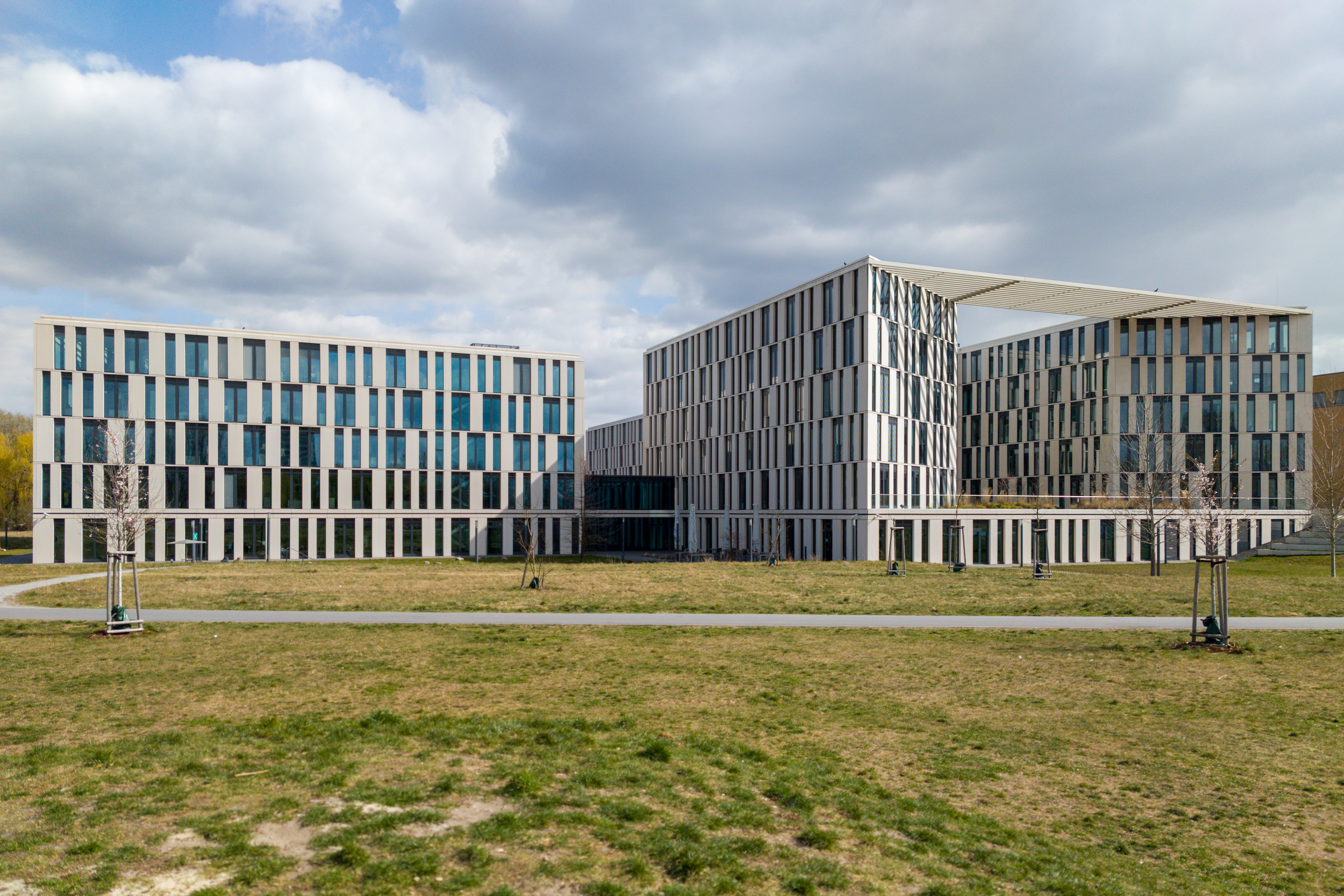
Investitionsbank des Landes Brandenburg

Brandenburg bildet mit dem im Zentrum liegenden Berlin seit 1990 den gemeinsamen Wirtschaftsraum Metropolregion Berlin-Brandenburg. Weite Teile des Arbeitsmarkts, der Infrastruktur, der Standortfaktoren, des Verkehrs und der Investitionsbedingungen der beiden Länder sind miteinander hochverflechtet.
Das nominale Bruttoinlandsprodukt Brandenburgs betrug im Jahr 2020 rund 73 Milliarden Euro.
Das gesamte Land Brandenburg bildet statistisch eine von 276 NUTS-2-Regionen innerhalb der Europäischen Union (EU). Im Vergleich mit dem Bruttoinlandsprodukt pro Einwohner der EU ausgedrückt in Kaufkraftstandards erreichte Brandenburg im Jahr 2014 einen Index von 88 % (EU-28: 100 %, Deutschland: 126 %).
Insgesamt gab es im Bundesland Brandenburg im Juni 2023 insgesamt 883.289 Bürger die eine sozialversicherungspflichtige Stelle innehatten.
Die zehn wichtigsten Standorte sozialversicherungspflichtiger Beschäftigung sind (Arbeitsortangaben):
| Stadt                    | sozialvers. Beschäftigte 30. Juni 2019 | Veränderung seit 30. Juni 2015 in % 2 | Pendlersaldo 30. Juni 2019 2 |
| ------------------------ | -------------------------------------- | ------------------------------------- | ---------------------------- |
| Potsdam                  | 86.168                                 | +7,45                                 | +14.064                      |
| Cottbus                  | 46.162                                 | +2,6                                  | +8.853                       |
| Brandenburg an der Havel | 29.679                                 | +4,32                                 | +2.128                       |
| Frankfurt (Oder)         | 28.703                                 | +4,19                                 | +7.313                       |
| Oranienburg              | 17.309                                 | +3,31                                 | −1.264                       |
| Schönefeld               | 17.187                                 | +19,06                                | +10.318                      |
| Eberswalde               | 16.638                                 | +3,06                                 | +1.845                       |
| Neuruppin                | 15.416                                 | +3,57                                 | +2.961                       |
| Ludwigsfelde             | 14.908                                 | +12,5                                 | +2.996                       |
| Fürstenwalde/Spree       | 14.299                                 | +4,26                                 | +1.878                       |

| Jahr                   | 2010 | 2011 | 2012 | 2013 | 2014 | 2015 | 2016 | 2017 | 2018 | 2019 | 2020 | 2021 | 2022 | 2023 |
| ---------------------- | ---- | ---- | ---- | ---- | ---- | ---- | ---- | ---- | ---- | ---- | ---- | ---- | ---- | ---- |
| Arbeitslosenquote in % | 11,1 | 10,7 | 10,2 | 9,9  | 9,4  | 8,7  | 8,0  | 7,0  | 6,3  | 5,8  | 6,2  | 5,9  | 5,6  | 5,9  |

### Unternehmen

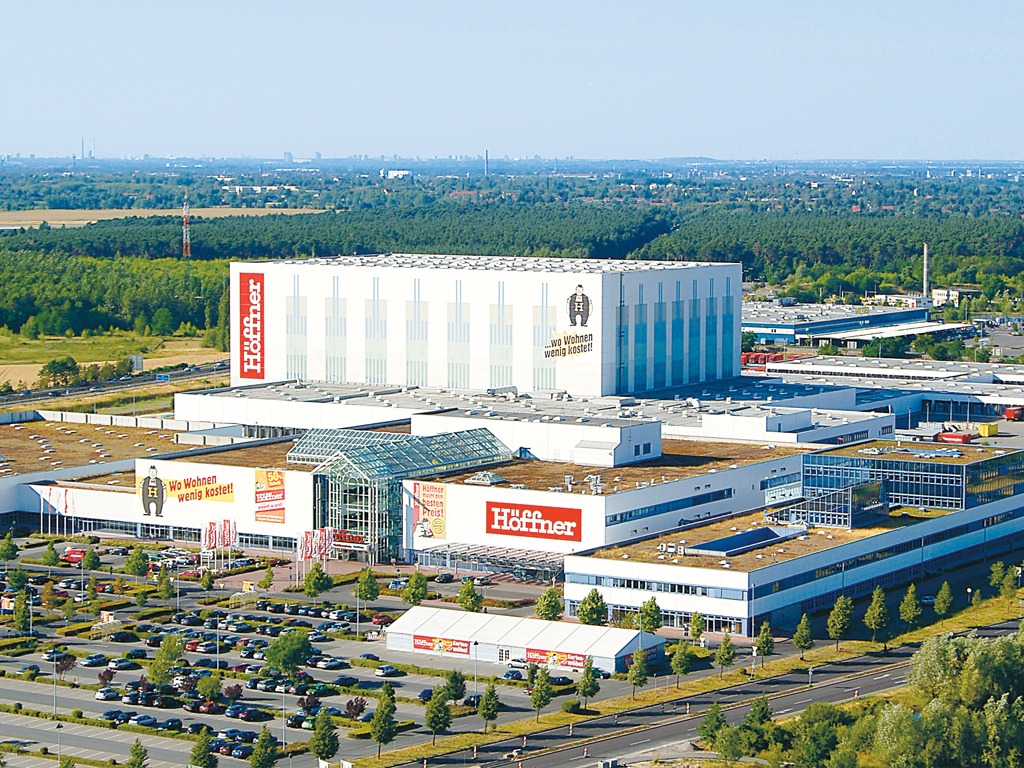
Firmensitz von Höffner in Schönefeld

Brandenburg hat nach 1990 nur eine sehr geringe Zahl an überregional erfolgreichen, privaten Firmen oder Markenprodukten hervorgebracht. Die höchste Firmengründerquote zwischen 2010 und 2020 lag in Potsdam.
Zu den umsatzstärksten Firmen mit Sitz in Brandenburg zählen im Jahr 2023 u. a.: Höffner, E.DIS, Rolls-Royce Deutschland, Riva Stahl, Arcelor Mittal und BASF Schwarzheide.
Zu den größten privatwirtschaftlichen Arbeitgebern im Land Brandenburg im Jahr 2023 nach Anzahl der Beschäftigten zählen u. a.: Tesla, die Einzelhandels-Unternehmensgruppe Schwarz (Lidl, Kaufland), die LEAG, die Deutsche Post AG, der Marken-Discounter Netto sowie die Metro AG.
Die Investitionsbank des Landes Brandenburg (Bilanzsumme 13,06 Mrd. Euro) und die Mittelbrandenburgische Sparkasse in Potsdam (Bilanzsumme 9,61 Mrd. Euro) waren im Jahr 2012 die beiden größten Banken im Land. Beide Kreditanstalten sind öffentlich-rechtliche Institutionen mit Sitz in Potsdam.

### Industrie

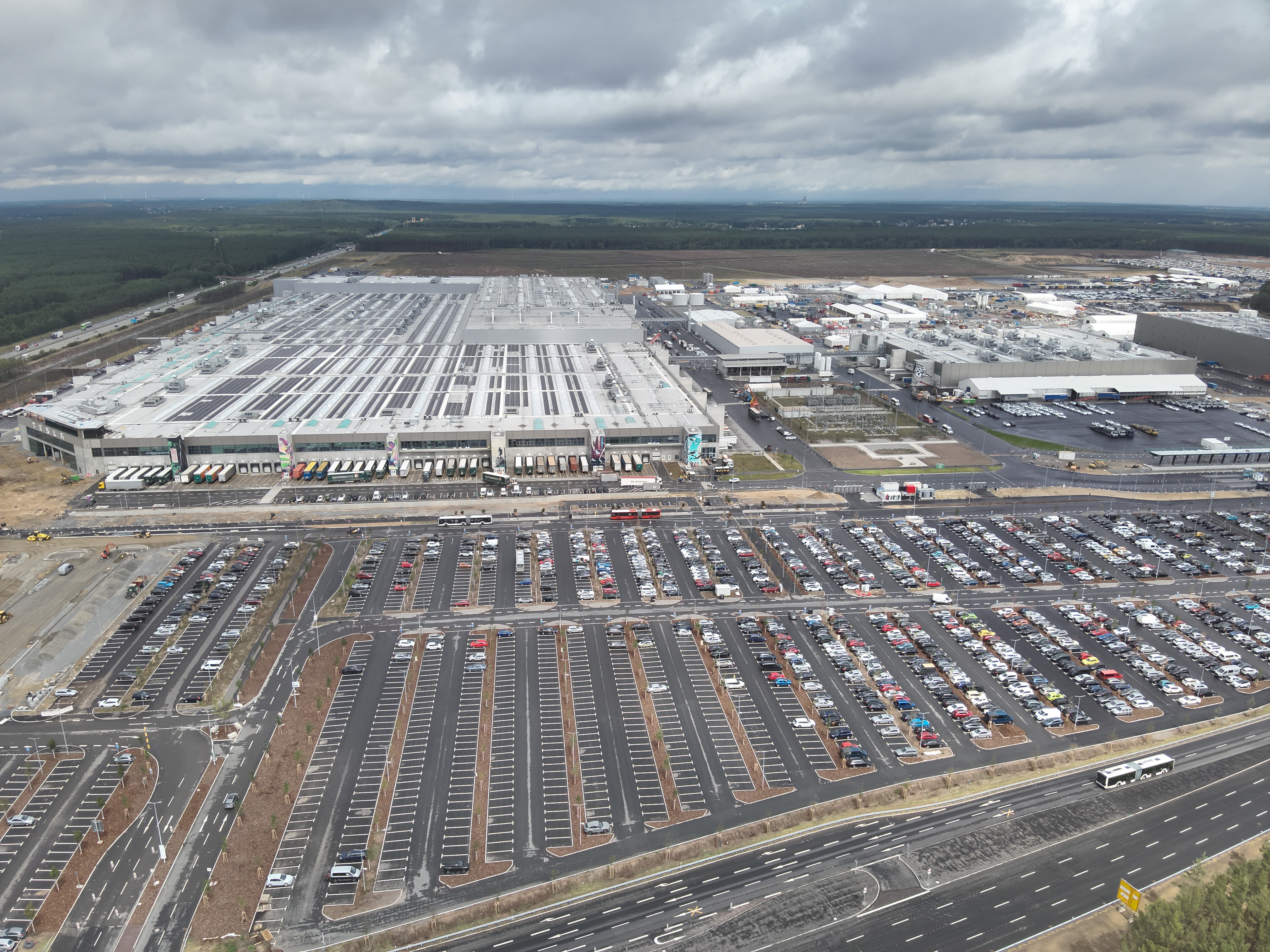
Tesla Gigafactory Berlin-Brandenburg

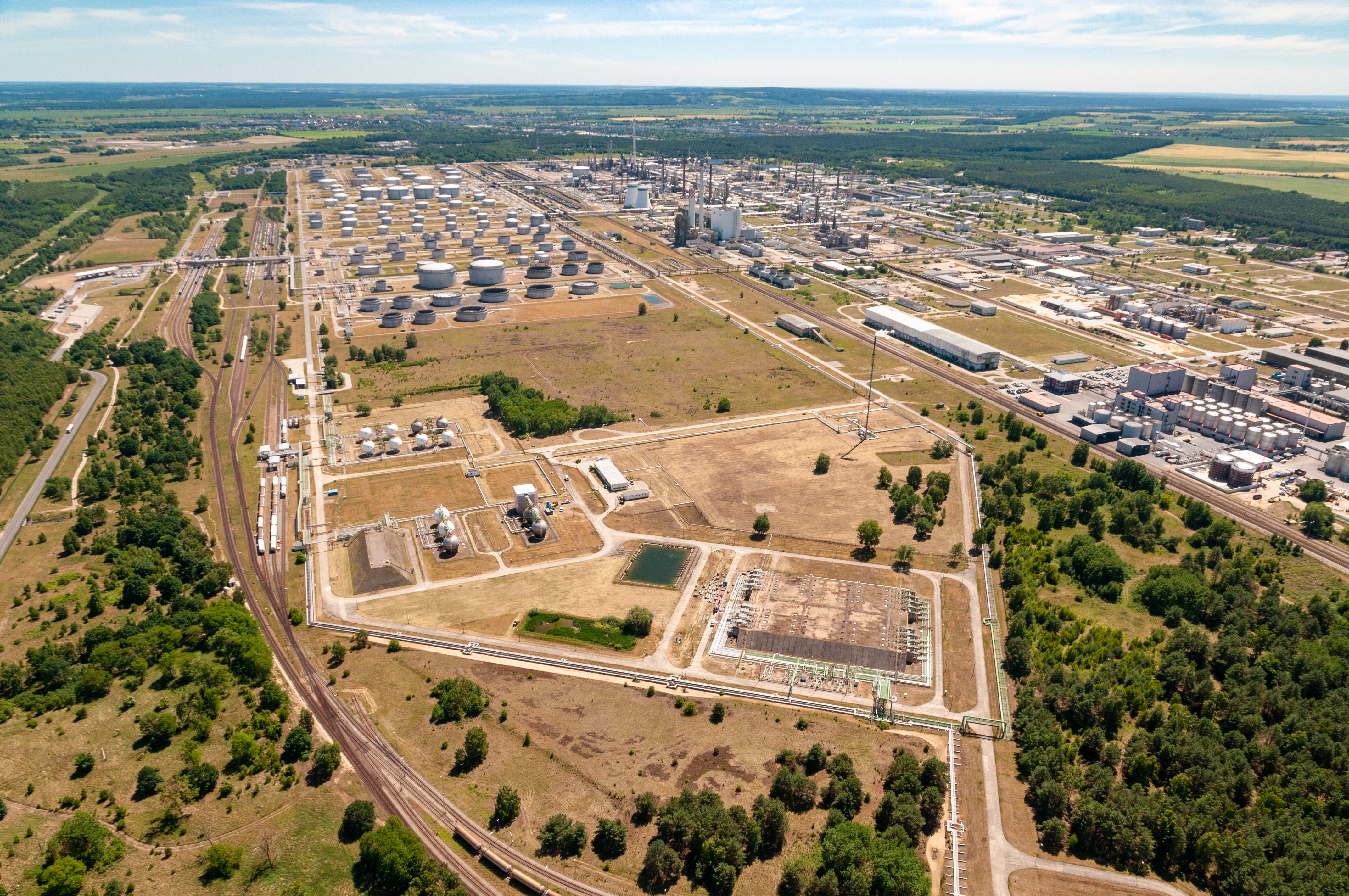
PCK-Raffinerie in Schwedt

Die etwa 1200 Industriebetriebe im Land Brandenburg setzten im Jahr 2014 rund 23 Milliarden Euro um. Die Wirtschaft hat sich einen Schwerpunkt entlang der Autobahn A 10 sowie in den industriellen Kernen wie z. B. im Süden des Landes aufgebaut.
In Eisenhüttenstadt, Hennigsdorf und Brandenburg an der Havel befinden sich Stahlwerke, in Brandenburg zudem ein Druckmaschinenwerk der Heidelberger Druckmaschinen AG und ein Getriebewerk der ZF Friedrichshafen. Eine Triebwerk-Fabrik der Firma Rolls-Royce befindet sich in Dahlewitz im Landkreis Teltow-Fläming. Südlich von Berlin im Industriegebiet Ludwigsfelde befindet sich das Nutzfahrzeugwerk von Mercedes-Benz Ludwigsfelde, der Flugmotorenhersteller MTU Aero Engines und ein VW-Ersatzteilewerk. Im Wirtschaftskern um Finsterwalde und Lauchhammer gibt es metallverarbeitende Unternehmen der Trenn- und Fügetechnik wie Kjellberg Finsterwalde, Tagebaugerätetechnik wie TAKRAF. Die Tesla Gigafactory Berlin-Brandenburg liegt in Grünheide.
In Schwedt/Oder im Nordosten Brandenburgs befindet sich ein industrieller Schwerpunkt mit einer Erdölraffinerie (PCK-Raffinerie) und zwei Papierfabriken. In Wittenberge ist mit dem Ausbesserungswerk der Deutschen Bahn dort der wichtigste Arbeitgeber ansässig.
Im Süden Brandenburgs befinden sich in der chemischen Industrie die BASF Schwarzheide sowie die LEAG mit dem Betrieb des Braunkohletagebaus Welzow-Süd (und weiteren auf der sächsischen Seite), um die Großkraftwerke (Kraftwerk Jänschwalde, Kraftwerk Schwarze Pumpe, sowie Kraftwerk Boxberg in Sachsen) zu versorgen. Als Strukturwandelprojekt wird das Ausbesserungswerk Cottbus im Zeitraum 2022–2026 etappenweise für die Instandhaltung der ICE-Züge erweitert. Die Eröffnung des ersten Abschnitts erfolgte im Januar 2024 im Beisein des Bundeskanzlers.

### Logistik
Zahlreiche Logistikzentren haben sich im Agglomerationsraum um Berlin auf dem Gebiet Brandenburgs angesiedelt. Das Unternehmen Zalando nutzt einen Standort in Brieselang sowie mit dem externen Logistikdienstleister DocData ein Logistikzentrum in Großbeeren. Das Transportunternehmen Zeitfracht hat seinen Sitz in Kleinmachnow. Seit 2015 ist eine zunehmende Konzentration von Dienstleistern der Logistikbranche im Umfeld des Flughafens Berlin-Brandenburg an der südlichen Berliner Stadtgrenze zu verzeichnen.

### Ernährungs- und Landwirtschaft

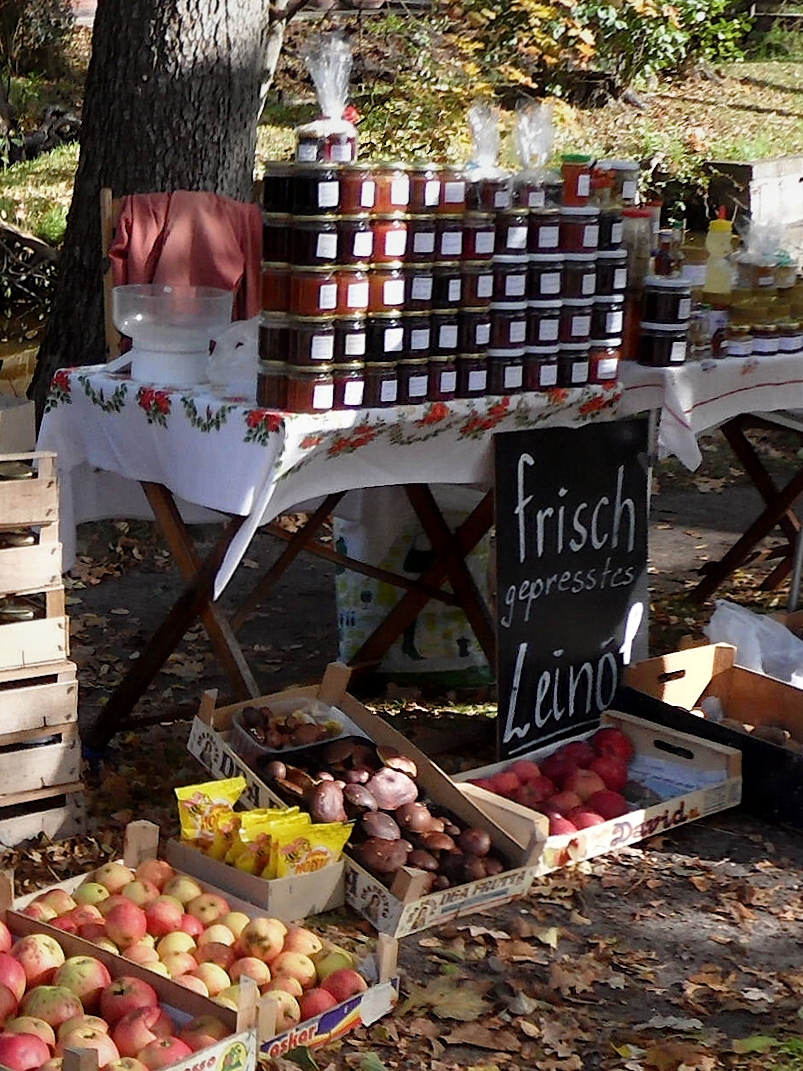
Hofverkauf von landwirtschaftlichen Produkten

In der brandenburgischen Landwirtschaft arbeiteten 2023 in den 5.370 landwirtschaftlichen Betrieben etwa 31.800 Personen. Brandenburg besitzt bei einer Gesamtfläche von rund 2,95 Millionen Hektar 1.319.600 Hektar landwirtschaftliche Nutzfläche. Die durchschnittliche Betriebsfläche ist mit 238 Hektar im deutschlandweiten Vergleich sehr groß. Großbetriebe mit über 1000 Hektar bewirtschaften über 70 % der brandenburgischen Ackerflächen. Zu ihnen gehören beispielsweise die Lindhorst-Gruppe und die Steinhoff Familienholding.
2015 wurden 767 erzeugende ökologisch arbeitende Betriebe im Land angemeldet. Damit wirtschaften 14,2 Prozent der 5400 Agrarbetriebe in dem Segment. Etwa 136.000 Hektar sind nach der EU-Ökoverordnung angemeldet. Das entspricht 12,9 Prozent der Ökofläche der gesamten Bundesrepublik. Dieser Wert lag im Jahr 2022 bei 16,6 Prozent.
Im Bundesländervergleich ist der Obstanbau in Brandenburg unterdurchschnittlich in der Fläche vertreten. Im Jahr 2020 war der Anbau von Äpfeln mit 917 Hektar flächenmäßig am stärksten im Land verbreitet, gefolgt von Heidelbeeren (410 Hektar), Süßkirschen (340 Hektar), Sanddorn (330 Hektar) und Pflaumen (120 Hektar). Die Region um Werder (Havel) ist besonders für den Obst- und Gemüseanbau bekannt.
Zu den im Jahr 2022 am häufigsten gezüchteten Tierarten im Land zählten Hühner, Rinder, Schweine, Kaninchen, Schafe, Ziegen, Bienen und Pferde.
Die zwei größten Vertreiber der Produkte der Region sind „Werder Frucht“, das vor allem Säfte und das Obst selbst vertreibt, und „Werder Feinkost“, das sich auf die Herstellung von Ketchup, Fruchtweinen und Brotaufstrichen spezialisiert hat. Die EWG Eberswalder Wurst ist ein Hersteller von Fleisch- und Wurstwaren in Britz.

### Rohstoffe

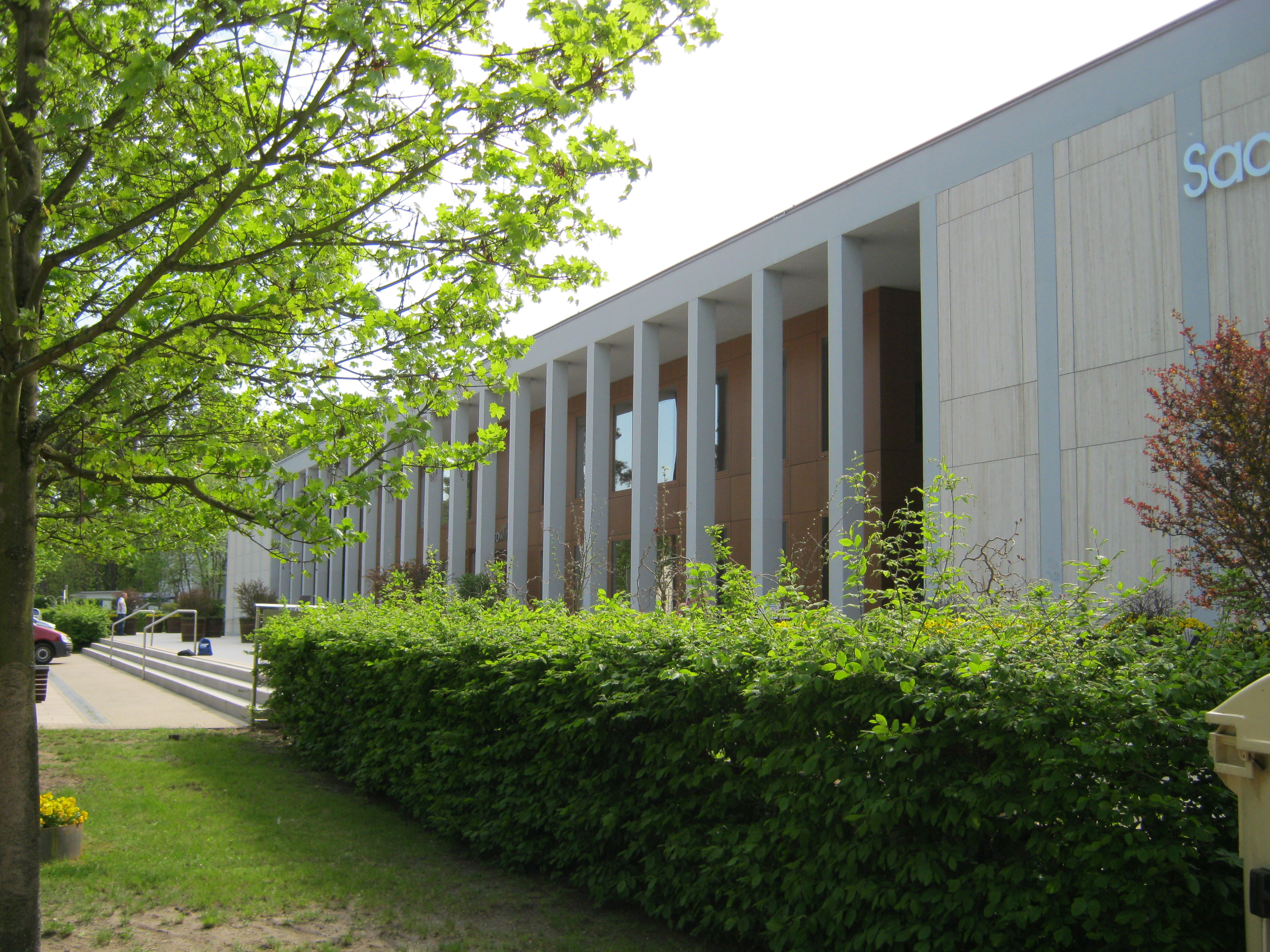
Thermalsolebad in Bad Saarow

Brandenburg ist ein vielseitiger Rohstofflieferant. Der bedeutendste Rohstoff im Land ist das Grundwasser, der wichtigste Energierohstoff die Kohle im Lausitzer Braunkohlenrevier. Erdgas-, Kupfer- und Erdöllagerstätten wurden nachgewiesen. Gegenwärtig abgebaut werden Kiese und Sande, Kalk- und Zementrohstoffe, Quarzsande, Naturstein, Ziegelton, Torf und Findlinge.
Die Tiefengeothermie zur Strom- und Wärmeerzeugung wird in Pilotprojekten erprobt. Die oberflächennahe Geothermie dient vielerorts der Wärmeversorgung von Gebäuden. Thermalsolen in Thermalbädern bieten Erholungsmöglichkeiten in der Region. In Untergrundspeichern und Salzkavernen wird Erdgas für den erhöhten Bedarf in der kalten Jahreszeit und als strategische Reserve gespeichert. Ein Feldversuch zur unterirdischen CO2-Speicherung wurde 2016 abgeschlossen.

### Energie
2003 betrug die Bruttostromerzeugung in Brandenburg 42.961 Gigawattstunden (6,8 % aus erneuerbaren Energien) und stieg bis 2019 auf 53.152 GWh (37,3 % aus erneuerbaren Energien) an. Brandenburg ist der fünftgrößte Stromerzeuger unter den deutschen Bundesländern. Über 50 Prozent des produzierten Stroms wird exportiert. Größter Abnehmer ist das benachbarte Berlin. Brandenburg ist der wichtigste Stromzulieferer für die Metropole und Hauptgarant für dessen Energiesicherheit. Die Strompreise zählen seit 2023 zu den höchsten in Deutschland und Europa.
Die Energie aus Braunkohle bildete 2019 mit etwa 50 % den größten Anteil an der Bruttostromerzeugung in Brandenburg, rund 38 % wurde aus erneuerbaren Energieträgern gewonnen. Der Bruttostromverbrauch im Land betrug 2018 etwa 21.845 GWh und ist damit nicht höher als 1990. Das Kernkraftwerk Rheinsberg entstand 1960 und wurde 1990 als erstes der deutschen Atomkraftwerke stillgelegt. Das Kraftwerk Schwarze Pumpe (Stromkapazität 1600 MW), das Kraftwerk Boxberg (Stromkapazität 2575 MW) und das Kraftwerk Jänschwalde (Stromkapazität 3000 MW) gehören zu den größten Braunkohlekraftwerken Deutschlands.

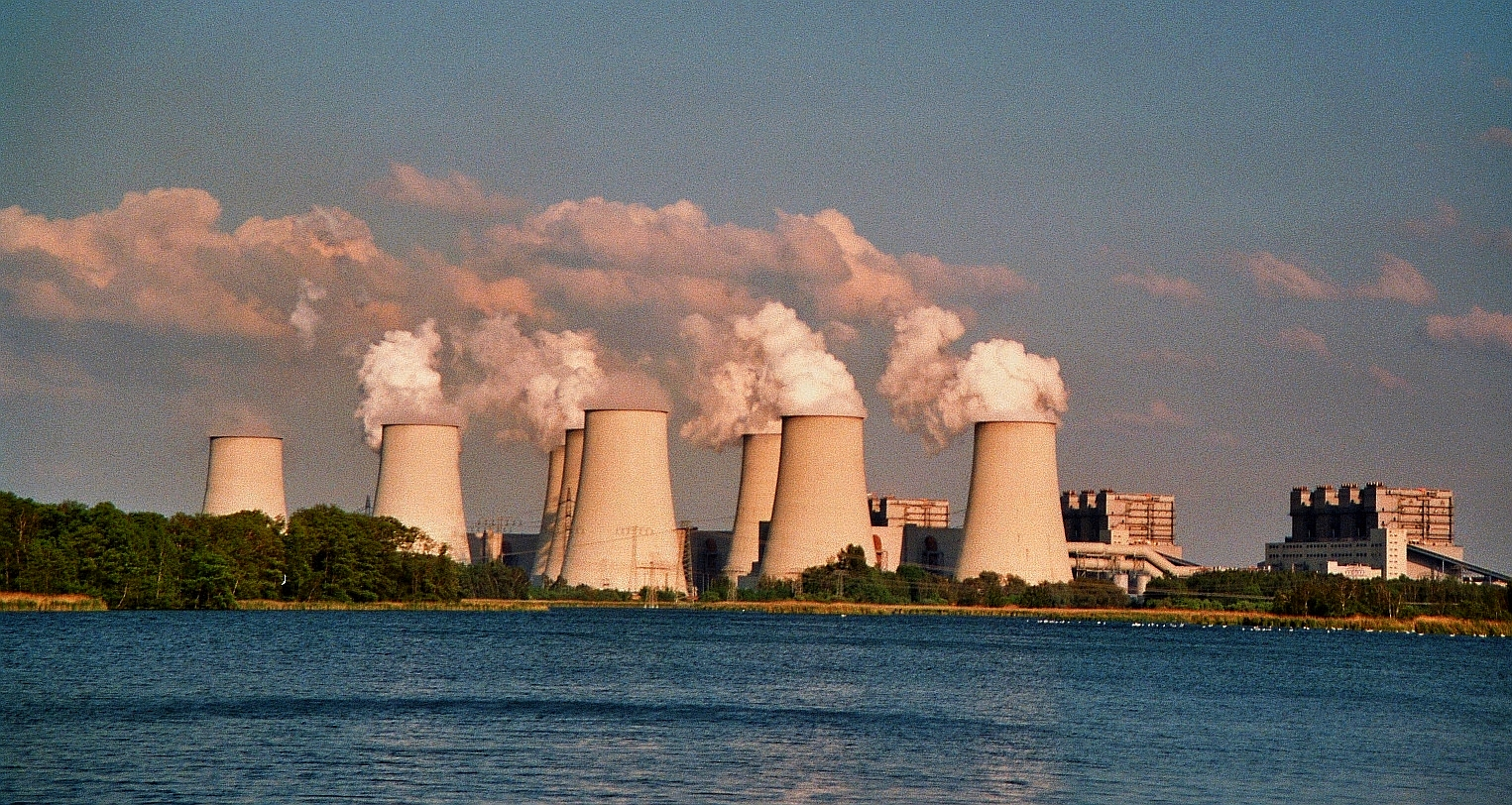
Kraftwerk Jänschwalde
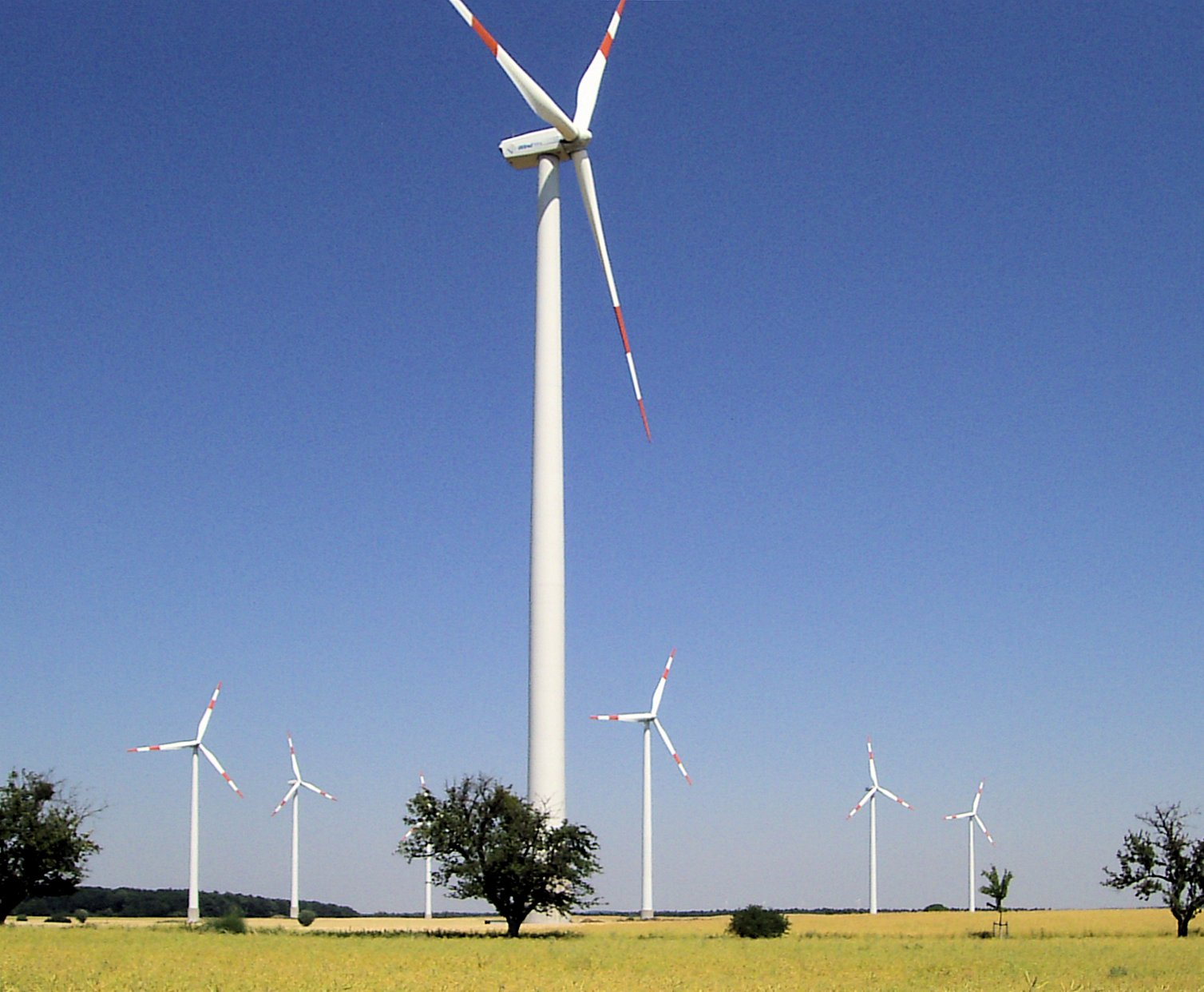
Windpark nahe Mark Landin
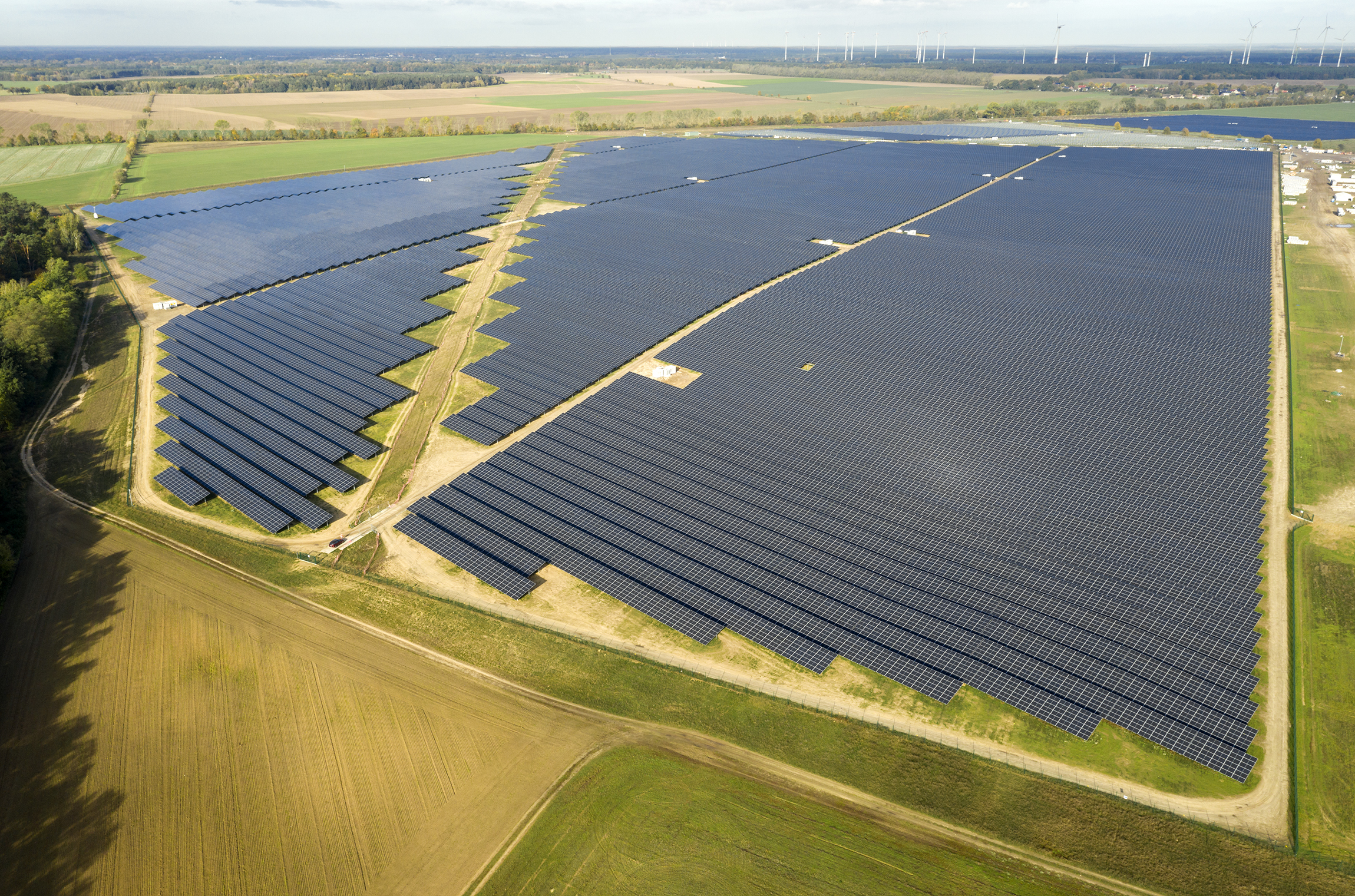
Solarpark Weesow-Willmersdorf

2012 veröffentlichte die brandenburgische Landesregierung ihren Entwurf einer „Energiestrategie 2030“. Für die zukünftige Energieversorgung setzt das Flächenland auf den Ausbau der erneuerbaren Energien. Die Regierung will einen Anteil erneuerbarer Energien am Primärenergieverbrauch von 32 Prozent bis 2030 erreichen. Das Land gehört sowohl bei der Nutzung erneuerbarer Energien als auch bei der Anlagenherstellung zu den führenden deutschen Ländern.
Brandenburg ist ein bedeutender Windenergiestandort. 2021 waren dort 3928 Windkraftanlagen mit einer kumulierten Leistung von 7864 MW installiert. Die 2019 vorhandenen Windparks deckten 7,5 % des Primärenergieverbrauchs des Landes und hatten einen Anteil von 25 % an der brandenburgischen Bruttostromerzeugung.
Die fünf größten Anlagen zur Solarstromproduktion in Deutschland lagen im Jahr 2020 in Brandenburg. Darunter waren u. a. der Solarpark Weesow-Willmersdorf (187 MWp), der Solarpark Templin – Groß Dölln (128 MWp) und der Solarpark Neuhardenberg (145 MWp).
2007 befand sich rund 12 % der gesamten deutschen Biodieselproduktion in Brandenburg. Die Erdölleitung Freundschaft verläuft durch Schwedt.

### Medien

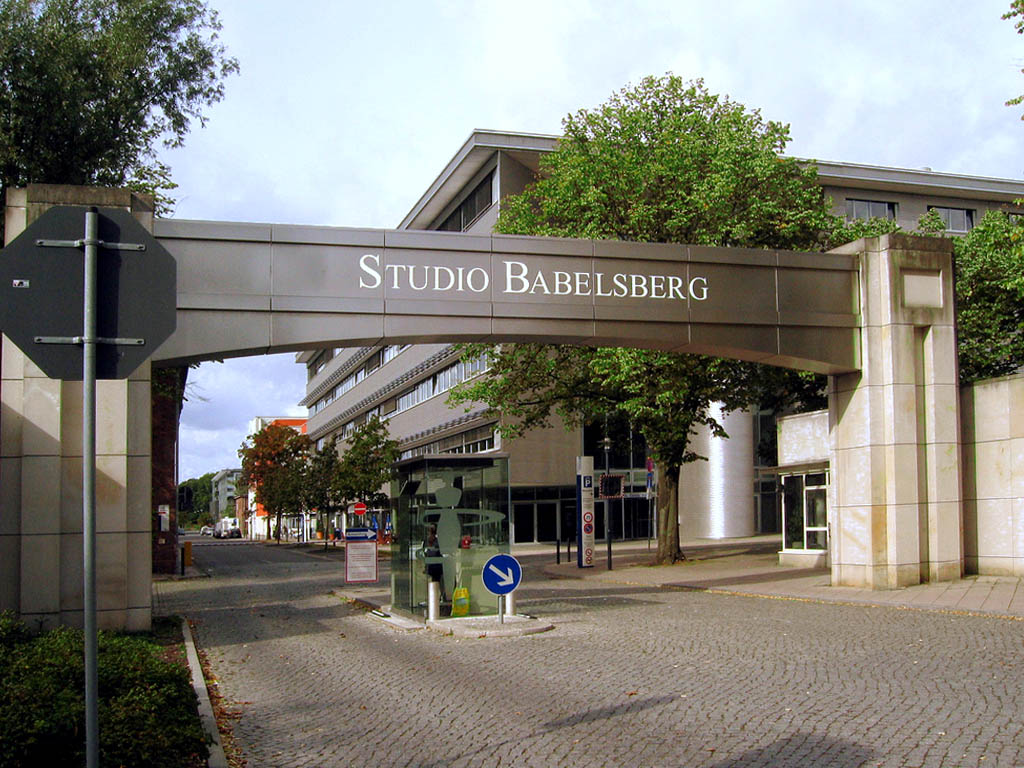
Studio Babelsberg in Potsdam

Etwa 65.000 Beschäftigte arbeiteten im Jahr 2014 in den Branchen IKT, Medien und Kreativwirtschaft. Die Unternehmen in diesem Sektor erwirtschafteten einen Umsatz von 5,3 Milliarden Euro.
In Brandenburg erscheinen die Tageszeitungen: Potsdamer Neueste Nachrichten, Märkische Oderzeitung, Lausitzer Rundschau, Der Prignitzer, Nordkurier und die Märkische Allgemeine.
Das 1911 gegründete Filmstudio Babelsberg in Potsdam ist das älteste Großfilmstudio der Welt und gleichzeitig das flächenmäßig größte Filmstudio in Europa. Es ist vor allem bekannt für seine legendären Filme der Anfangszeit wie Metropolis und Der blaue Engel. Bis 2021 war das Filmstudio Babelsberg eines der führenden Zentren für Produktionen von Film und Fernsehen in Deutschland. Nach einem Eigentümerwechsel 2022 ist die Zukunft des Filmstudios jedoch ungewiss.
Der Rundfunk Berlin-Brandenburg sendet vom Standort Potsdam-Babelsberg. Dort werden unter anderem die Radiosender Antenne Brandenburg, Radio Fritz und Radio Eins sowie die TV-Sendungen Brandenburg aktuell und zibb produziert. Außerdem gibt es in Brandenburg den Fernsehsender Hauptstadt.TV sowie den Lokalradiosender Radio Potsdam.
Der MediaTech Hub Potsdam wurde 2017 vom Bundesministerium für Wirtschaft und Energie als einer von zwölf deutschlandweiten Digital Hubs eingerichtet.

### Biotechnologie

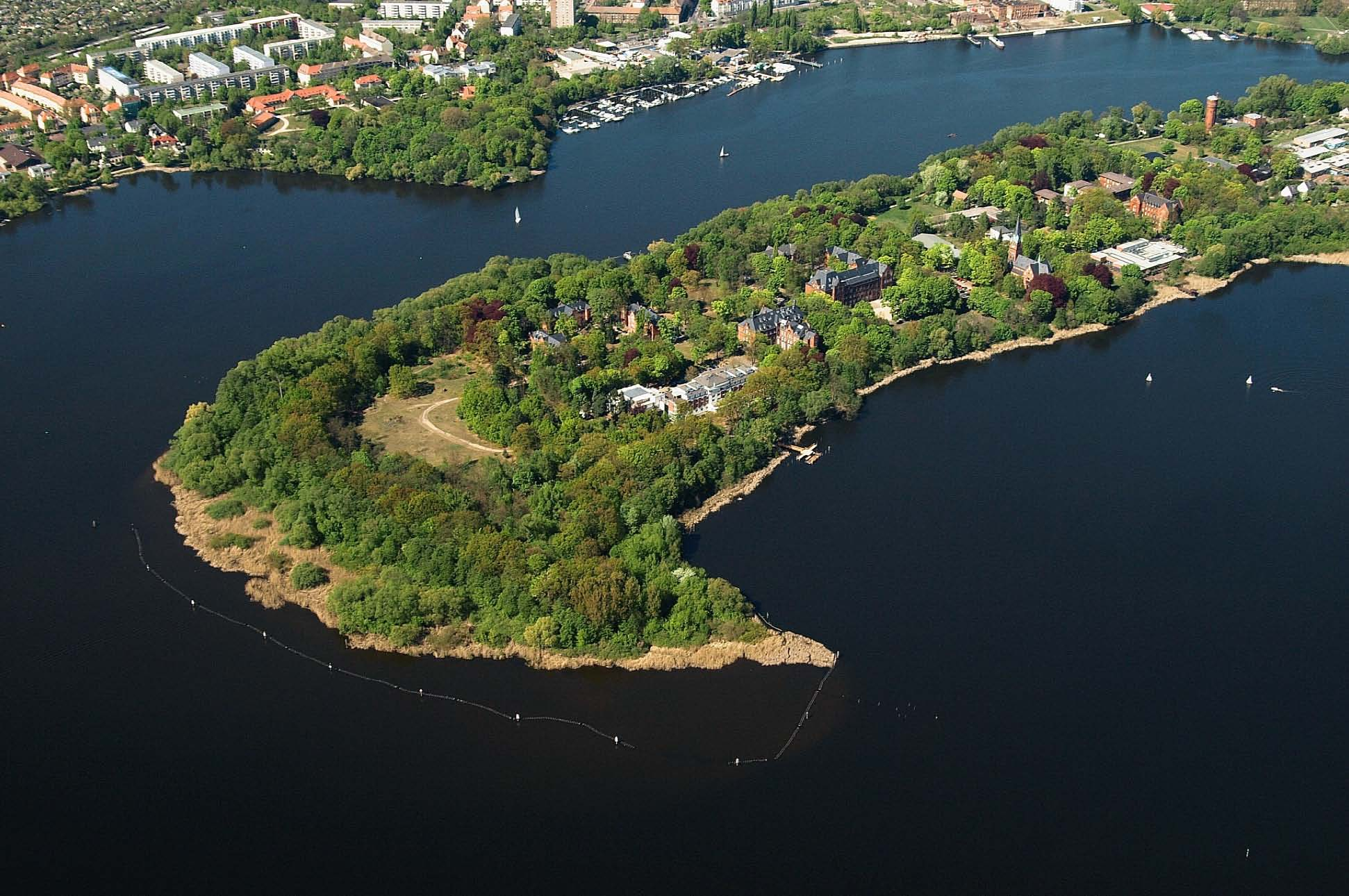
Biotechnologie Campus am Hermannswerder

Die Region Potsdam bildet wegen der zahlreichen Wissenschaftseinrichtungen einen Schwerpunkt für forschungsnahe Unternehmen. Als Teil der Metropolregion Berlin-Brandenburg ist sie laut einer Untersuchung aus dem Jahr 2006 einer der deutschlandweit bedeutsamsten Biotechnologiestandorte.

### Tourismus
Der Tourismus in Brandenburg ist ein bedeutender Wirtschaftsfaktor. Die Branche verzeichnete 2023 ein Rekordjahr mit etwa 14,2 Millionen Übernachtungen bei 5,2 Millionen Gästen. Der Tourismus wird bestimmt durch die vielseitige Landschaft, die historischen Stadtkerne, die wald- und wasserreichen Naturparks, die Nähe zur Metropole Berlin, die Freizeitparks und die Sehenswürdigkeiten wie die Schlösser und Burgen.
Der Radfernweg Berlin–Usedom führt seit 2007 durch das nördliche Brandenburg.
In der Potsdamer Medienstadt Babelsberg befindet sich neben der Studio Babelsberg AG der Filmpark Babelsberg, ein Themenpark mit einer Studiotour über das Gelände sowie mit Ausstellungen, Stuntshows, Kulissen und Requisiten aus berühmten Filmproduktionen. Karls Erlebnis-Dorf in Elstal ist ein Freizeitpark rund um das Thema Erdbeere.
Das Tropical Islands liegt etwa 50 km südlich von Berlin und ist ein Erlebnispark in Halbe. Errichtet wurde der Park in der größten freitragenden Halle der Welt. In der ganzjährig durchgehend geöffneten Anlage befindet sich eine tropisch gestaltete Bade- und Freizeitlandschaft mit Übernachtungsmöglichkeiten.

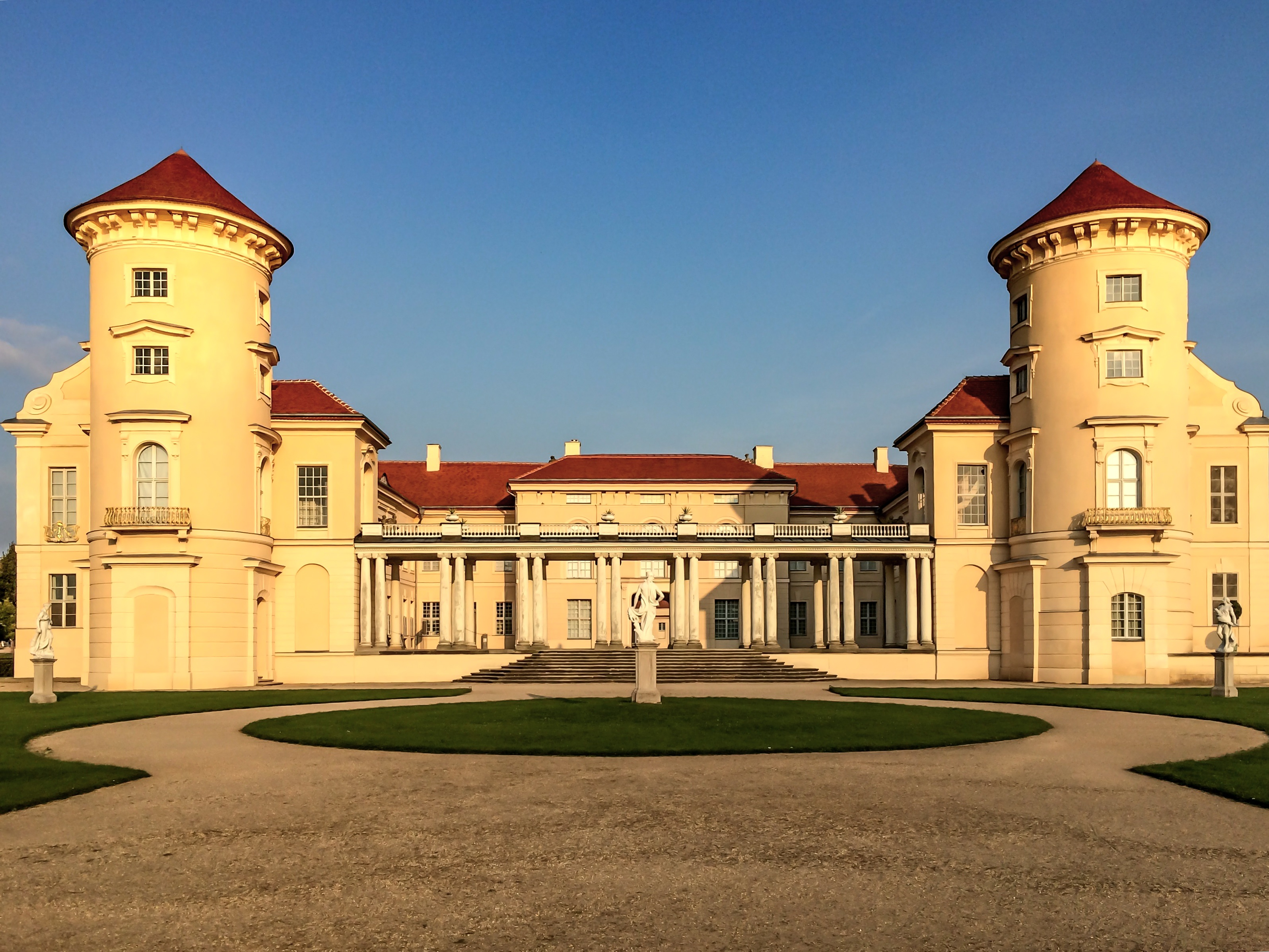
Schloss Rheinsberg
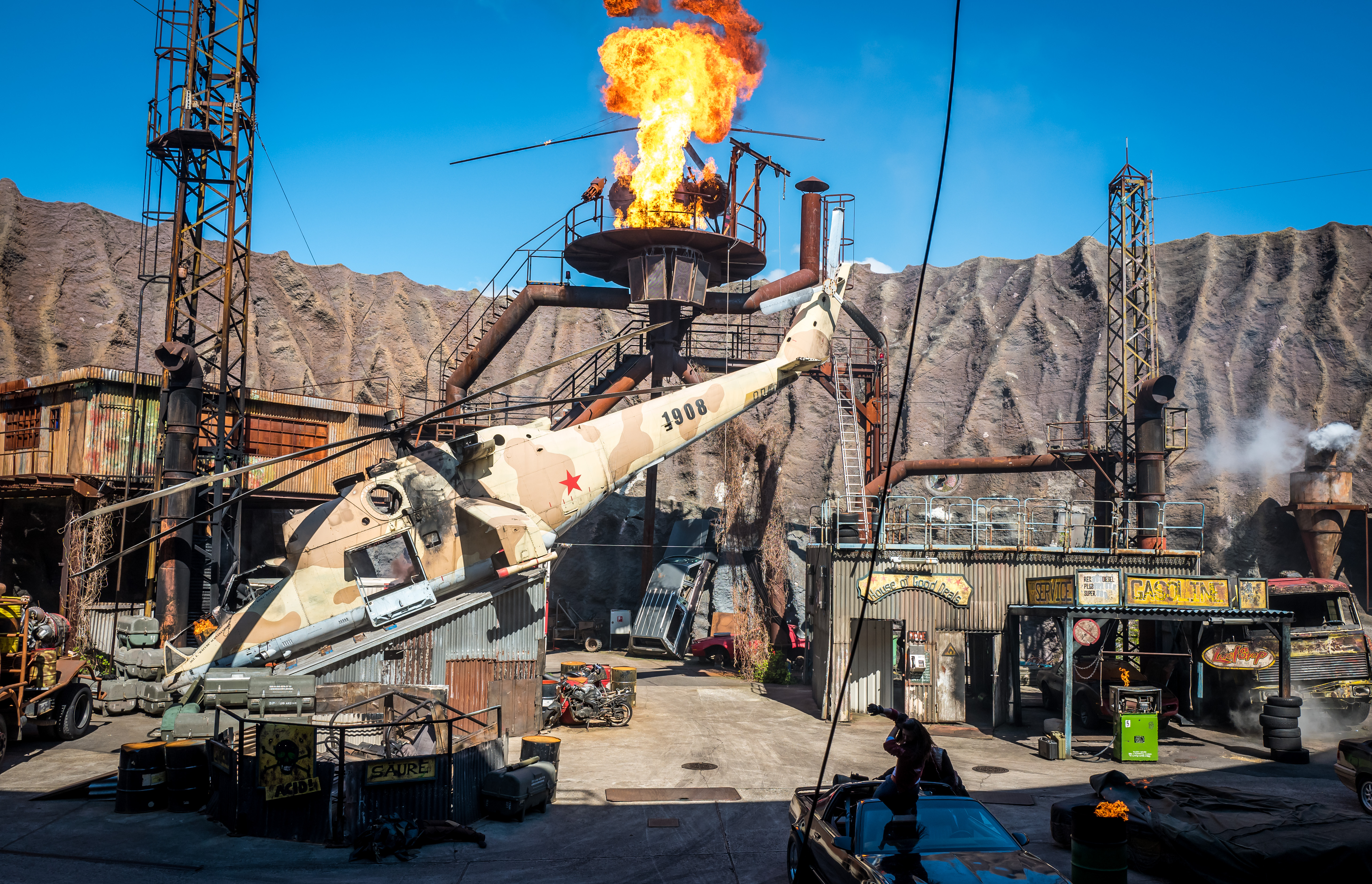
Stuntshow im Filmpark Babelsberg
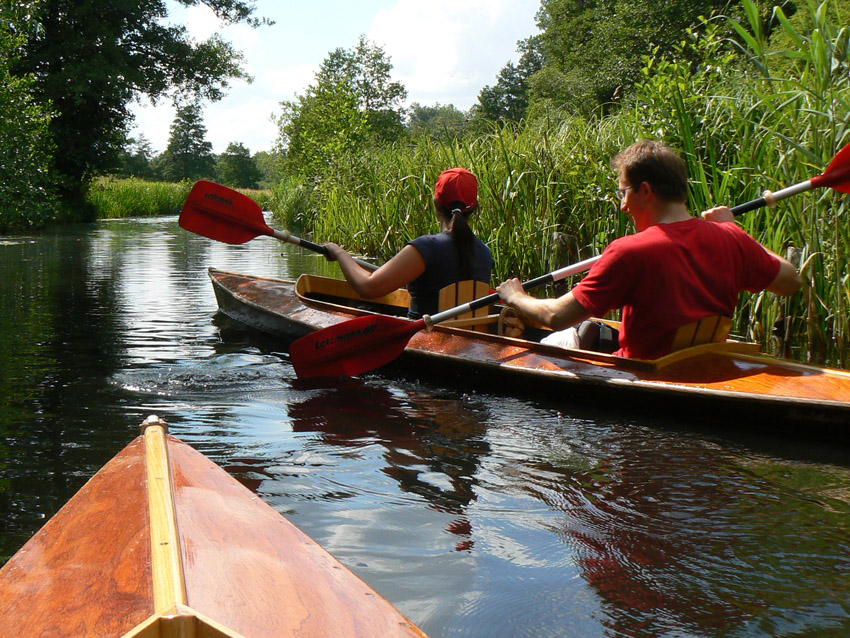
Spreewald
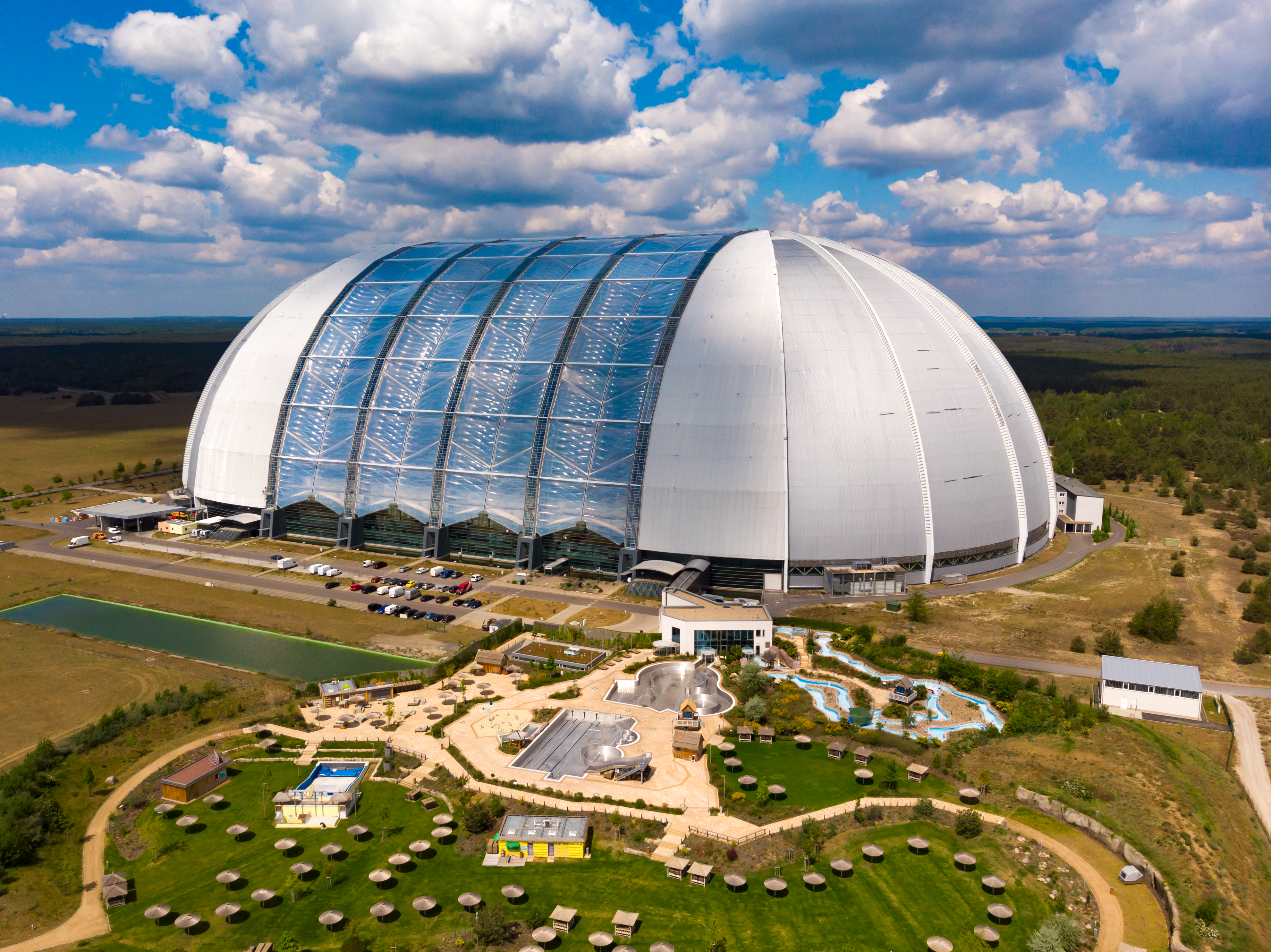
Tropical Islands mit der markenten Luftschiffhalle
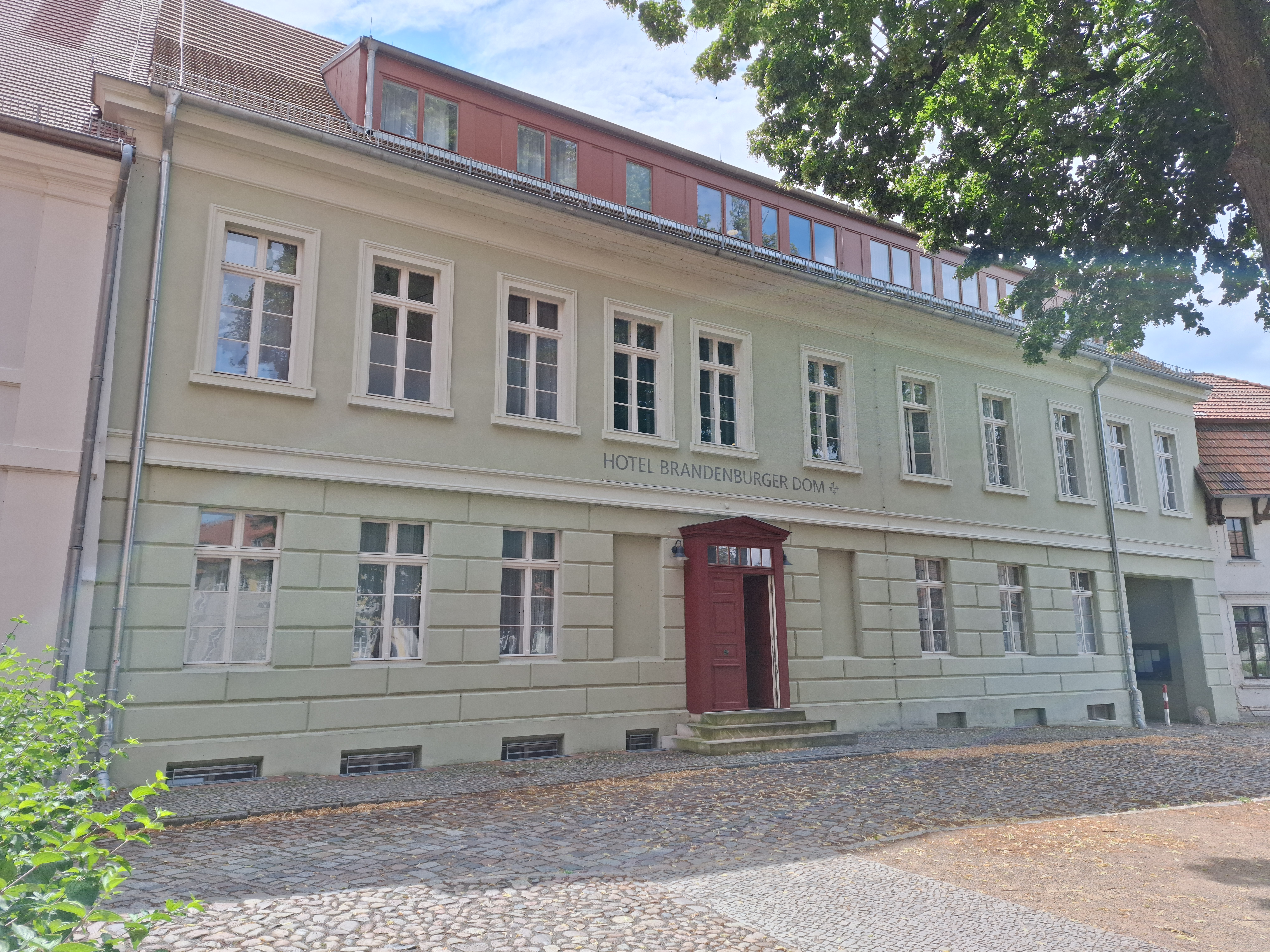
Hotel in Brandenburg an der Havel

## Infrastruktur
Brandenburgs wichtigste Hauptverkehrswege wie Eisenbahnstrecken, Straßen und Wasserstraßen laufen sternförmig auf Berlin zu.

### Schienenverkehr

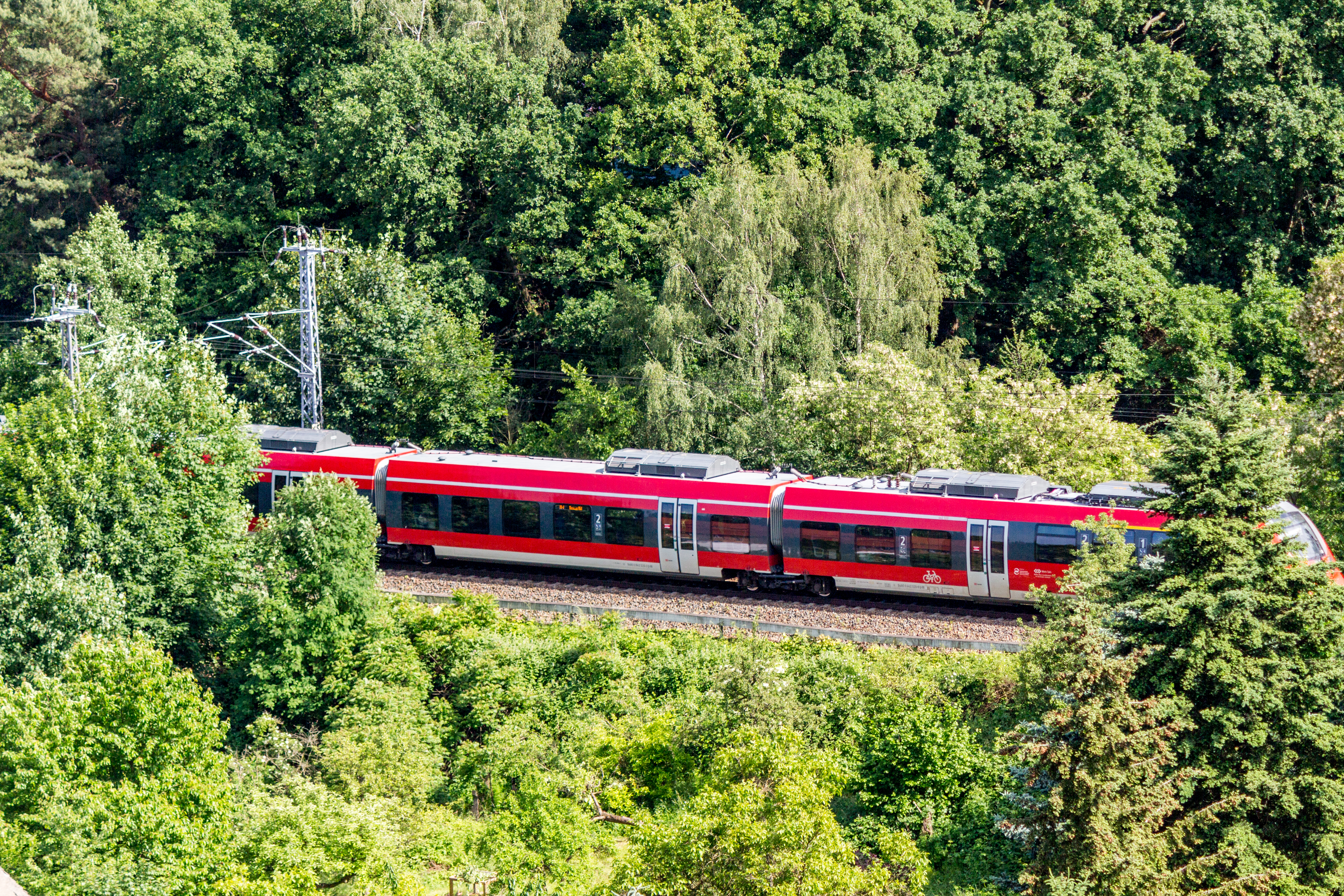
Zug der Regionalbahn im Naturpark Hoher Fläming

Im Schienenverkehr sind die meisten Eisenbahnstrecken durch den Berliner Außenring verbunden, welcher sich zum größten Teil in Brandenburg befindet. Nach dem Jahr 1995 wurde aufgrund der dünnen Besiedelung des Landes und der wachsenden Zahl an PKWs ein erheblicher Teil der Schieneninfrastruktur (vor allem kleinere Bahnhöfe und Nebengleise) stillgelegt.
Die Automatisierung von Bahnübergängen wird seit dem Jahr 2000 vorangetrieben. So gibt es gegenwärtig viele Streckenabschnitte von über 20 km Länge ohne Zwischenhalt (wie beim RE 5), da dort nur noch langlaufende RE-Linien verkehren. Auf vielen kleineren Strecken wird der Schienenpersonennahverkehr von Privatbahnen durchgeführt; so haben sich in Brandenburg die Hanseatische Eisenbahn, die Niederbarnimer Eisenbahn und vor allem die Ostdeutsche Eisenbahn im Laufe der Zeit etabliert.
Im öffentlichen Personennahverkehr haben sich alle Verkehrsunternehmen Brandenburgs und Berlins zum Verkehrsverbund Berlin-Brandenburg (VBB) zusammengeschlossen, um einheitliche Verkehrsstrukturen und Tarife in der Region zu gewährleisten. Im Jahr 2017 wurden 1,470 Milliarden Fahrgäste befördert.

### Straßenverkehr

Berliner Ring (dunkelblau) im Land Brandenburg

Die zugelassenen PKW dienen als Indikator für den Motorisierungsgrad einer Gesellschaft. Trotz fallender Bevölkerung steigt die Zahl der PKWs in Brandenburg. Im Jahr 2004 gab es 86.409 Neuzulassungen für Kfz in Brandenburg. Im Jahr 2014 wurde ein Höchststand von insgesamt 1.343.315 PKW registriert. Auf je 1000 Einwohner kamen 548 angemeldete PKW (510 nichtgewerbliche Fahrzeuge je 1000 Einwohner). Damit nimmt der Grad der Motorisierung weiter zu und liegt knapp über dem bundesdeutschen Durchschnitt.
Im Straßenverkehr beginnen fast alle Autobahnen im Land Brandenburg auf dem „Berliner Ring“ genannten Autobahnring Bundesautobahn 10, der größtenteils durch brandenburgisches Gebiet verläuft. Des Weiteren verlaufen mehrere Bundes- und Europastraßen durch das Land. Die Autobahnen in Brandenburg sind die A 2 (Berliner Ring/Dreieck Werder – Magdeburg – Hannover – Dortmund – Oberhausen), die A 9 (Berliner Ring/Dreieck Potsdam – Leipzig – Nürnberg – München), die A 10 (Berliner Ring), die A 11 (Berliner Ring/Dreieck Schwanebeck – Prenzlau – Grenzübergang PL – Stettin/Szczecin), die A 12 (Berliner Ring/Dreieck Spreeau – Frankfurt (Oder) – Grenzübergang PL – Posen/Poznań – Warschau/Warszawa), die A 13 (Berliner Ring/Kreuz Schönefeld – Dreieck Spreewald/A 15 – Dresden), die A 14 (Schwerin – Magdeburg – Dresden), die A 15 (Dreieck Spreewald/A 13 – Cottbus – Grenzübergang PL – Liegnitz/Legnica – Breslau/Wrocław), die A 19 (Dreieck Wittstock (Dosse)/A 24 – Rostock), die A 20 (Kreuz Uckermark/A 11 und B 166 – Stralsund – Rostock – Lübeck), die A 24 (Berliner Ring/Dreieck Havelland – Hamburg), die A 111 (Berliner Ring/Kreuz Oranienburg – Berlin-Reinickendorf – Dreieck Charlottenburg/Stadtring A 100), die A 113 (Berliner Ring/Kreuz Schönefeld – Dreieck Waltersdorf – Berlin-Adlershof – Dreieck Neukölln/Stadtring A 100), die A 114 (Berliner Ring/Dreieck Pankow – Berlin-Pankow), die A 115 (Berliner Ring/Dreieck Nuthetal – Berlin-Zehlendorf – Dreieck Funkturm/Stadtring A 100) und die A 117 (Dreieck Waltersdorf/A 113 – Berlin-Treptow).

### Schiffsverkehr

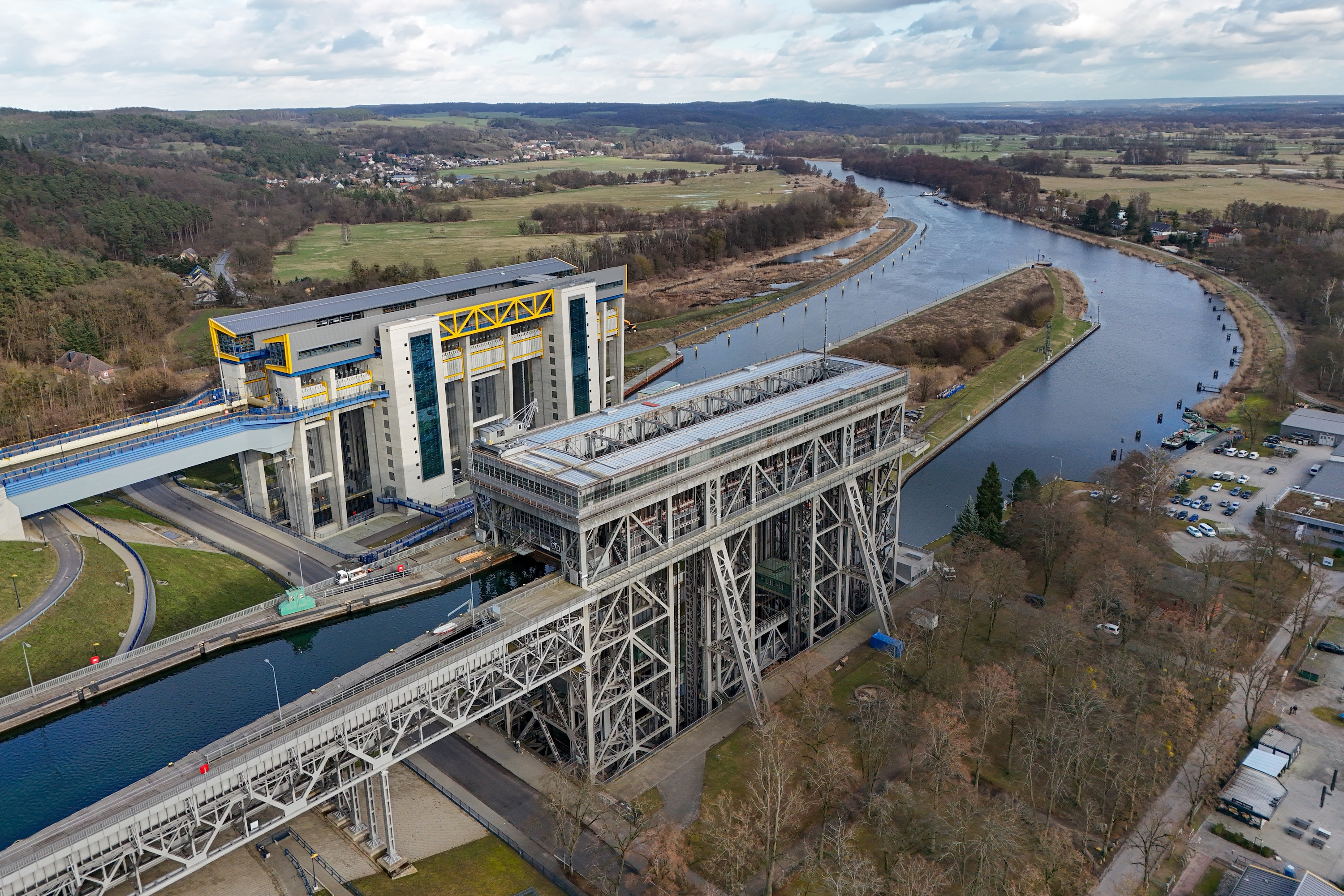
Schiffshebewerke in Niederfinow am Oder-Havel-Kanal

Die Binnenschifffahrt und der Wasserverkehr durch zahlreiche Kanäle sind ein bedeutender Wirtschaftsfaktor für Teile des Landes und haben überregionalen Charakter. Die Wasserstraßen werden für den Warentransport und für touristische Personenbeförderung genutzt. Außerdem gibt es eine Vielzahl von Autofähren, so an der Elbe und der Havel.
In Wittenberge an der Einmündung der Stepenitz in die Elbe befindet sich Brandenburgs größter Hafen.
Das 1934 in Betrieb genommene Schiffshebewerk Niederfinow ist das älteste noch arbeitende Schiffshebewerk Deutschlands. Es liegt am östlichen Ende des Oder-Havel-Kanals in Niederfinow/Brandenburg und überwindet den Höhenunterschied von 36 Metern zwischen der Scheitelhaltung und der Oderhaltung der Bundeswasserstraße Havel-Oder-Wasserstraße, für die das Wasserstraßen- und Schifffahrtsamt Eberswalde zuständig ist. Zum bisherigen Hebewerk wurde das Schiffshebewerk Niederfinow Nord, das für größere Schiffe geeignet ist, errichtet und 2022 eingeweiht.

### Flugverkehr

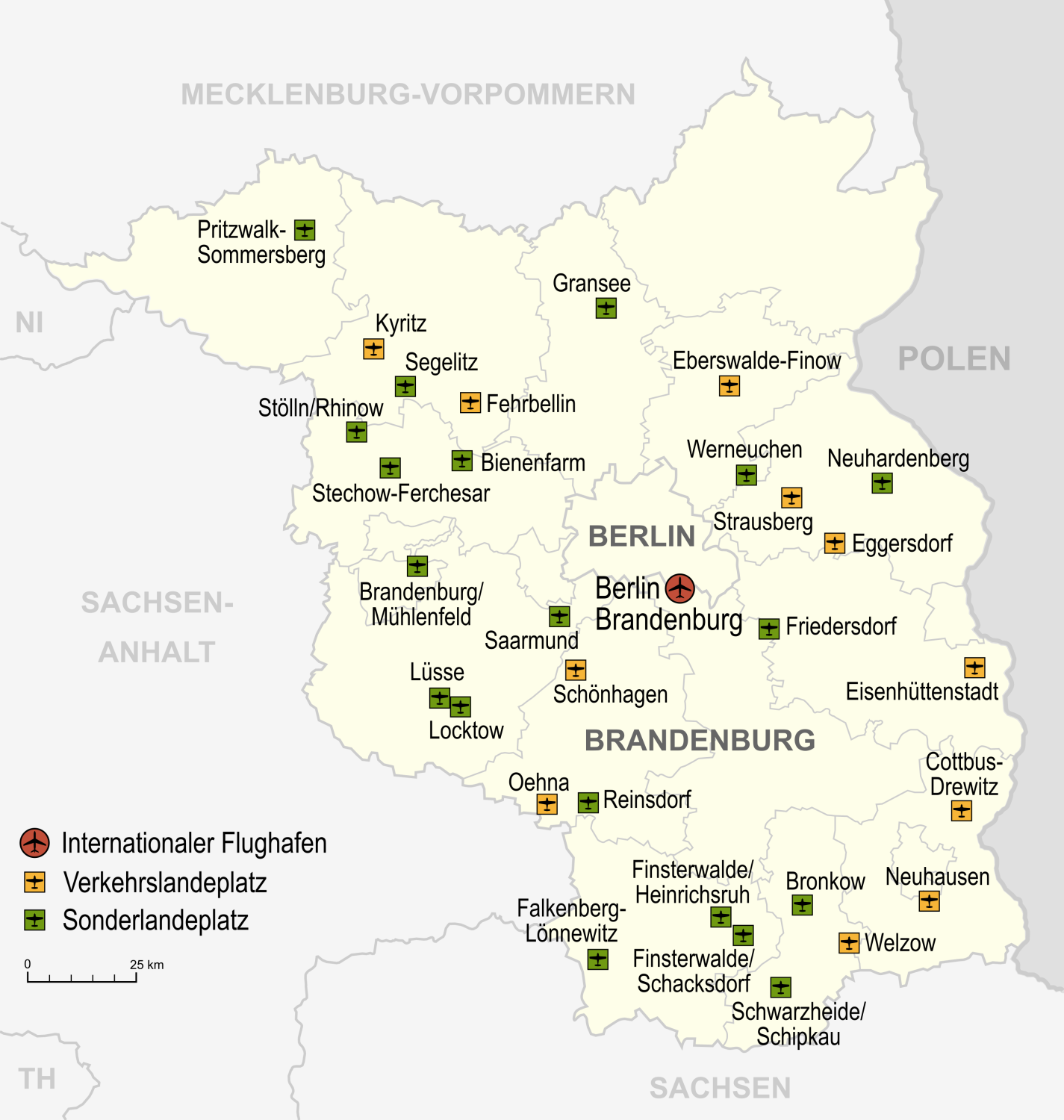
Flughäfen und Landeplätze

Der Flughafen Berlin Brandenburg „Willy Brandt“, IATA: (BER), ICAO: (EDDB) in Schönefeld ist durch die Nähe zu Berlin der größte Flughafen des Bundeslandes und wickelt den gesamten internationalen Flugverkehr für die Metropolregion Berlin-Brandenburg ab. Betreiber des Flughafens ist die Flughafen Berlin Brandenburg GmbH mit den Gesellschaftern Land Berlin, Land Brandenburg und Bundesrepublik Deutschland. Gemessen an den Passagierzahlen lag der Flughafen 2021 an dritter Stelle in Deutschland.
Im Jahr 2023 wurden in Schönefeld rund 23 Millionen Passagiere abgefertigt.
Seit 2012 findet die ILA Berlin Air Show auf dem Berlin-ExpoCenter-Airport-Areal im Schönefelder Ortsteil Selchow statt. Das Areal liegt am Westrand des Flughafens Berlin Brandenburg. Die ILA ist die bedeutendste Fachmesse der Luft- und Raumfahrtindustrie in Deutschland und eine der größten Raumfahrtmessen der Welt.
Daneben gibt es unter anderem kleinere Flugplätze wie Finsterwalde/Schacksdorf und Neuhardenberg.

### Telekommunikation

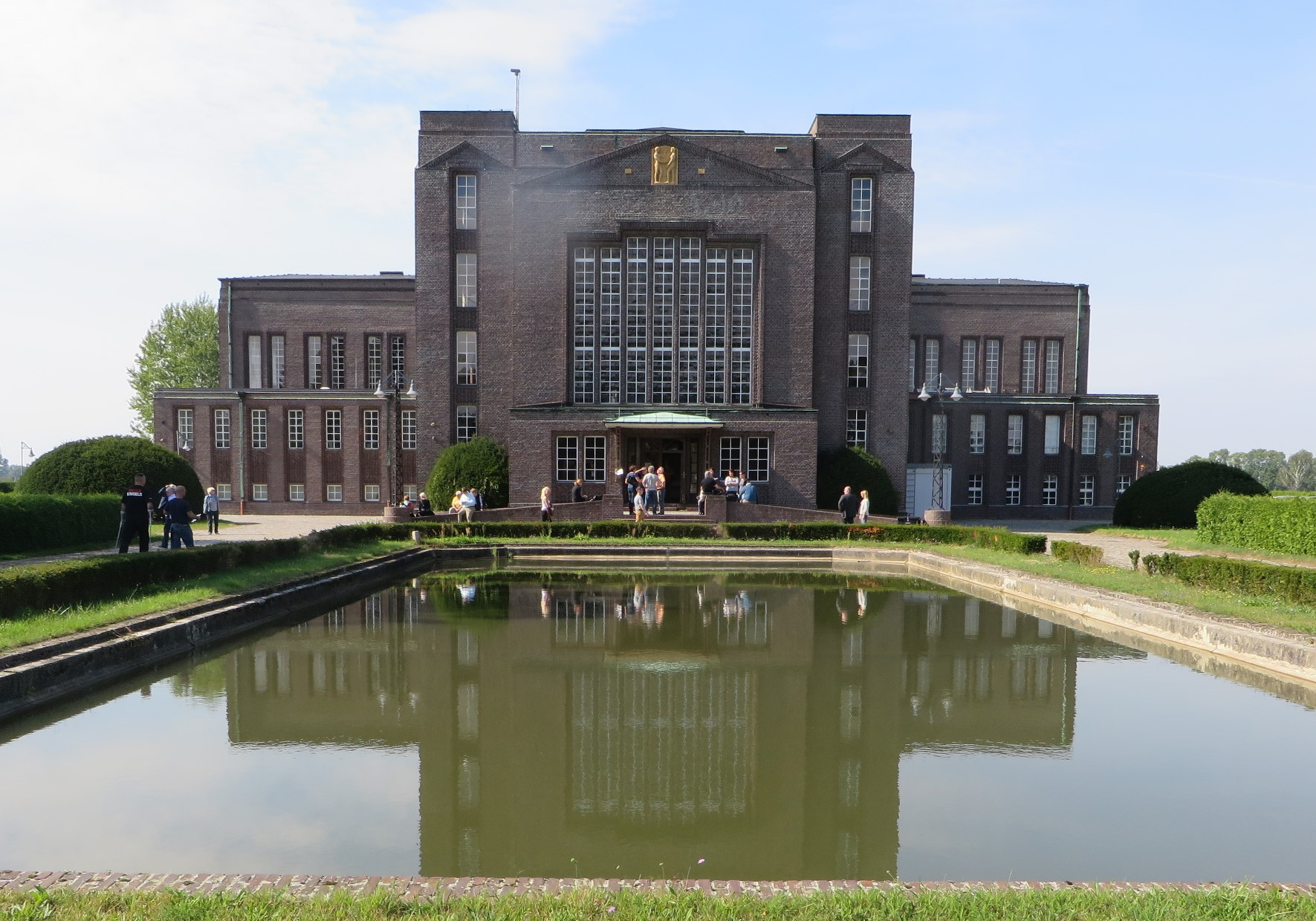
Großfunkstelle Nauen

Der Breitband-Internetzugang mit einer Datenübertragungsrate von 6 Mbit/s war im Jahr 2015 für 75–95 % aller Haushalte in Brandenburg ermöglicht. Die Versorgungsquote von 50-MBit-Anschlüssen lag zwischen 10 und 50 %. Die Netzabdeckung für den Mobilfunkstandard LTE (4G) war 2024 zu 98 % gewährleistet, die 5G-Netzabdeckung lag im selben Jahr bei 91 %.
Die Großfunkstelle Nauen ist die älteste noch bestehende Sendeanlage der Welt. Sie wurde 1906 eingerichtet. Die heutigen Sendeantennen wurden 1964 und 1997 fertiggestellt und sind 70 Meter und 80,5 Meter hoch. Gegenwärtig wird die Anlage als Testfeld für zahlreiche 5G-Übertragungstechnologien genutzt.

## Bildung
Im Jahr 2015 wurden insgesamt 33.407 Kinder unter drei Jahren in brandenburgischen Kindertageseinrichtungen betreut. Das entspricht einer Betreuungsquote von 56,8 % aller Kinder in dieser Altersgruppe (deutschlandweit 32,9 %).

### Schulwesen

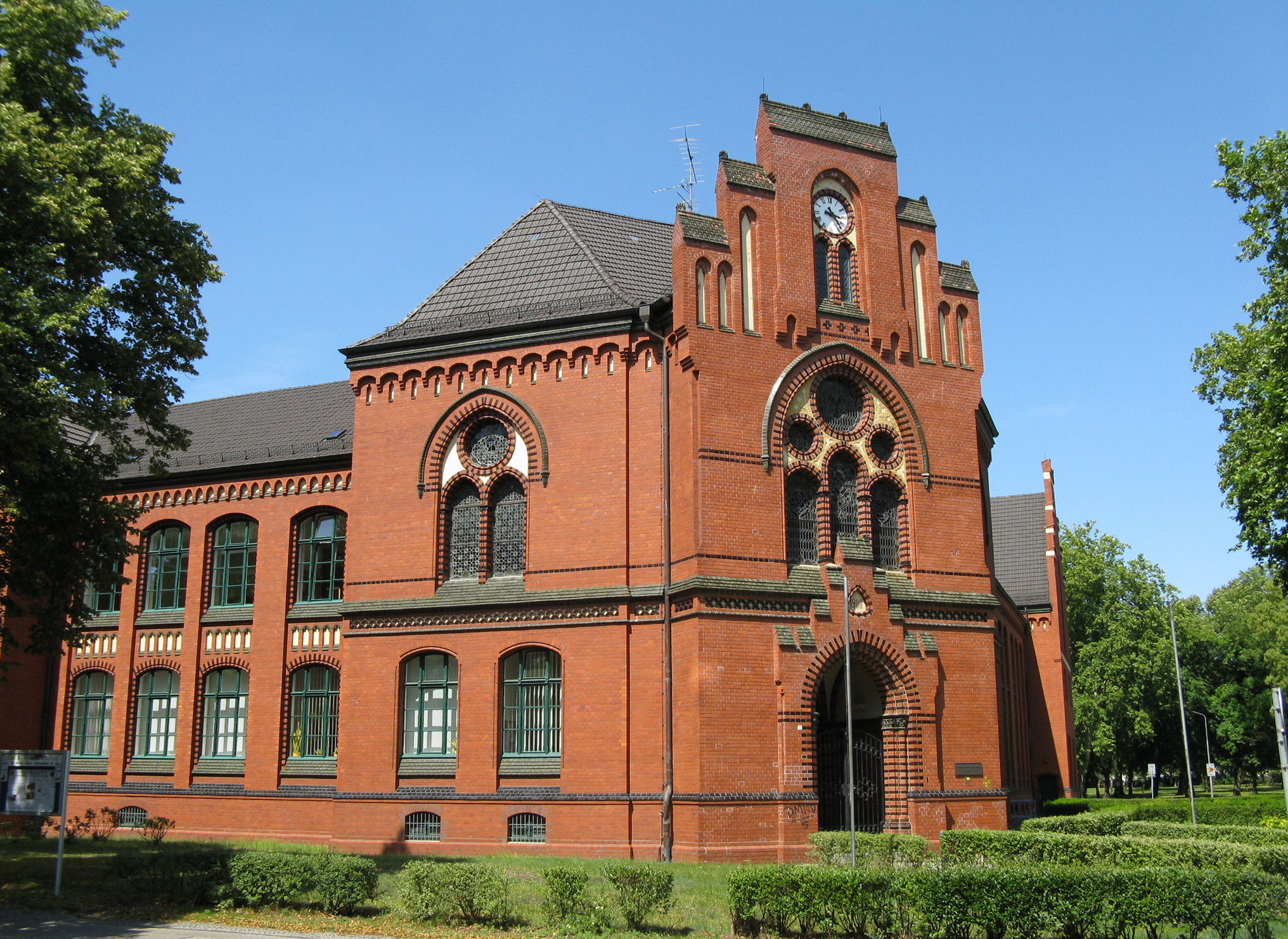
Marie-Curie-Gymnasium in Wittenberge (Landkreis Prignitz)

Im Land Brandenburg gab es im Schuljahr 2011/2012 864 Schulen (ohne Hochschulen), welche von rund 220.000 Schülern besucht werden. Im Schuljahr 2004/2005 waren es 327.157 Schüler. Die Zahl der Lehrkräfte blieb in dem Zeitraum trotz sinkender Schülerzahlen relativ konstant und betrug rund 19.000.
Das brandenburgische Schulwesen gliedert sich in eine sechsjährige Grundschule, in deren Anschluss der Schüler auf eine Oberschule, Gesamtschule mit gymnasialer Oberstufe oder ein Gymnasium wechseln kann.
Mit dem Oberstufenzentrum gibt es zudem eine Schulform, die Fachschule, Fachoberschule, Berufsschule und berufliches Gymnasium in sich vereint. Für Schüler mit speziellem Förderbedarf gibt es zudem noch Förderschulen mit verschiedenen Schwerpunkten.
2014 wurden 10.077 Ausbildungsverträge in Brandenburg neu abgeschlossen. Insgesamt gab es im selben Jahr 26.265 Auszubildende im Land. Die meisten davon sind im Bereich Industrie und Handel in der Lehre. Ebenfalls begehrte Ausbildungsbereiche sind das Handwerk, die Landwirtschaft, die Hauswirtschaft, die Freien Berufe und der Öffentliche Dienst.

### Hochschulen

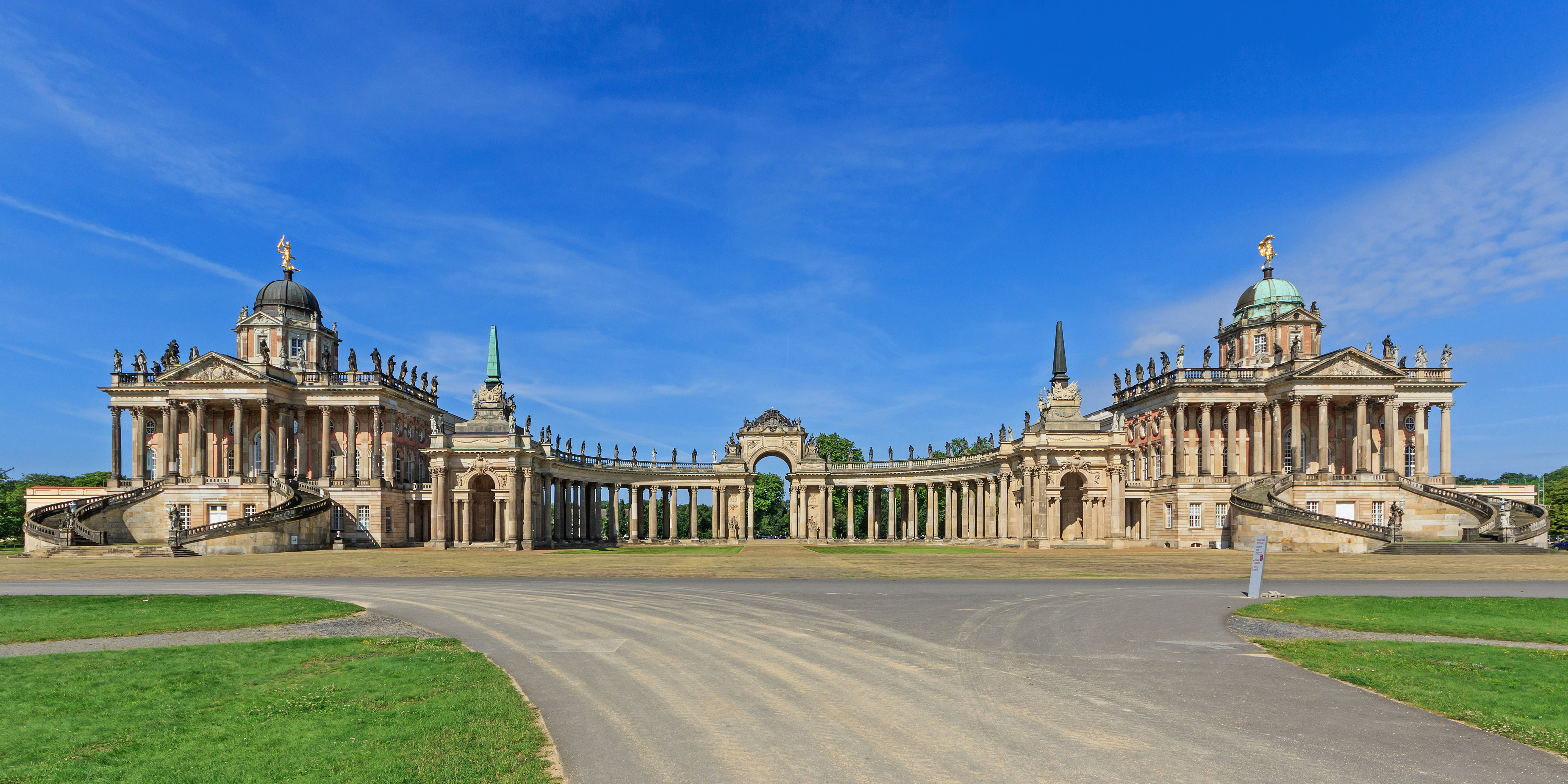
Universität Potsdam am Campus Neues Palais

Im Land Brandenburg gibt es sechs Universitäten, sechs Fachhochschulen, die sich im Land Brandenburg Hochschule nennen dürfen, sowie zwei Verwaltungsfachhochschulen. Größte Universität ist die Universität Potsdam, an der über 20.000 Studierende unterrichtet werden. Neben dieser gibt die Europa-Universität Viadrina in Frankfurt (Oder), die Brandenburgische Technische Universität Cottbus-Senftenberg, die Filmuniversität Babelsberg, die HMU Health and Medical University und die Medizinische Hochschule Brandenburg Theodor Fontane im Universitätsrang. Die 2014 gegründete Medizinische Hochschule und die 2020 gegründete HMU sind private, die anderen vier sind staatliche Universitäten.

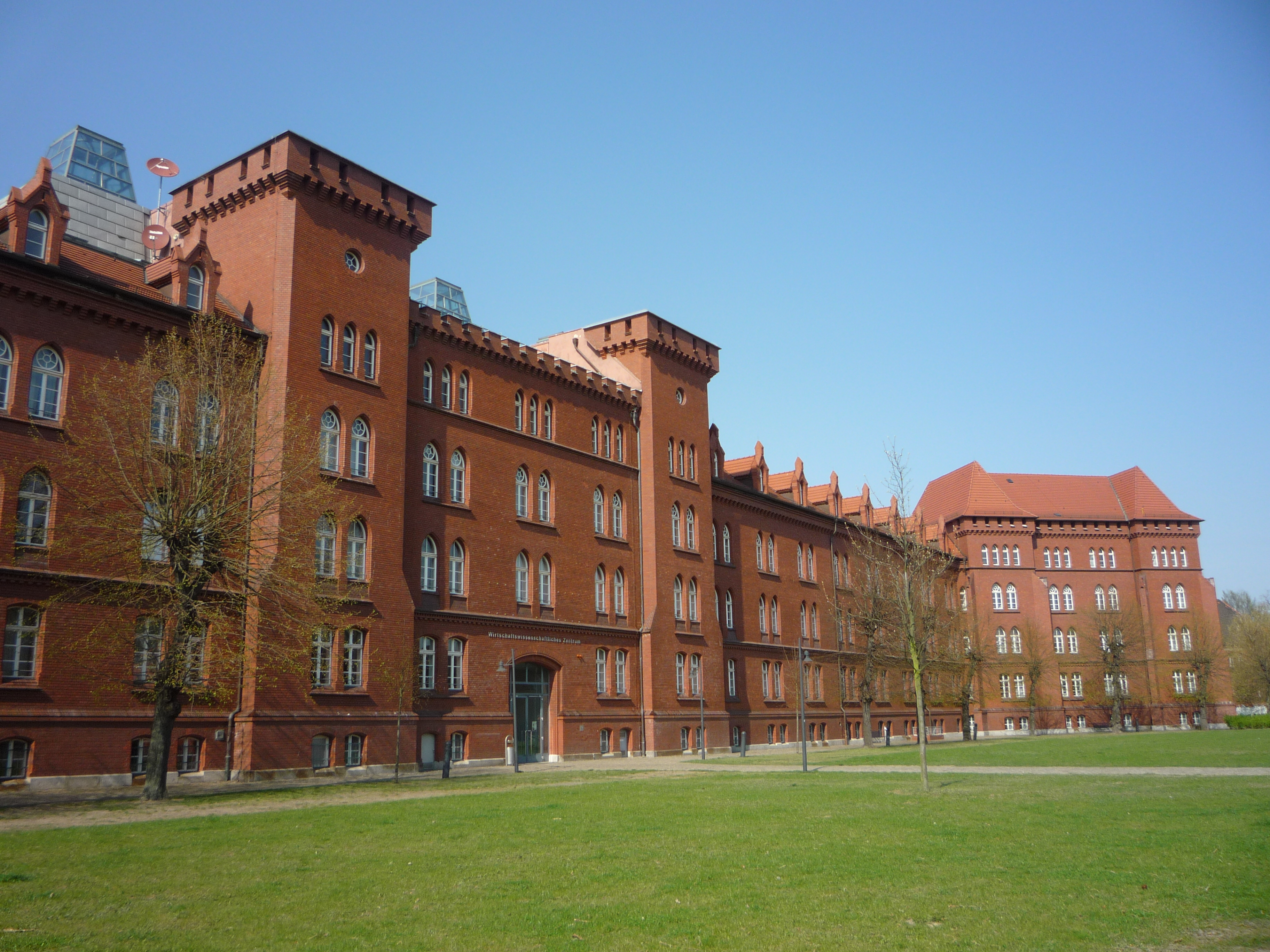
Technische Hochschule Brandenburg

Größte Fachhochschule Brandenburgs ist die Technische Hochschule Wildau mit über 4000 Studierenden. Neben dieser weitere öffentliche staatliche Fachhochschulen sind die Technische Hochschule Brandenburg, die Hochschule für nachhaltige Entwicklung Eberswalde und die Fachhochschule Potsdam. Das Theologische Hochschule Elstal ist eine kirchliche, die Fachhochschule für Sport und Management Potsdam eine private Bildungseinrichtung. Neben diesen gibt es noch die beiden Verwaltungsfachhochschulen Fachhochschule für Finanzen des Landes Brandenburg in Königs Wusterhausen und die Hochschule der Polizei des Landes Brandenburg in Oranienburg.
Brandenburg erhebt für ein Studium im Land keine Gebühren. Wenige Fächer haben einen Numerus clausus, und aufgrund des relativ jungen Alters vieler Hochschulen gibt es besonders moderne Lern- und Arbeitsbedingungen. Für die Studierenden aller Hochschulen sind entweder das Studentenwerk Potsdam oder das Studentenwerk Frankfurt (Oder) zuständig. Im Wintersemester 2023/2024 wurden insgesamt 51.468 immatrikulierte Studenten registriert.

### Forschung

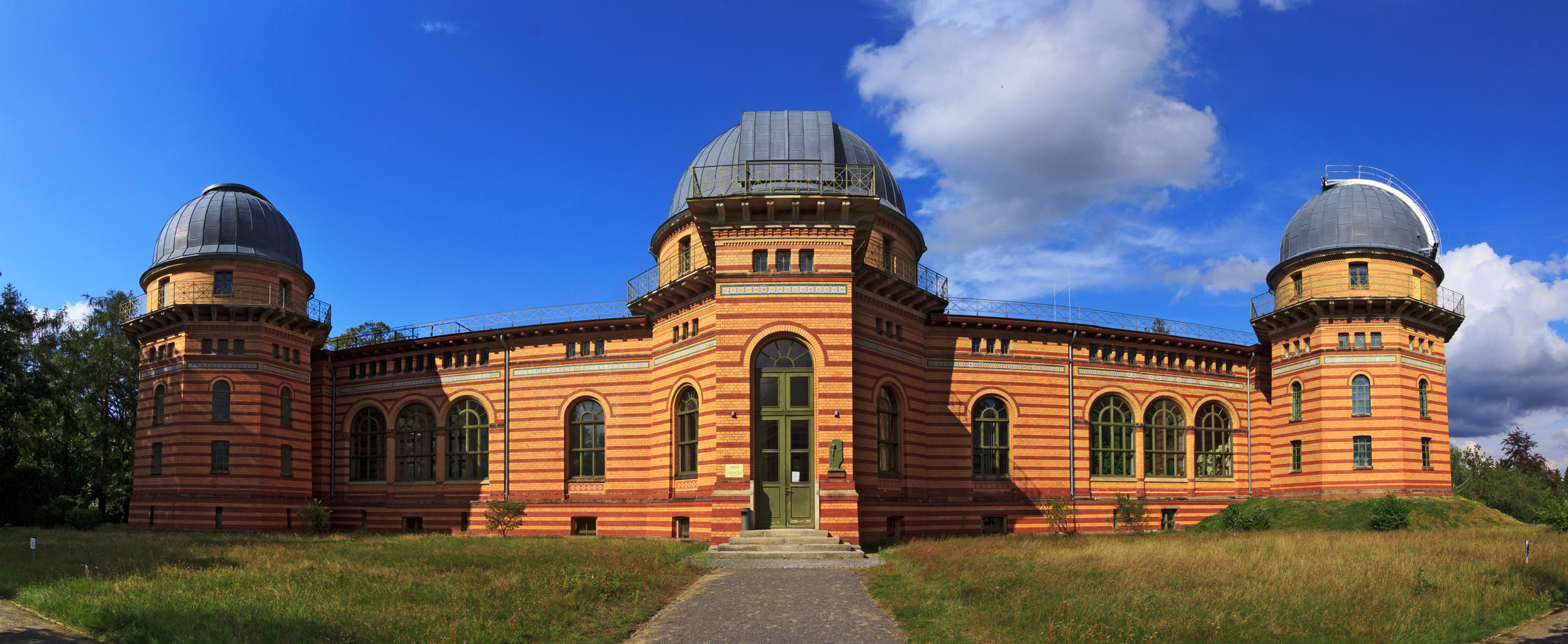
Wissenschaftspark Albert Einstein in Potsdam

Jede der großen deutschen Forschungsgemeinschaften ist im Land Brandenburg vertreten. Insgesamt gibt es vier Einrichtungen der Hermann von Helmholtz-Gemeinschaft Deutscher Forschungszentren, acht Institute der Leibnizgemeinschaft, drei Institute der Max-Planck-Gesellschaft (MPG) und drei Einrichtungen der Fraunhofer-Gesellschaft (FhG). Von Bedeutung ist die enge Kooperation der Forschungseinrichtungen mit den Hochschulen des Landes. Entsprechende Vereinbarungen zwischen den Institutionen ermöglichen komplementäre Entwicklungen.
Seit 1992 befinden sich im Wissenschaftspark Albert Einstein folgende Institute auf dem Gelände: das Deutsche GeoForschungsZentrum, das Leibniz-Institut für Astrophysik Potsdam, die Potsdamer Forschungsstelle des Alfred-Wegener-Instituts für Polar- und Meeresforschung, das Potsdam-Institut für Klimafolgenforschung und das Meteorologische Observatorium Potsdam des Deutschen Wetterdienstes. In den 1990er Jahren wurden viele historische Gebäude umfangreich saniert und zahlreiche Neubauten errichtet.
Das Hasso-Plattner-Institut für Softwaresystemtechnik (HPI) ist ein An-Institut der Universität Potsdam und hat sich in Potsdam-Babelsberg angesiedelt. 1998 wurde es durch eine Partnerschaft mit dem Land Brandenburg geschaffen. Namensgeber des Instituts ist der SAP-Gründer und Aufsichtsratsvorsitzende Hasso Plattner.

## Kultur
Das Land Brandenburg war zwischen dem 18. und frühen 20. Jahrhundert der historische Kern des preußischen Staates und damit ein Anziehungspunkt für Zuwanderer. Durch die Toleranzpolitik in religiösen Fragen seit dem Edikt von Potsdam entwickelte sich ein starker kultureller Einfluss der zugewanderten Personen, insbesondere der französischen Hugenotten. Aus den verschiedenen Zeitepochen blieben zahlreiche repräsentative Schlösser, Burgen, Kirchen sowie großzügig gestaltete Parkanlagen erhalten.
Neben den deutschlandweiten Feiertagen sind in Brandenburg gegenwärtig Ostersonntag, Pfingstsonntag und der Reformationstag gesetzliche Feiertage.
Ein wichtiger Akteur der Popkultur ist die Film- und Fernsehproduktionsfirma UFA mit Sitz in Potsdam. Die von der UFA kreierten TV-Formate, Shows und Serien kommen auf mehr als 4000 Stunden Fernsehprogramm im Jahr, ausgestrahlt von 20 deutschen Sendern (Stand: 2016).

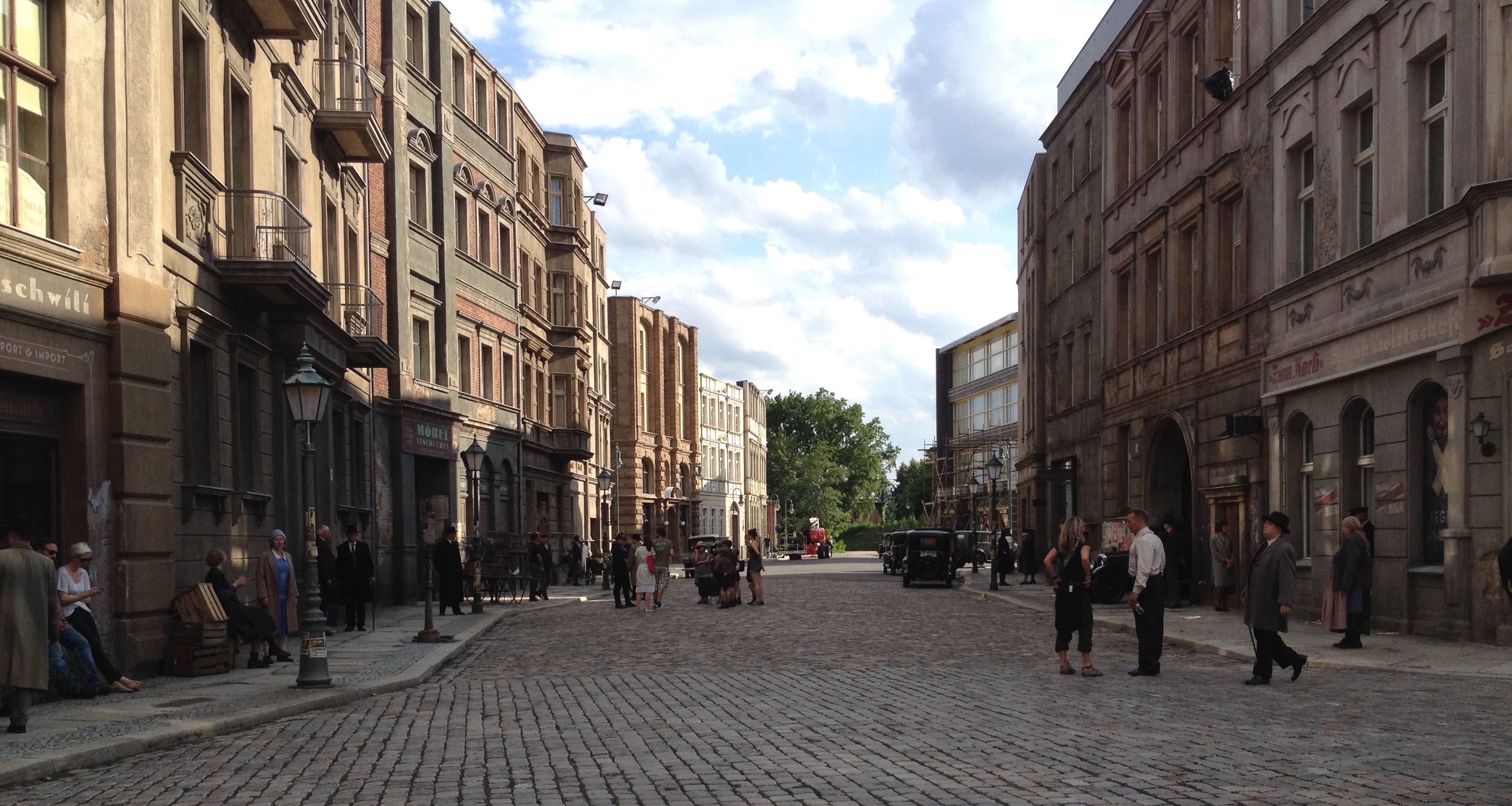
Filmarbeiten in Potsdam
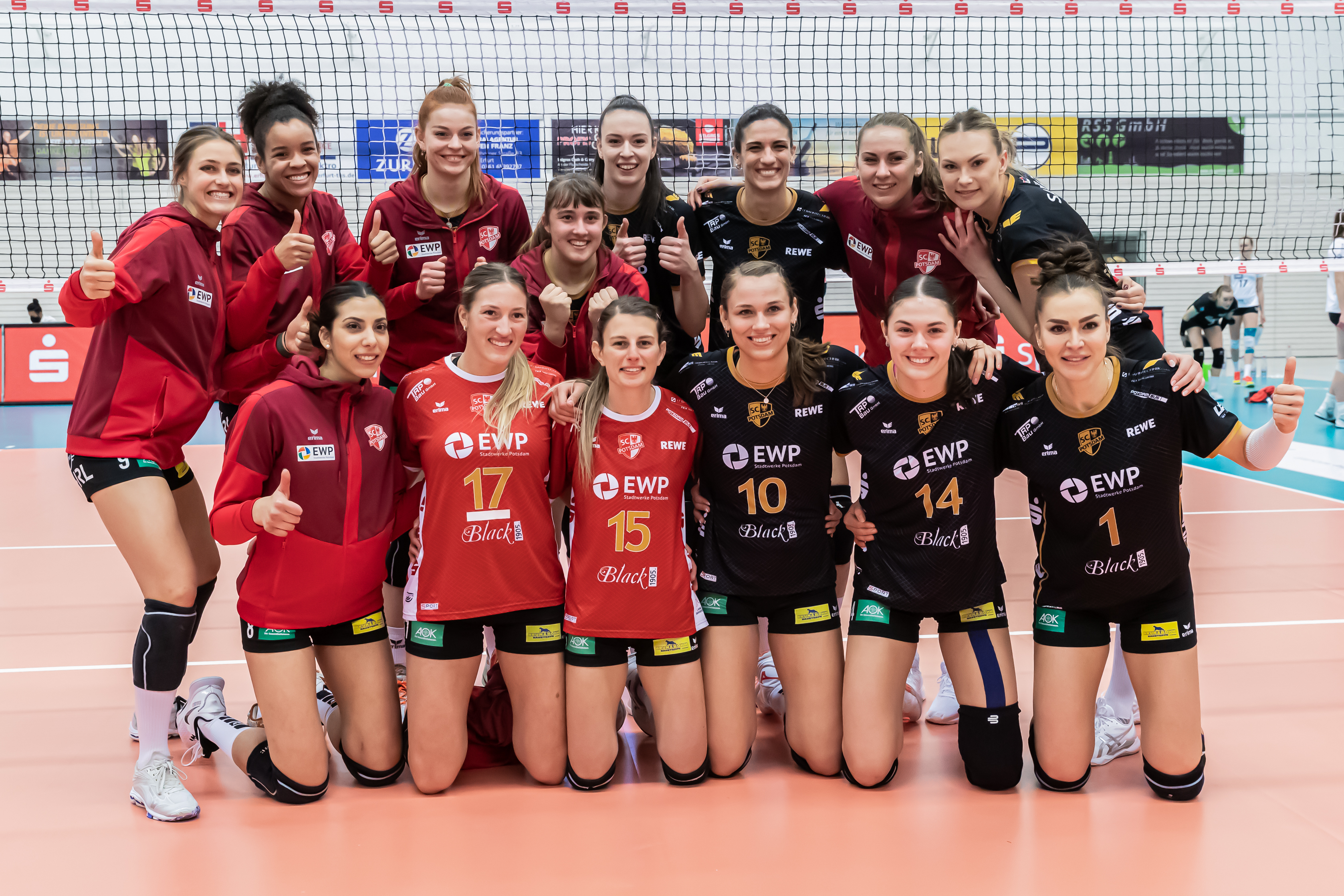
SC Potsdam
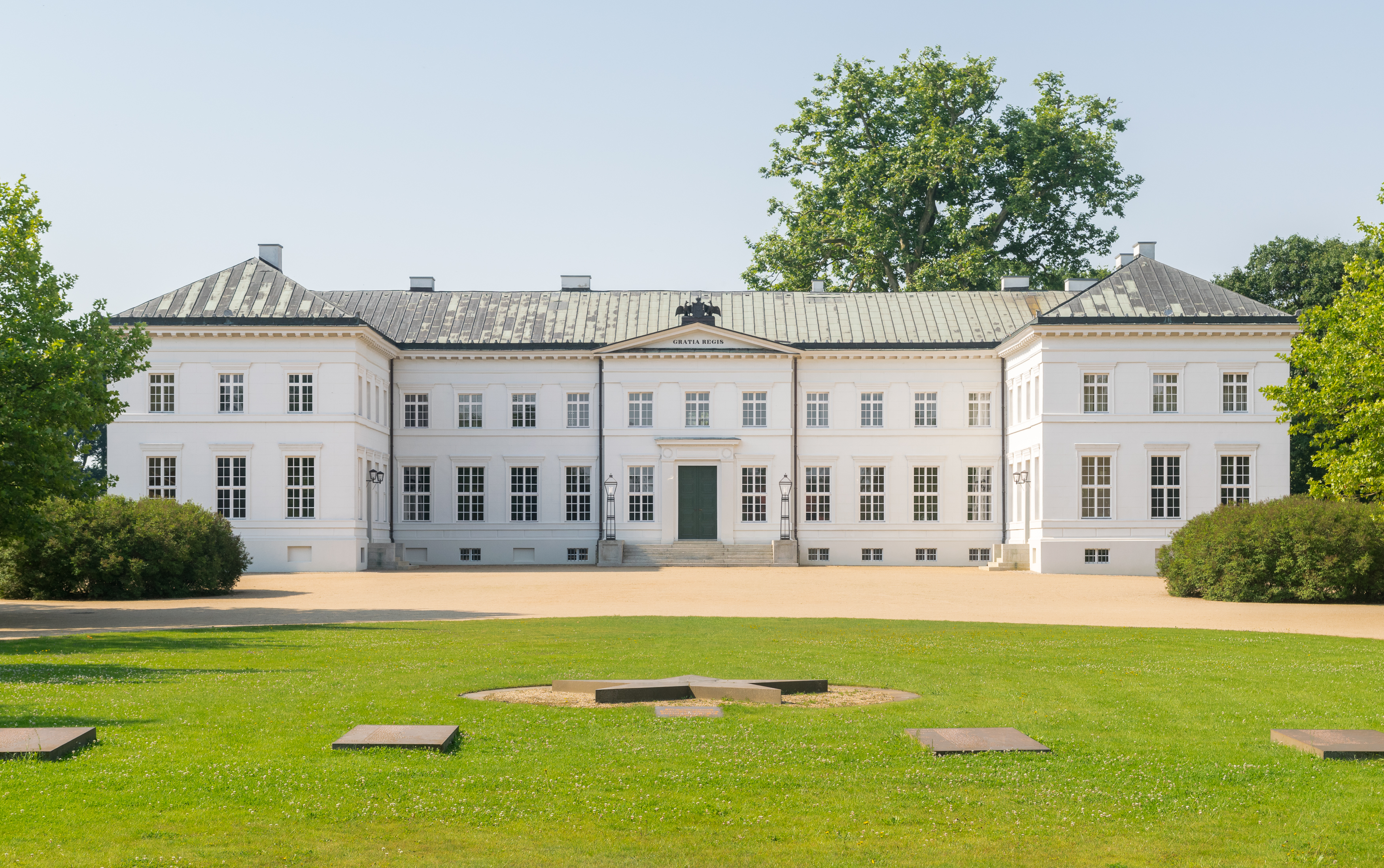
Schloss Neuhardenberg

### Welterbe und Architektur
Die Schlösser, Gärten und Parkanlagen der sogenannten „Potsdamer Kulturlandschaft“ wurden 1990 in die Liste der UNESCO-Welterbe aufgenommen. Seitdem gehören Park Sanssouci (die Sommerresidenz Friedrichs des Großen), Neuer Garten, Babelsberg, Glienicke und die Pfaueninsel mit ihren Schlössern sowie seit 1992 Schloss und Park Sacrow mit der Heilandskirche und seit 1999 die Kolonie Alexandrowka zu den Welterbestätten. Insgesamt erstreckt sich das Architekturensemble auf rund 500 ha Parkanlagen mit 150 Gebäuden aus der Zeit von 1730 bis 1916. Daher gilt diese Kulturlandschaft als die größte der deutschen Welterbestätten.

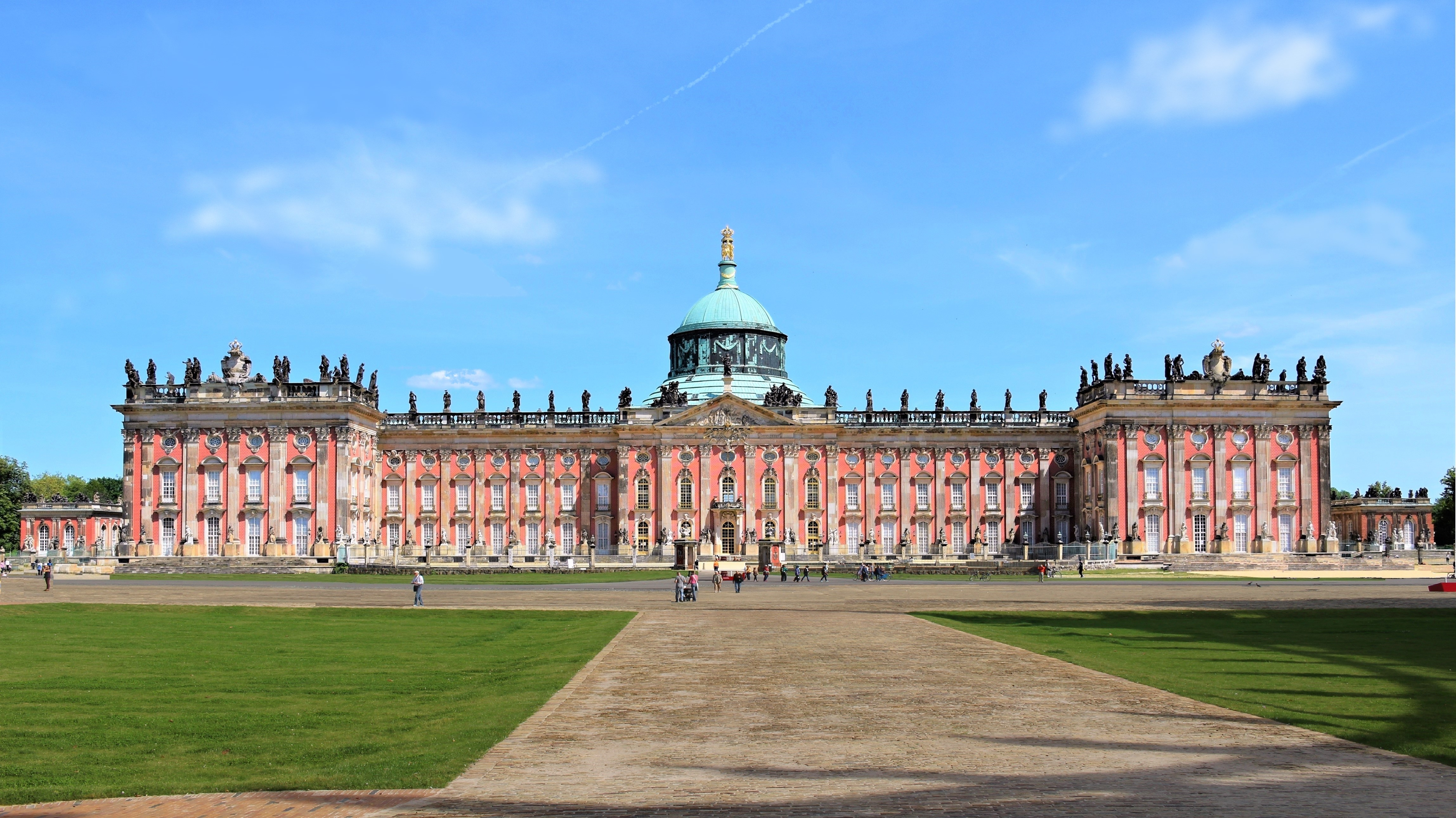
Neues Palais in Potsdam – Teil des Weltkulturerbes

Die Arbeitsgemeinschaft „Städte mit historischen Stadtkernen“ des Landes Brandenburg wurde 1992 mit dem Ziel gegründet, die historischen Stadtkerne in ihrer Bausubstanz zu renovieren und mit neuem Leben zu füllen. Seit 2007 gehören 31 Städte der Arbeitsgemeinschaft an. Zu den ältesten Städten zählen unter anderem Brandenburg an der Havel (948 erstmals erwähnt), Potsdam (993), Beelitz oder Bad Belzig (997), Doberlug (1005) und Jüterbog (1007).
Weitere bedeutende Bauten in Brandenburg sind das Schloss Boitzenburg, der damalige Stammsitz der Familie von Arnim, dessen Landschaftspark von Peter Joseph Lenné im englischen Stil ausgestaltet wurde. Das Schloss Neuhardenberg ist bekannt durch jährliche Musikveranstaltungen. Das Schloss Rheinsberg, ein Wasserschloss, ist insbesondere bekannt geworden durch die Werke von Kurt Tucholsky und Theodor Fontane. Schloss Meseberg, ein Barockschloss in Gransee ist seit 2007 offizielles Gästehaus der deutschen Bundesregierung. Der 1921 errichtete Einsteinturm des Astrophysikalischen Instituts diente der experimentellen Bestätigung der Relativitätstheorie. Er gilt als einer der herausragenden Beispiele expressionistischer Architektur und nimmt Elemente des Jugendstils auf.

### Theater und Kunst

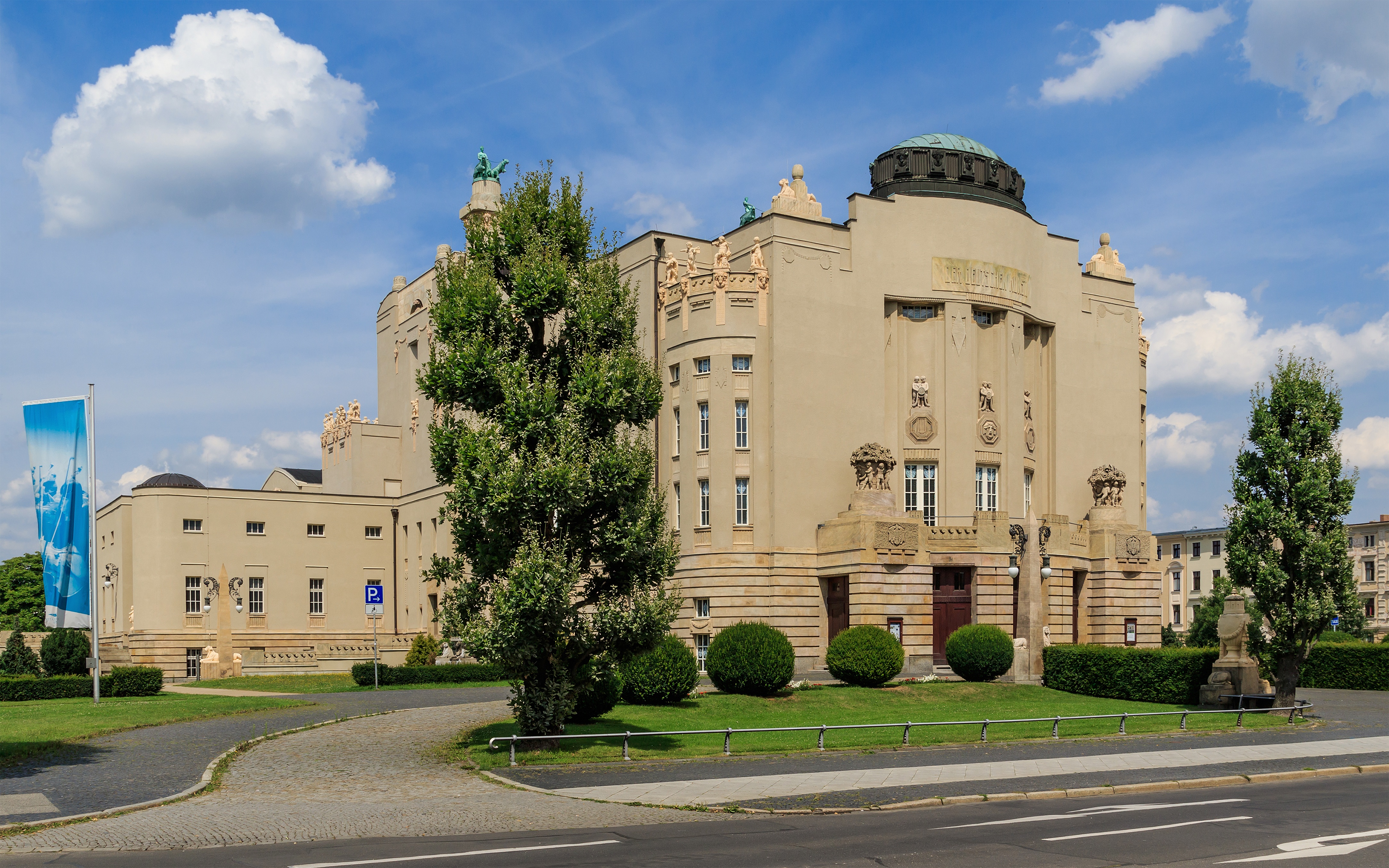
Staatstheater Cottbus

Das Staatstheater Cottbus ist das einzige Mehrspartentheater des Landes Brandenburg. Die Sparten Oper/Ballett, Schauspiel und ein Philharmonisches Orchester verfügen über ihre eigenen Ensembles. Das Haus wurde 1908 als Stadttheater eröffnet und 1991 zum Staatstheater ernannt. Seit 2004 ist es Teil der Brandenburgischen Kulturstiftung Cottbus.
Spielstätten des Staatstheaters sind das Große Haus am Schillerplatz, die Kammerbühne sowie die Theaterscheune Ströbitz.
Das Hans Otto Theater ist das Theater der Landeshauptstadt Potsdam. Seit September 2006 spielt sein Ensemble im Neuen Theater, welches als Sitz des Hauses synonym unter Hans Otto Theater verstanden wird und auf dem Gelände der Schiffbauergasse am Ufer des Tiefen Sees liegt. Weitere Spielstätten des Theaters sind die benachbarte historische Reithalle und das barocke Schlosstheater im Neuen Palais von Sanssouci.
Das Kunstmuseum Dieselkraftwerk Cottbus zeigt Moderne Kunst der Gattungen Malerei, Skulptur/Objekt, Grafik, Fotografie und Plakatkunst. Insgesamt beherbergt das Museum einen Sammlungsbestand von mehr als 23.000 Objekten. Ausstellungen und Erwerbungen zum Themenkreis Landschaft/Raum/Natur/Umwelt bilden den Schwerpunkt der Sammlung. Konzerte, Theaterveranstaltungen sowie die Nutzung einer Kreativwerkstatt ergänzen das Ausstellungsprogramm. Das Kunstmuseum ist Teil der Brandenburgischen Kulturstiftung Cottbus-Frankfurt (Oder). Außerdem existiert in Brandenburg eine rege Kunstszene mit festen Veranstaltungen wie dem Tag der „Offenen Ateliers“ Anfang Mai, der Verleihung des Brandenburgischen Kunstpreis durch die Märkische Oderzeitung und die Kunstloose Tage im Oderbruch.

### Musik

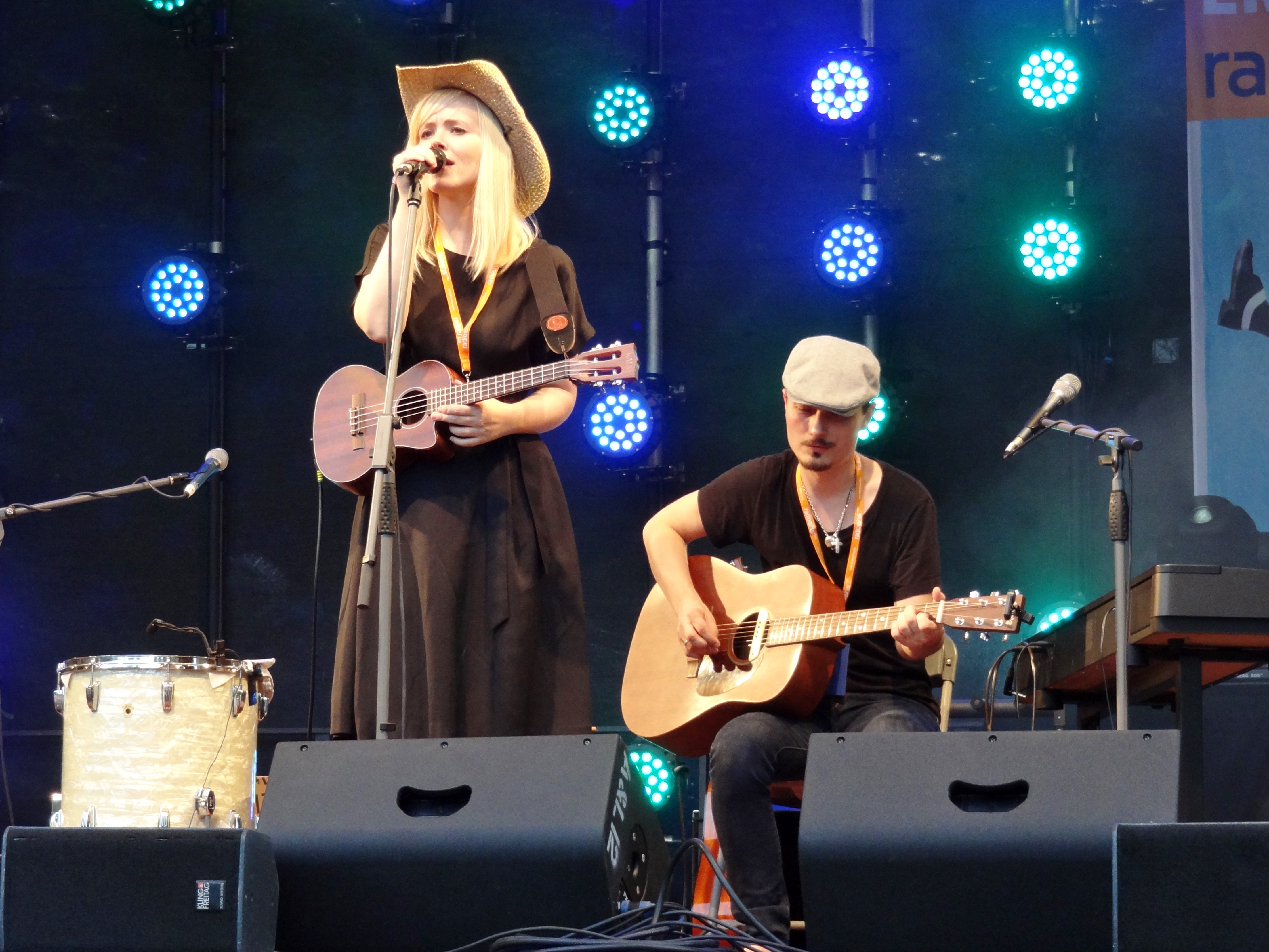
Musikfestival Inselleuchten in Marienwerder

Die Brandenburger Symphoniker gehören als ältester bestehenden Klangkörper des Landes zu den herausragenden kulturellen Einrichtungen Brandenburgs. Gegründet wurde das Orchester 1810 von hochrangigen preußischen Militärmusikern. Ihre regelmäßig ausverkauften Sinfoniekonzerte und Sonderkonzerte sind feste Programmpunkte im Kulturleben der ganzen Region. Das Orchester wirkt nicht nur als Sinfonieorchester, sondern auch bei Opernaufführungen und es spielt seit Jahren bei den Produktionen der Kammeroper Schloss Rheinsberg. Regelmäßig gastieren die Symphoniker bundesweit und international.
Das Philharmonische Orchester des Staatstheater Cottbus gründete sich 1912 als theatereigenes Orchester. Hauptsächlich wirkt das Orchester in Opern, Operetten, Philharmonischen Konzerten und Kammerkonzerten.
Das Brandenburgische Staatsorchester Frankfurt (Oder) ist das einzige reine Konzertorchester Brandenburgs, es bietet in Frankfurt verschiedene Konzertreihen an.
Das Deutsche Filmorchester Babelsberg ist ein Orchester mit Sitz im Studio Babelsberg in Potsdam. Im Bereich Film und Fernsehen wurden über 220 Filmmusikproduktionen in den eigenen Studios eingespielt. Außerdem finden Kooperationen mit der benachbarten Filmuniversität Babelsberg statt.
Das Jacaranda Ensemble, Keimzeit und Subway to Sally zählen zu den bekannten Musikgruppen aus Brandenburg. Erfolgreiche in Brandenburg geborene Musiker sind u. a. der Sänger Jürgen Drews, Gitarrist Richard Kruspe (Rammstein) und Musikproduzent Paul van Dyk.

### Veranstaltungen

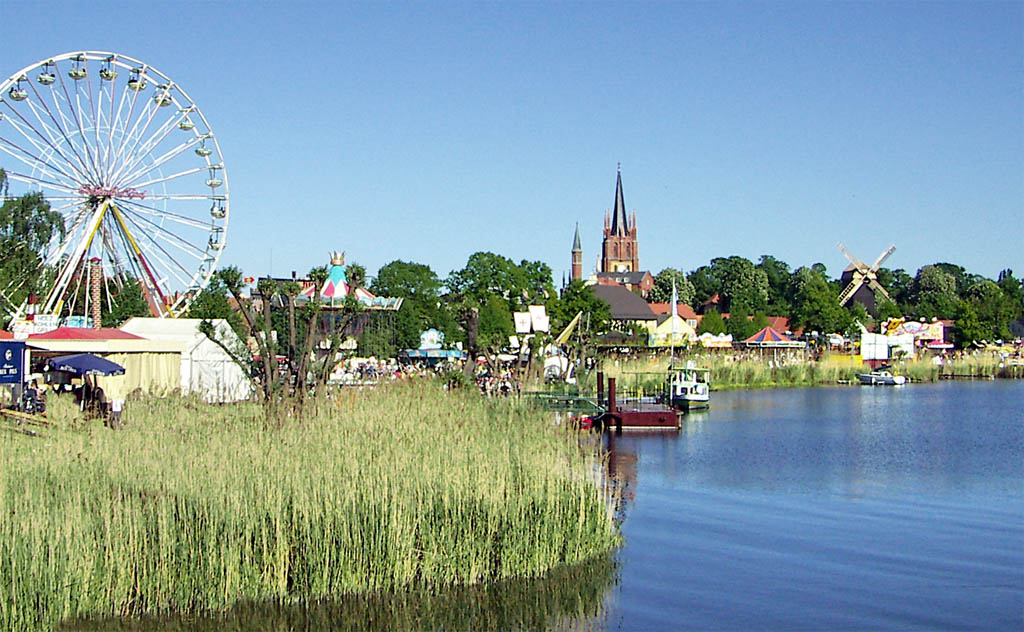
Baumblütenfest in Werder, dem größten Volksfest in Brandenburg

Zu den größten und bekanntesten Veranstaltungen im Land Brandenburg gehört das Baumblütenfest in Werder. Es zieht jedes Jahr über 500.000 Besucher an und zählt damit zu den größten Volksfesten in Deutschland. Das erste Fest fand bereits 1879 statt und wird seitdem regelmäßig zur Zeit der Baumblüte begangen.
Ebenfalls weit bekannt ist die zumeist sehr früh ausverkaufte Potsdamer Schlössernacht, die jährlich im Park Sanssouci stattfindet. Die Veranstaltung wird begleitet von Darstellern, Musikern und Bürgern in barocken Kostümen, klassischen Musikfestspielen und einem großen Feuerwerk zum Abschluss.
Zudem finden zahlreiche weitere regionale Veranstaltungen statt, wie das Havelfest in der Stadt Brandenburg an der Havel mit 200.000 Besuchern, das Sängerfest in Finsterwalde mit über 100.000 Besuchern zweijährlich, die Kleistfesttage in Frankfurt (Oder) sowie das Bassewitzfest Kyritz.
Mit dem Internationalen Filmfest Potsdam und den sehsüchten, dem größten Studentenfilmfestival in Europa, sind gleich zwei Filmfestspiele in Potsdam beheimatet; weitere Filmfestivals sind in Bad Saarow, Cottbus, Eberswalde und in der Lausitz zuhause.
Seit 1998 werden unter der Dachmarke Kulturland Brandenburg verschiedene Projekte innerhalb des Bundeslandes zu einem Thema gefördert. Diese waren in der Vergangenheit unter anderem Landschaft und Gärten (2004), 1000 Jahre Christentum (2005), Baukultur (2006), Fokus Wasser (2007) sowie Provinz und Metropole (2008). Seit 1995 feiert das Land regelmäßig einen Brandenburg-Tag. Er fand erstmals 1995 in Cottbus statt.

### Küche

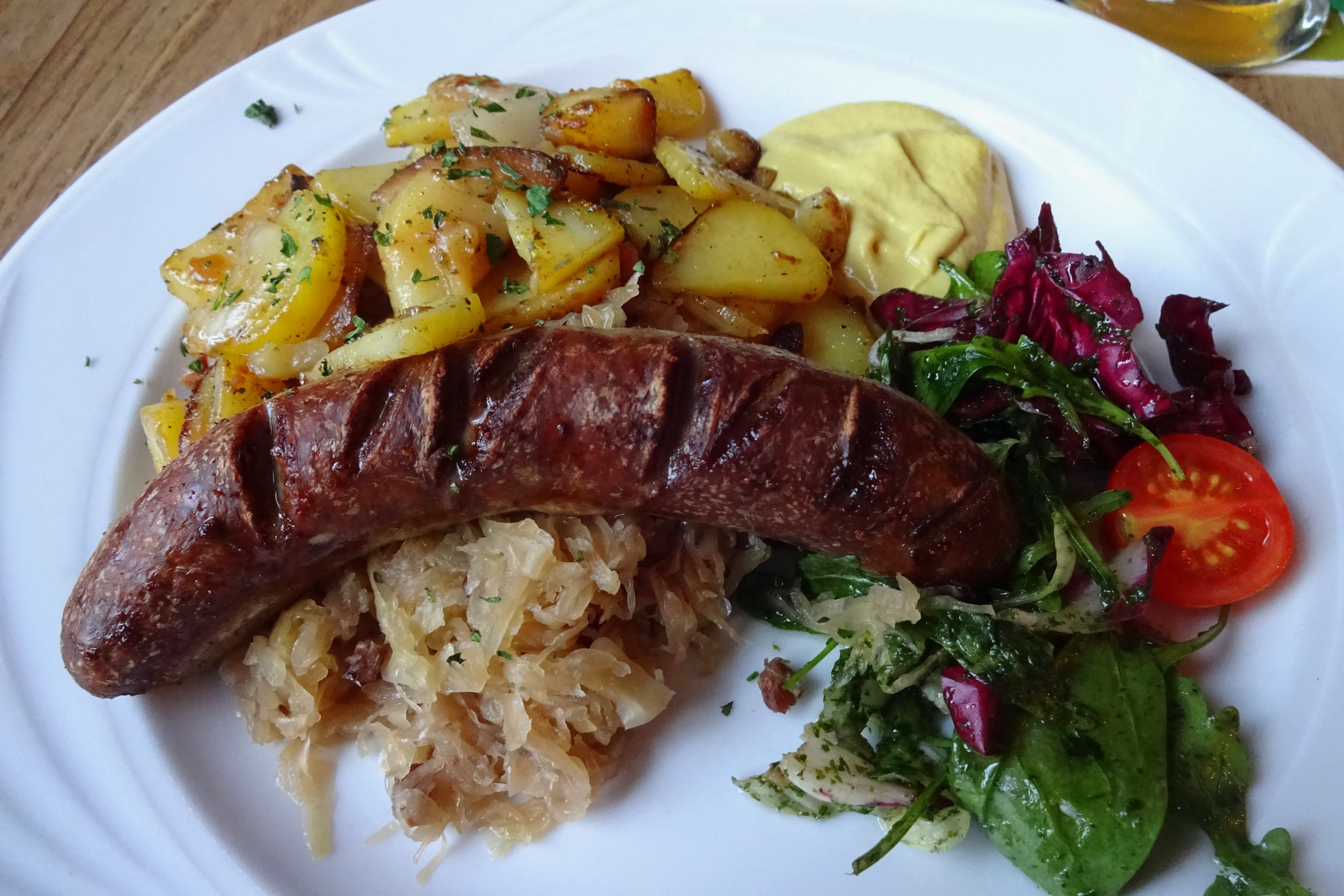
Rehbratwurst mit Sauerkraut und Bratkartoffeln

Die Brandenburgische Küche ist eher ländlich geprägt. Bevorzugt verarbeitet werden frische, regionale Produkte. Die Brandenburgische Küche ist wegen der zahlreichen größeren und kleinen Gewässer sehr reich an Fisch, vor allem Hecht, Zander, Aal und Karpfen. Wildgerichte sind ebenfalls recht typisch. Seit Friedrich der Große der Kartoffel in Brandenburg zum Durchbruch verholfen hat, ist sie unverzichtbarer Teil der heimischen Küche. Eine Spezialität der Niederlausitz sind Plinsen, eine Form von Eierkuchen. Spezialitäten der Uckermark sind Wruken (Kohlrübeneintopf) und Kloppschinken (Klopfschinken).
Zu den bekanntesten brandenburgischen Spezialitäten gehören Beelitzer Spargel, Spreewälder Gurken und Quark mit Leinöl nach Niederlausitzer Art, wozu meist Pellkartoffeln serviert werden. Die Klosterbrauerei Neuzelle ist mit ihrem Schwarzbier überregional bekannt, während in und um Werder (Havel) Obstweine und Obstbrände produziert werden. Die Sahneeiskreation Fürst-Pückler, die sich aus den drei klassischen Sorten Erdbeere, Vanille und Schokolade zusammensetzt, entstand in der märkischen Oberlausitz.
Im renommierten Restaurantführer Guide Michelin 2016 waren in Brandenburg drei Restaurants ausgezeichnet.

### Sport

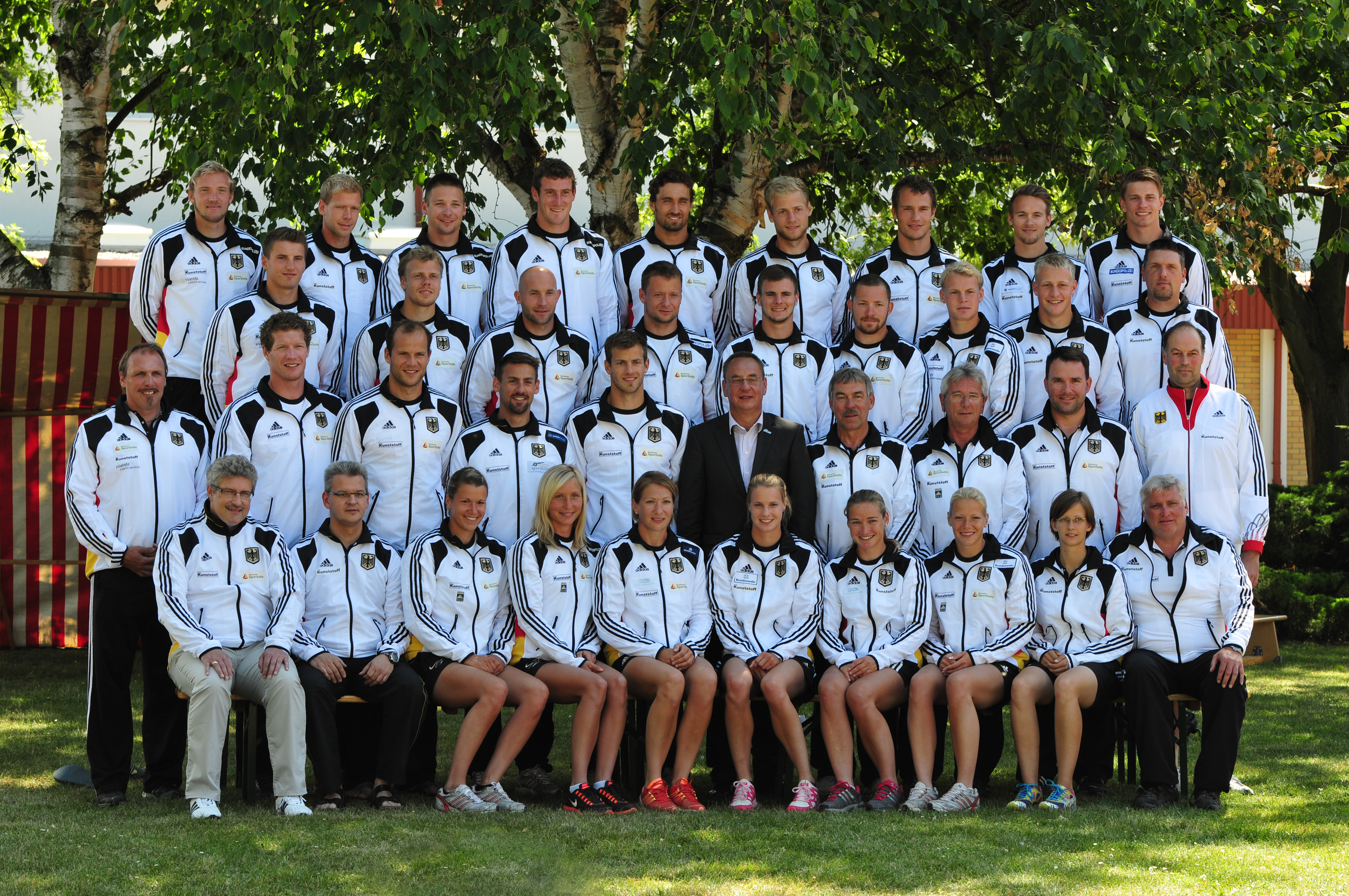
Deutsche Kanurennsport-Nationalmannschaft im Bundesleistungszentrum Kienbaum

Der SC Potsdam ist im Jahr 2023 der mitgliederreichste Sportverein im Land Brandenburg. In seinen neun Abteilungen sind mehr als 5.000 Mitglieder aktiv. Schwerpunkt des SC Potsdam ist der Breitensport.
Zu den bekanntesten Sportvereinen im Land Brandenburg zählt der FC Energie Cottbus zu dessen größten Erfolgen, neben der jahrelangen Zugehörigkeit in der 1. und 2. Fußball-Bundesliga, das Erreichen des DFB-Pokal-Finales im Jahre 1997 zählt, aber auch der 1. FFC Turbine Potsdam, der mehrfach Deutscher Meister und Pokalsieger im Frauenfußball wurde sowie einmal Sieger des UEFA Women’s Cups war. Im Handball war der Frankfurter Handball Club ein bekannter Verein.

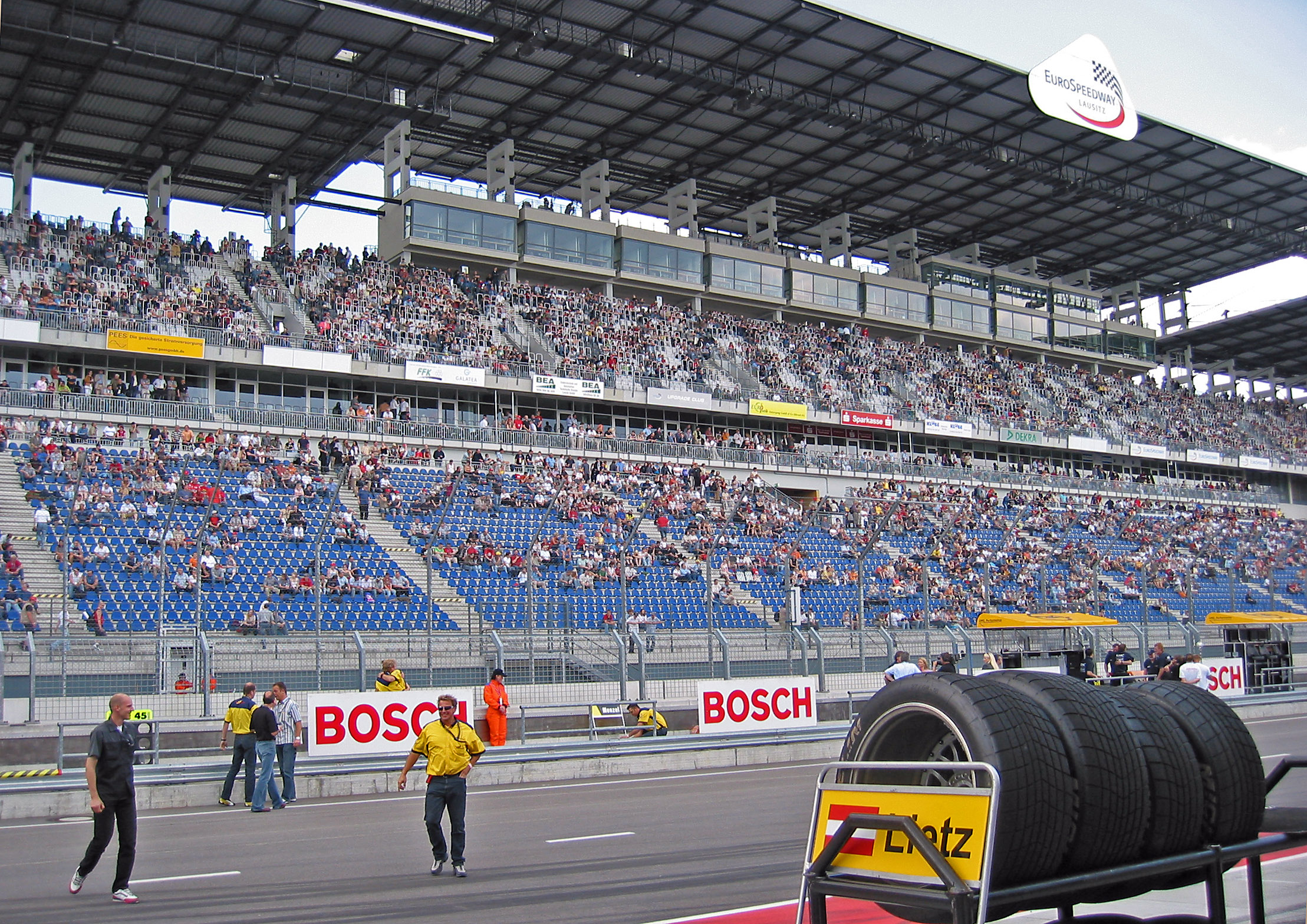
Motorsport am Lausitzring

Ein Olympiastützpunkt befindet sich im Land Brandenburg mit den drei Teilstandorten in Cottbus, Frankfurt (Oder) und Potsdam. Insbesondere in den Disziplinen Rudern, Kanu- und Radsport konnten Athleten aus den Stützpunkten Medaillen bei Olympischen Spielen gewinnen. Mehrere Sport-Eliteschulen gibt es im Land ebenfalls.
Zu den erfolgreichsten Sportlern aus Brandenburg zählen die Boxer Henry Maske und Axel Schulz, die Diskuswerfer Robert Harting, Christoph Harting und die Schwimmerin und Olympiasiegerin Britta Steffen. Die Kanurennsportlerin Birgit Fischer aus Brandenburg an der Havel ist mit acht Gold- und vier Silbermedaillen die erfolgreichste deutsche Olympionikin der Sportgeschichte. Die Judoka Yvonne Bönisch, die Judoka und Sumokämpferin Sandra Köppen-Zuckschwerdt, der Kugelstoßer Udo Beyer und der Speedway-Profi Christian Hefenbrock sind ebenfalls bekannt.
Auf dem Lausitzring finden Motorsportveranstaltungen wie die jährlich abgehaltenen Rennen der DTM statt. Auf dem einstigen Militärflughafen Groß Dölln sowie am Spreewaldring Training Center befindet sich je ein Fahrsicherheitszentrum mit Rennstrecke. Sandbahnrennen bestehen zudem in Lübbenau, Speedway in Wolfslake und in Wittstock. Der Große Preis von Berlin ist ein Pferderennen, das jährlich auf der Galopprennbahn Hoppegarten stattfindet. Das Rennen wurde 1888 erstmalig ausgetragen und zählt international zu den renommierten Galopprennsport-Ereignissen.
Im Jahr 2019 gab es Brandenburg insgesamt 14 Golfsportanlagen. Die meisten davon lagen im näheren Umland der Metropole Berlin.

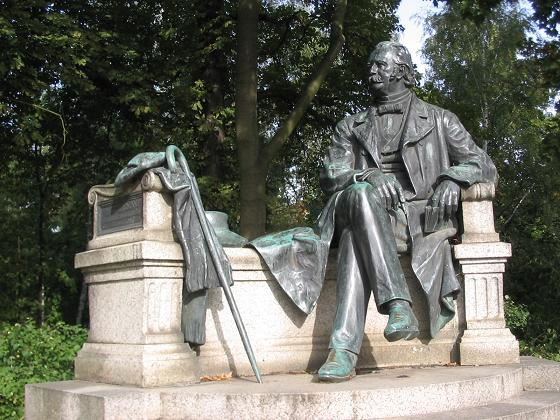
Theodor-Fontane-Denkmal in Neuruppin

### Persönlichkeiten
Es gibt zahlreiche Persönlichkeiten, die mit Brandenburg verbunden sind. Zu ihnen zählt der Schriftsteller Theodor Fontane, der mit den Wanderungen durch die Mark Brandenburg eine bedeutende literarische Hommage an seine Heimat geschaffen hat. Heinrich von Kleist wirkte in den Literaturepochen der Weimarer Klassik und der Romantik.
In Brandenburg geboren und dort tätig waren unter anderem Karl Friedrich Schinkel, Wilhelm von Humboldt und zahlreiche Mitglieder der königlich-kaiserlichen Familie der Hohenzollern, darunter König Friedrich Wilhelm III. und Kaiser Friedrich III. Ein Ehrenbürger der Stadt Brandenburg an der Havel ist der Humorist Vicco von Bülow, der unter seinem Künstlernamen Loriot berühmt wurde.
Im 21. Jahrhundert haben zahlreiche Kreative, Künstler und Medienschaffende aus dem Berliner Raum einen Zweitwohnsitz Brandenburg eingerichtet.